# Grafheuvel

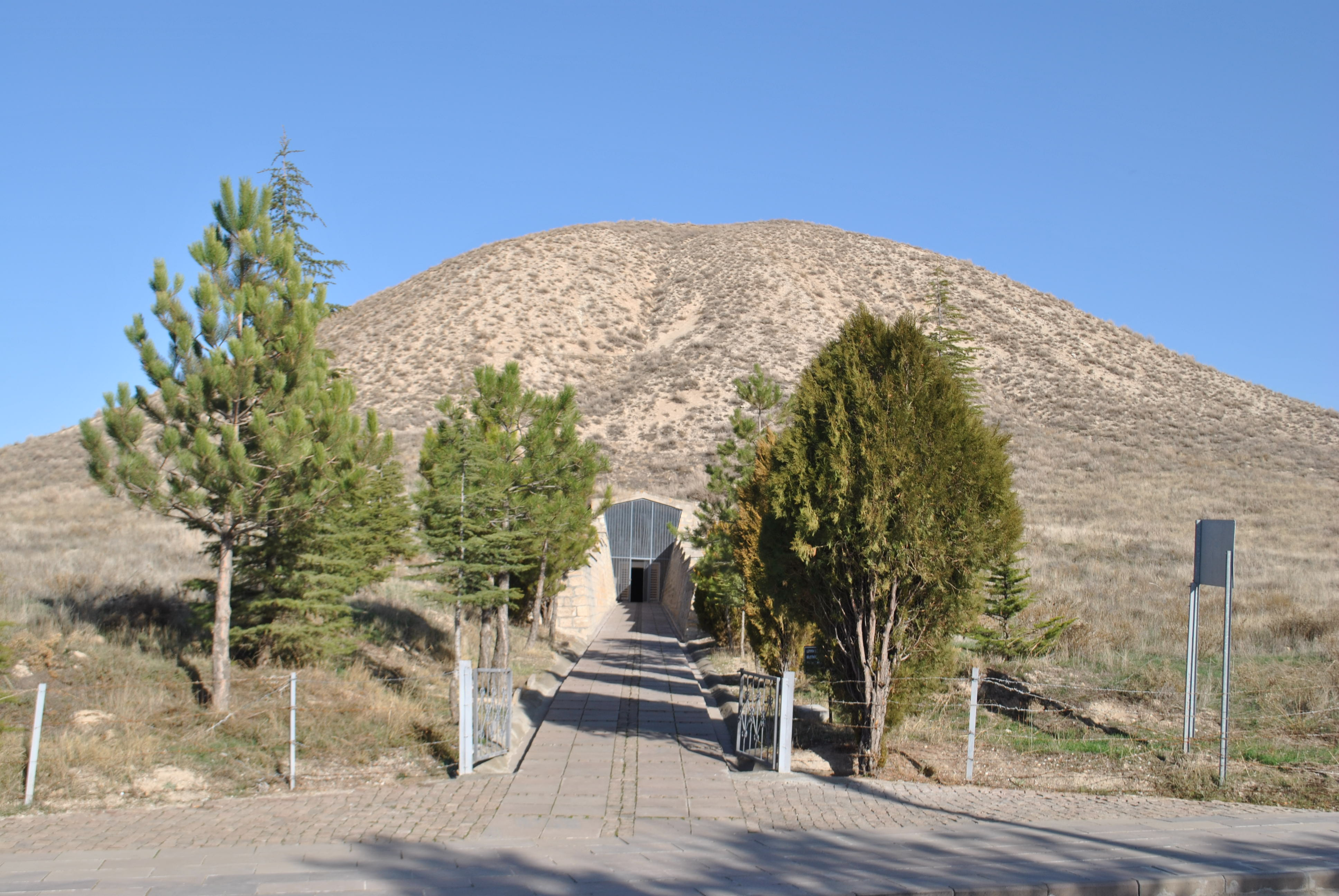
Zogenoemd 'graf van koning Midas' in Gordion, hoofdstad van het vroegere Frygië

Een grafheuvel (ook: heuvelgraf of tumulus) is een heuvel uit de prehistorie die werd gebruikt als begraafplaats. De heuvels werden opgeworpen over menselijke resten in een kuil, boomkist, hunebed, steenkist, grafkist, urn, tombe of grafkamer. Grafheuvels komen voor in diverse afmetingen en werden gemaakt van verschillende materialen, afhankelijk van de periode en het gebied. Ook de maatschappelijke positie van de overledene bepaalde het type grafheuvel.
De grafheuvel werd gebruikt voor het begraven van een persoon of meerdere overledenen van de gemeenschap. Vaak werd de grafheuvel daarna ook nog gebruikt voor het begraven van resten van later overleden mensen. Deze personen werden in de bestaande grafheuvel begraven, waarbij de grafheuvel soms werd verhoogd. In bepaalde gebieden is er één grafheuvel in het landschap, maar grafheuvels worden ook in groepen aangetroffen of zijn onderdeel van een groter grafveld of urnenveld.
Men vermoedt dat grafheuvels, behalve om de doden een laatste rustplaats te geven, ook gebouwd en gebruikt werden voor verering.

## Verschillende benamingen

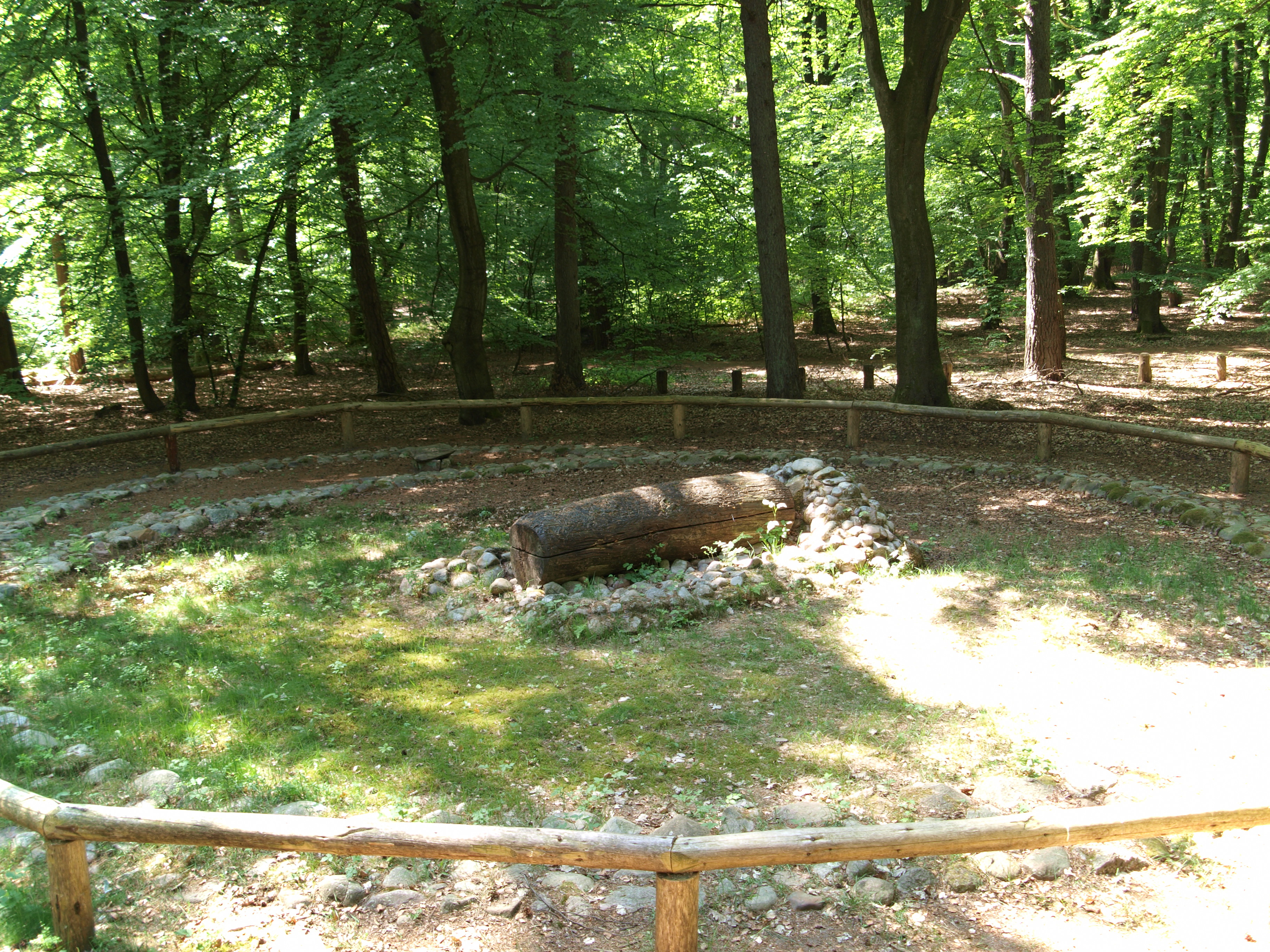
Reconstructie van twee boomkisten; als centraal heuvelgraf en als bijzetting in de oudere grafheuvel, Duitsland

- In het Engels spreekt men bij een aarden heuvel van een barrow.
- Een cairn is een grafheuvel gemaakt van stenen.
- Een brandheuvel is opgeworpen op crematieresten, vaak op de plek van de brandstapel.
- Als de grafheuvel een (stenen) toegang bezit spreekt men van een ganggraf.
- In Oost-Europa en Rusland spreekt men van koergans.
- Tumulus is de Romeinse benaming voor een grafheuvel die opgetrokken werd boven het crematiegraf van een vooraanstaand burger.
- De rijke grafgiften in Vorstengraven tonen aan dat de persoon, waarvoor deze grafheuvels zijn gemaakt, hoog in aanzien moet zijn geweest.
- In Nederlandse plaatsnamen kan men soms het Oergermaanse woord voor grafheuvel terugvinden in de verbasterde vorm leeuw.[1]

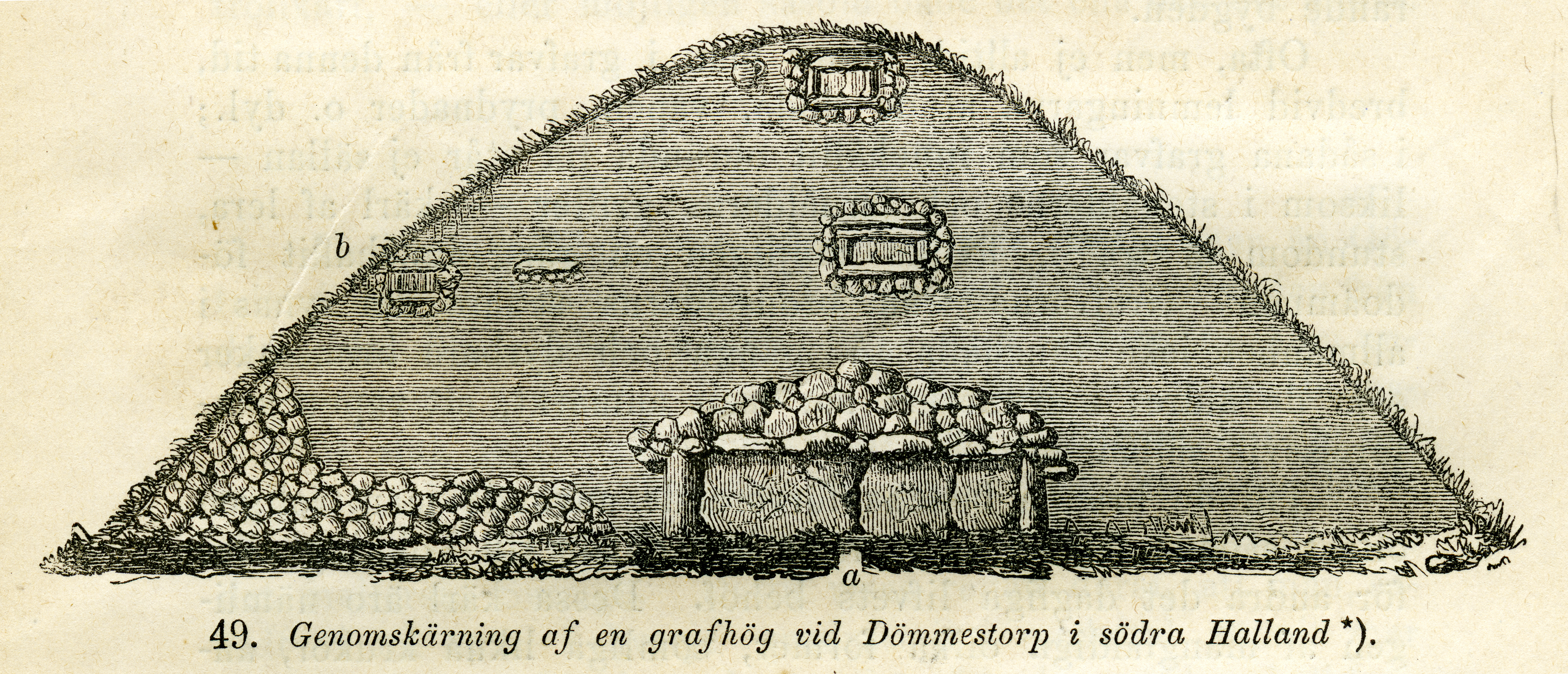
Dwarsdoorsnede van een grafheuvel met meerdere bijzettingen in Dömestorp
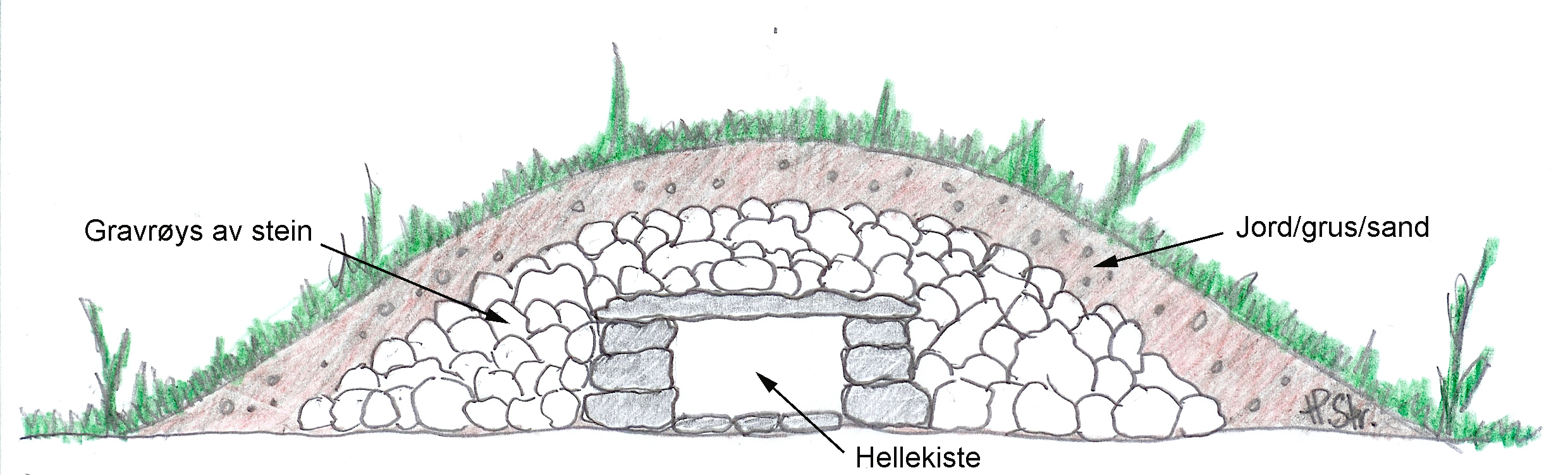
Dwarsdoorsnede van een grafheuvel met een hellekist (steenkist)
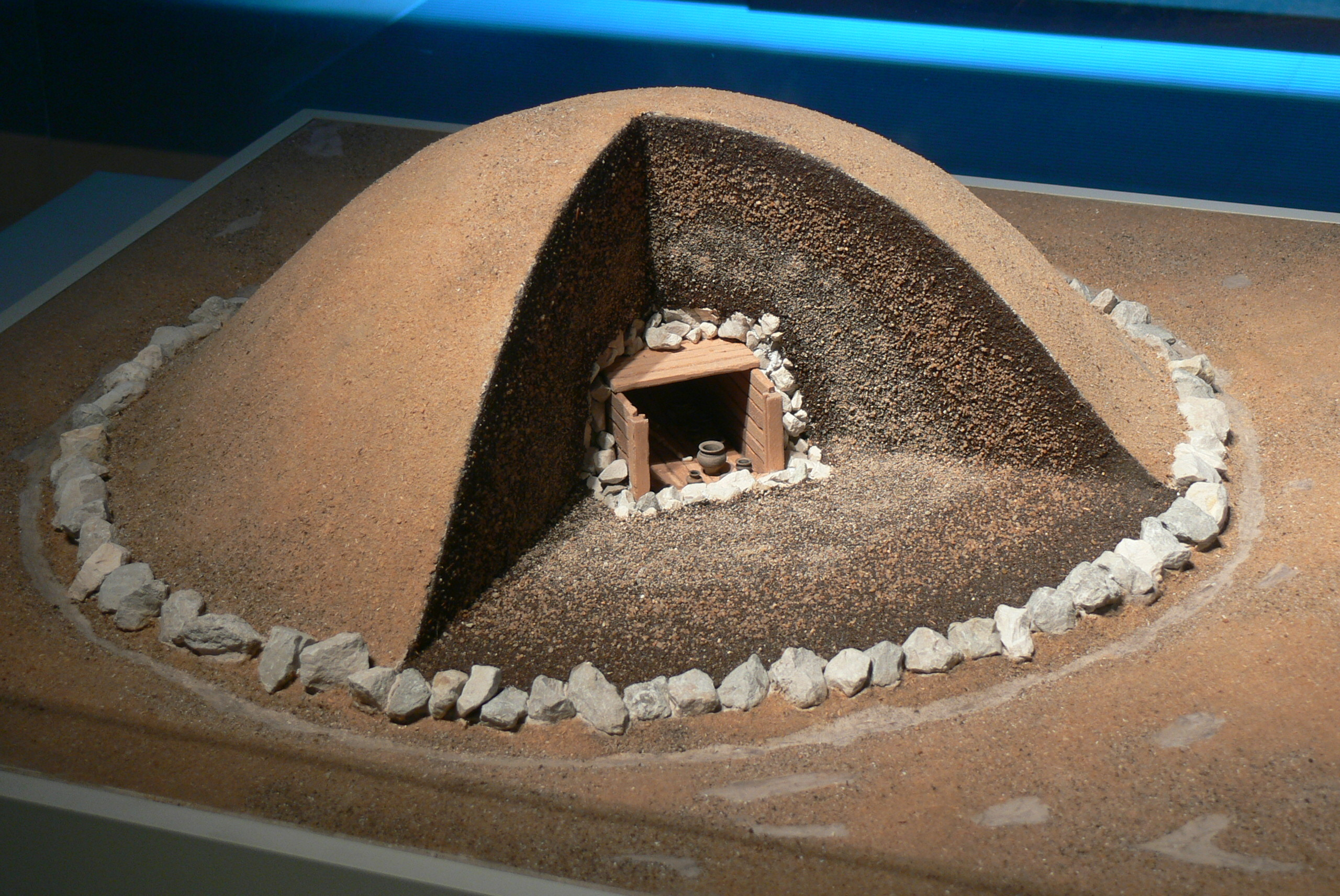
Model van een grafheuvel uit de Hallstattcultuur
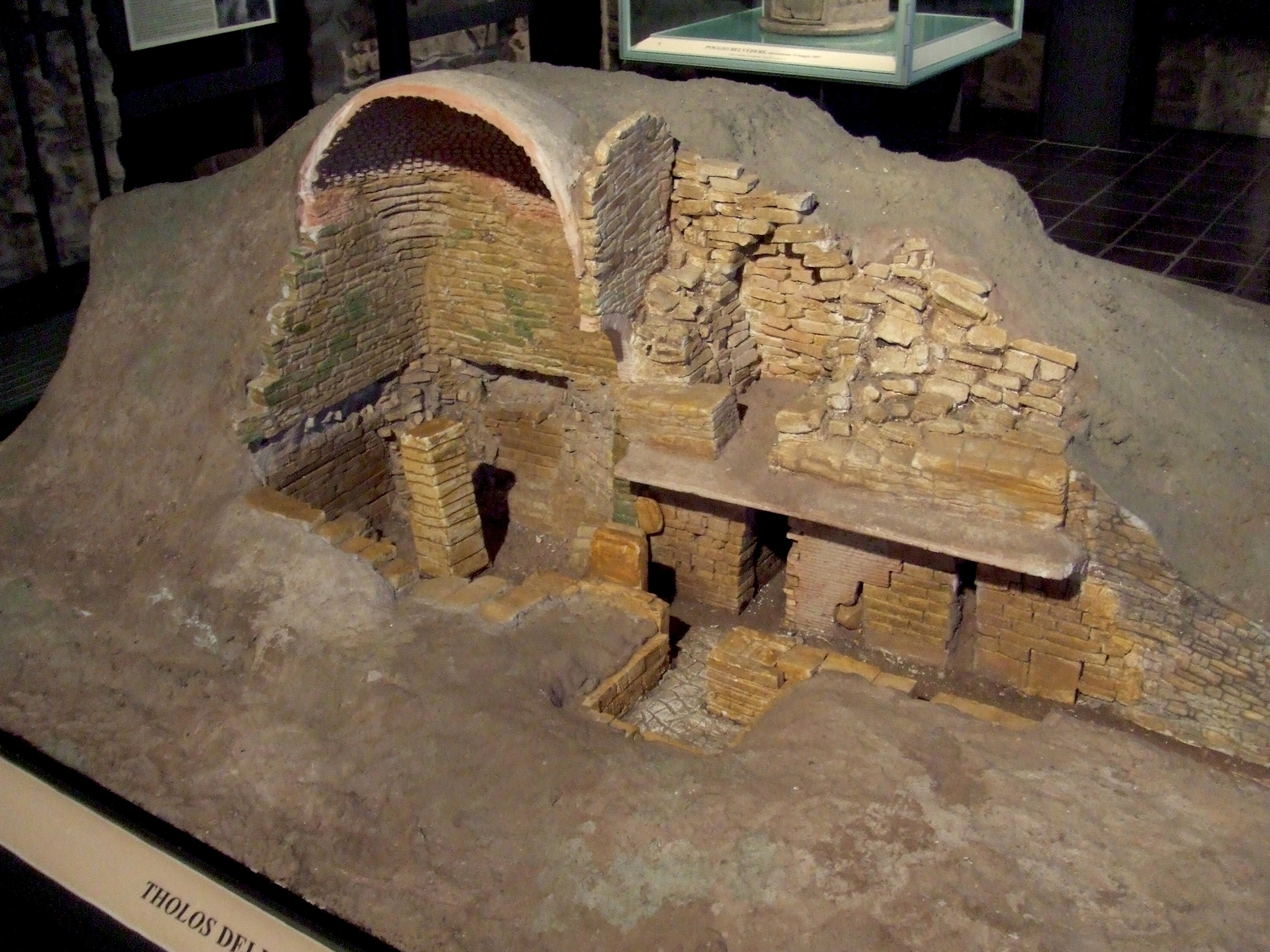
Maquette van een Etruskisch kamergraf
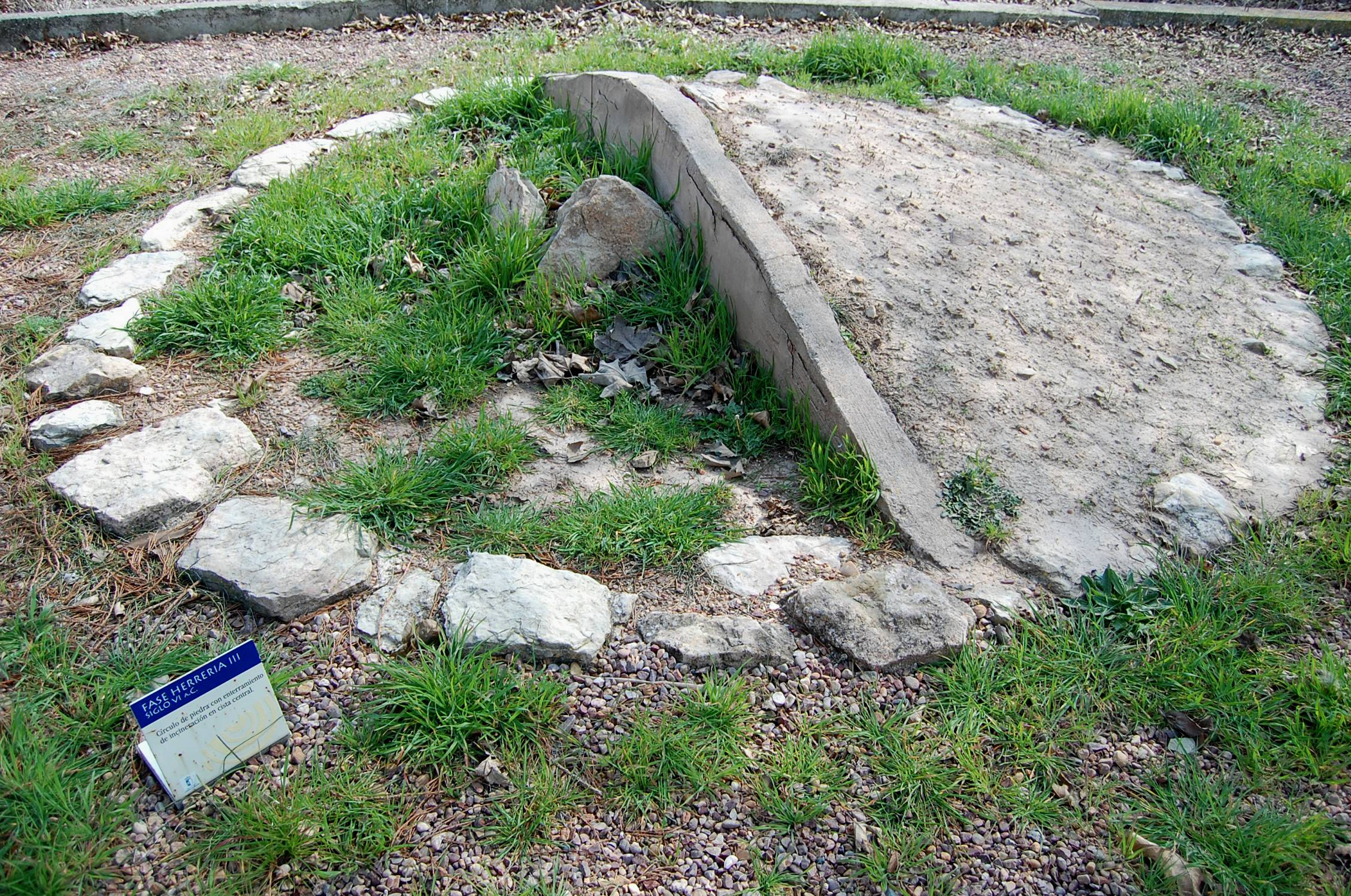
Reconstructie van een grafheuvel van de Keltiberiërs

## Beschrijvingen

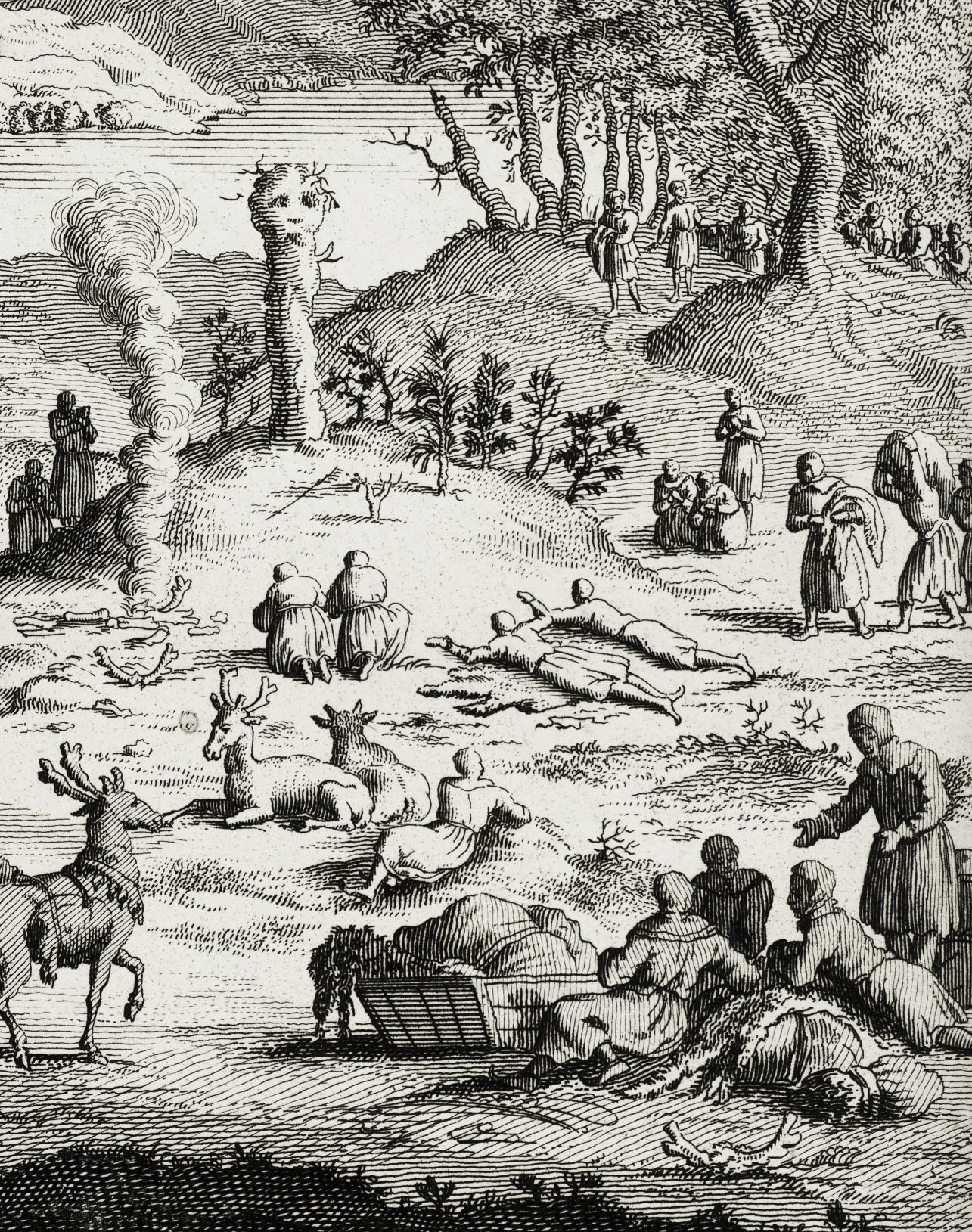
Sami brengen offers en bidden bij een grafheuvel, 1724

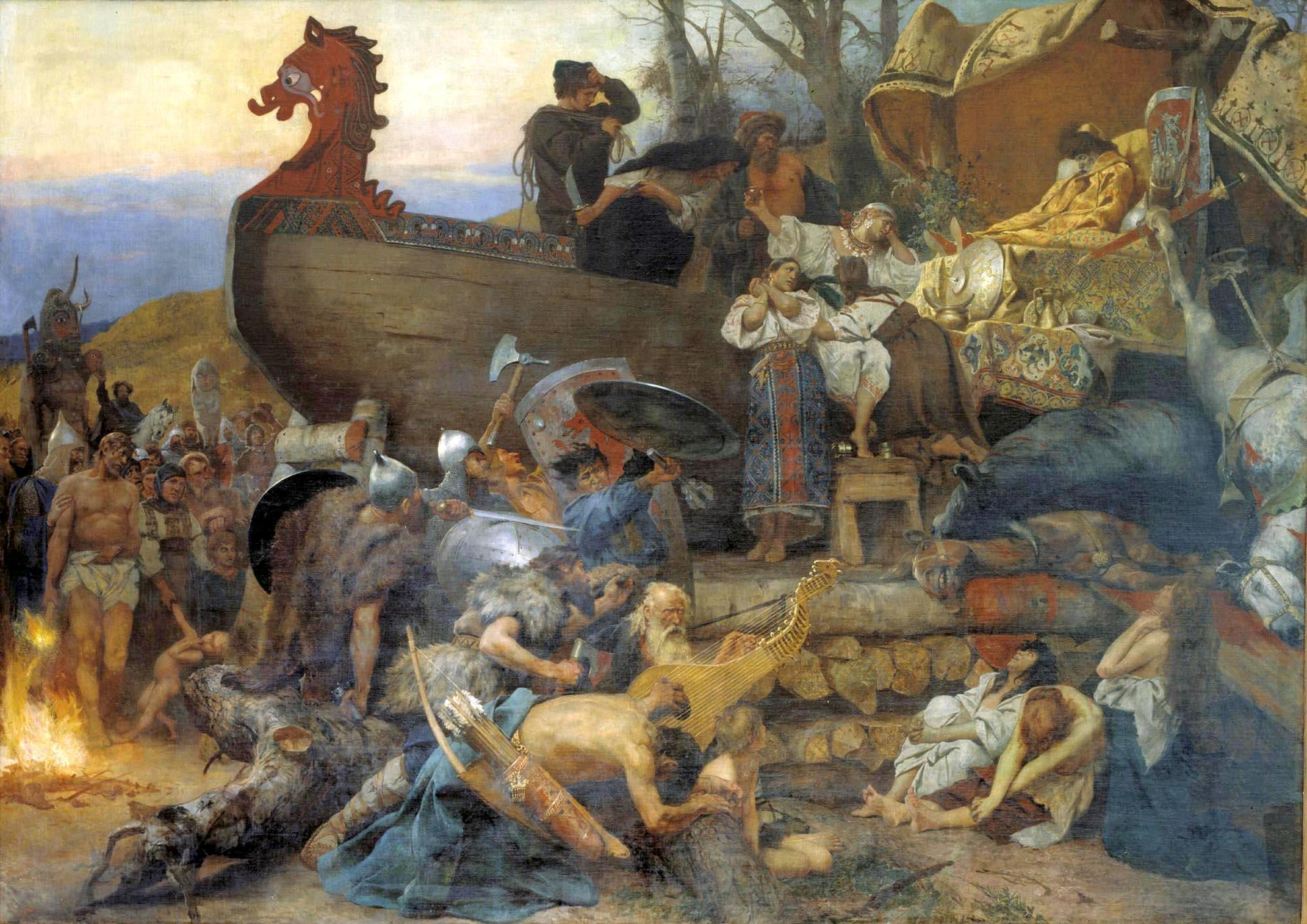
De begrafenis van Igor van Kiev, Heinrich Semiradzki, 1883

Er zijn verschillende beschrijvingen van het gebruik van een grafheuvel. Zo wordt in boek 23 van de Ilias verteld hoe het lijk van Patroclus wordt gecremeerd. Er worden paarden, honden en twaalf gevangengenomen Trojanen geofferd. Daarna wordt een grafheuvel opgeworpen, waarna lijkspelen worden georganiseerd. Het lijk van Hektor wordt rond Troje en de grafheuvel van Patroclus gesleept door Achilles. Na de dood van Achilles werd er door de Achaeërs nabij het voorgebergte Sigeion een, vanaf zee zichtbare, grafheuvel opgericht voor hem en voor zijn vrienden Patroclus en Antilochos (de zoon van Nestor). Er werden luisterrijke lijkspelen gevierd en er werd in de 5e eeuw een stad gesticht (Achilleion). De Thessaliërs hielden er een jaarlijkse bedevaart naartoe.
Ook in Beowulf wordt verteld over crematies in Gamla Uppsala. Er zijn hier meerdere vorstengraven. De grafheuvel van Eadgils werd in 1874 onderzocht en bleek een man liggend op een berenvel te bevatten. Ook bevatte de grafheuvel twee honden en rijke grafgiften. De grafheuvel van Ongentheow is nog niet onderzocht. Ook Ohtheres grafheuvel werd onderzocht. Het lijk van Beowulf wordt naar Hronesness gebracht, waar het gecremeerd wordt. Er wordt verteld hoe een treurzang wordt gezongen terwijl er in cirkels rond de grafheuvel wordt gelopen. Skalunda hög wordt wel gezien als de grafheuvel van Beowulf.
In de Skjoldungesaga wordt verteld dat Sigurd Ring (735–756) zich, na het oplopen van een zware verwonding, liet neerleggen op een verhoging op het achterste deel van zijn schip. Men liet het schip de zee opvaren en stak het in brand. Daarna werd een grafheuvel op het strand opgeworpen en deze kreeg de naam Ringhøje. De Møllehøj von Årslev op Funen wordt wel met dit verhaal in verband gebracht, deze grafheuvel wordt ook Ringshøj of Ringstedhøj genoemd.
In de Ynglingesaga wordt beschreven dat men de as van de overledene in zee werpt of in de bodem begraaft. Als aandenken aan belangrijke mensen wordt een grafheuvel opgericht.
Als een koning voor welvaart had gezorgd tijdens zijn leven, werd aangenomen dat dit ook na zijn dood zo zou zijn. Daarom was de plaats van de grafheuvel belangrijk. Na de dood van Halfdan de Zwarte ontstond een strijd om deze plek. Als oplossing werd het lijk in vieren gedeeld en werden vier grafheuvels opgeworpen, zo werd door Snorri Sturluson beschreven in de Hálfdanar saga svarta. Het hoofd van Halfdan de Zwarte zou in Ringerike zijn begraven.
Een van de bekendste beschrijvingen van een begrafenis bij de Wolga is geschreven door de Arabische diplomaat Ahmed ibn Fadlan. De prins werd eerst in een tijdelijk graf begraven en er werden nieuwe kleren voor hem gemaakt. Een slavin kreeg een bedwelmende drank en zong luid, ze werd goed bewaakt. Een belangrijk schip werd aan wal gesleept en op een houten platform geplaatst. Er was een bed voor de prins en een oude vrouw was verantwoordelijk voor de rituelen. De prins werd opgegraven, kreeg de nieuwe kleren aan en hij kreeg de bedwelmende drank, snaarinstrumenten en fruit. Er werden paarden, een kip en een haan geofferd. De slavin ging van tent tot tent en had seksuele omgang met de mannen. Nadertijd kreeg zij nog meer bedwelmende drank en ze zag de andere wereld. De eerste keer vertelde ze dat ze haar ouders zag, de tweede keer zag ze haar hele familie en de derde keer zag ze haar meester. Ze werd naar het schip geleid en haar armband werd afgenomen. Haar vinger werd gegeven aan de dochter van de oude vrouw, die haar had bewaakt. Op het schip kreeg ze nog meer bedwelmende drank. Ze werd in de tent gebracht en de mannen sloegen op hun schilden, zodat de mensen haar geschreeuw niet konden horen. Zes mannen gingen de tent binnen en hadden seksuele omgang met de vrouw. Nadien werd ze op het bed gelegd en haar armen en benen werden vastgehouden door twee van de mannen. De oude vrouw legde een touw om haar nek en de twee andere mannen trokken hier aan. De oude vrouw stak het meisje met een mes tussen de ribben. Daarna kwam de familie van de prins met een fakkel en het schip werd in brand gestoken. Later werd er een grafheuvel opgeworpen op de as van het schip, in het midden kwam een stok van een berk. De naam van de prins werd hier op geschreven en de mensen vertrokken met hun schepen.

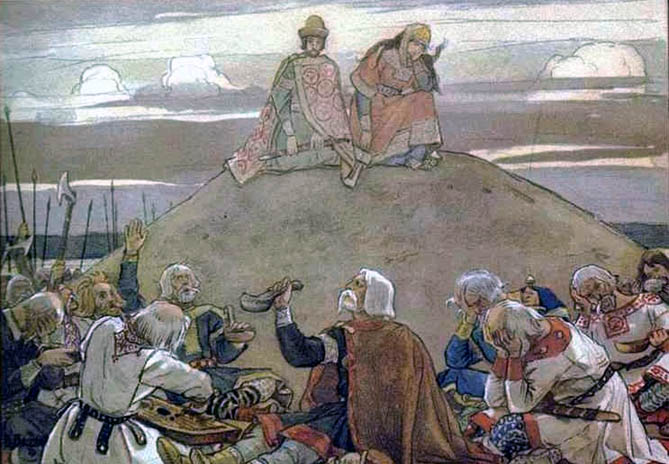
Romantische impressie uit 1899 van rouwenden bij het graf van Oleg de Wijze die waarschijnlijk stierf in 912
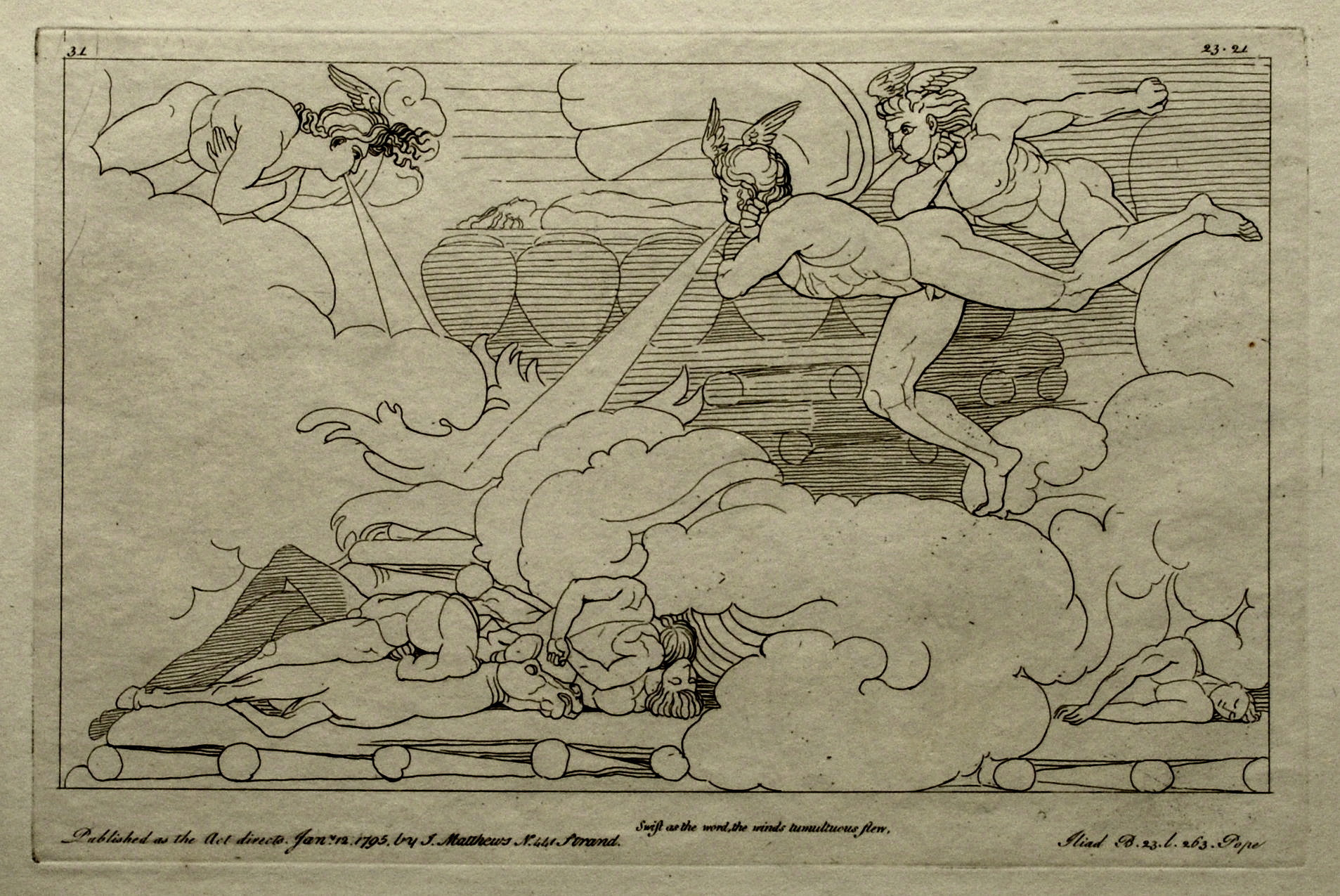
Het lijk van Patroclus ligt op de brandstapel, paarden en mannen liggen aan de voet van deze brandstapel
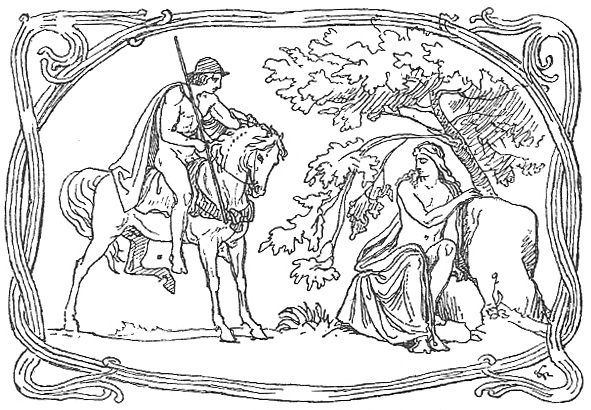
Skírnismál; Skírnir ontmoet een naamloze herder zittend op een grafheuvel
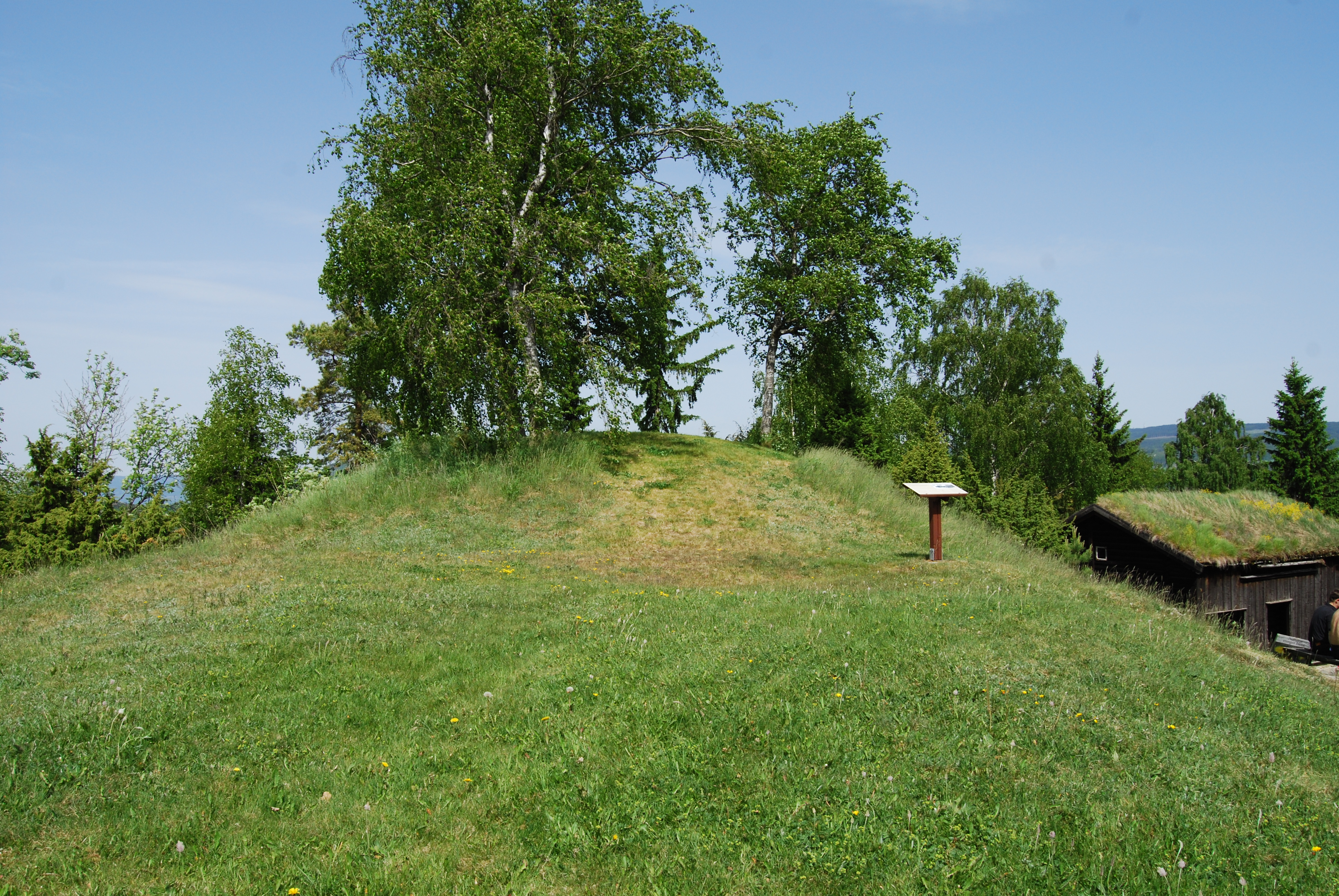
Halvdanshaugen; een van de vier grafheuvels van Halfdan de Zwarte in Noorwegen, deze ligt in het Hadeland Folkemuseum

## Dateringen
Grafheuvels werden opgeworpen in de late steentijd, de bronstijd en de ijzertijd.

### Neolithicum
In het neolithicum bedekten de heuvels meest gemeenschappelijke grafkamers die gebruikt werden voor de bijlegging van botten, zoals bij hunebedden het geval was.

### Bronstijd

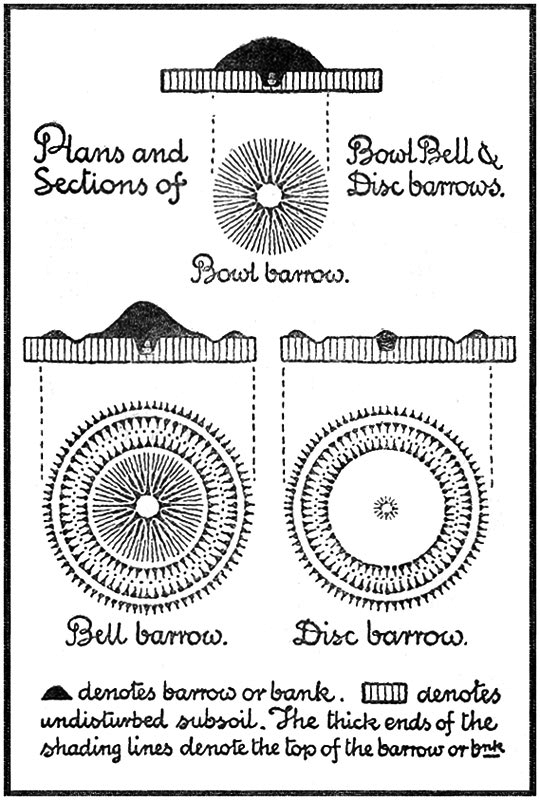
Verschillende typen bronstijd-grafheuvels uit "Stonehenge Today and Yesterday"

In de koper- en vroege bronstijd van Rusland zien we de ontwikkeling van de koergan. Deze ontwikkeling begon in de Samaracultuur met individuele graven of kleine groepen, soms met steen afgedekt. In de Chvalynskcultuur vinden we groepsgraven. Op en rond de koergans zijn vele koergansteles aangetroffen.
De touwbekercultuur was sterk beïnvloed door de steppeculturen van Zuid-Rusland zoals de kuilgrafcultuur. Deze brachten een nieuwe levenswijze met meer nadruk op persoonlijke status en individuele graven, die in ieder geval bij personen met aanzien bedekt werd door een grafheuvel. Volgens de koerganhypothese, genoemd naar de Oost-Slavische benaming voor grafheuvels, brachten zij ook de Indo-Europese talen naar Midden- en West-Europa. Een kopertijd-cultuur met voor die periode opvallend rijke graven is de klokbekercultuur.
Men werd vaak begraven in een kuil, waaroverheen de heuvel werd opgeworpen. De heuvels hadden vaak één of meer kransen van palen door de voet van de heuvel.
De grafheuvels uit de midden- en late bronstijd zijn anders opgebouwd en worden ringwalheuvels genoemd. Dit type grafheuvel kenmerkt zich door een heuvel in het midden, met daaromheen een greppel, omgeven door een wal van aarde. In grafheuvels die in de vroege bronstijd zijn opgeworpen bevinden zich soms keien.
Vanaf de vroege tot late bronstijd vindt men crematie-urnen met asresten in de heuvel. In de midden-bronstijd wordt de dode soms in een uitgeholde boom (boomkist) begraven.
In Midden-Europa vindt men de zogenaamde grafheuvelcultuur.

### IJzertijd
Het begin van de Europese ijzertijd ging gepaard met een sterke (Proto-)Scythische invloed uit Centraal-Azië, zichtbaar in de zogenaamde Thraco-Cimmerische vondsten over een groot deel van Europa.
Van de Scythische volkeren zijn in Oost-Europa en Centraal-Azië vele, vaak zeer grote grafheuvels bekend. In de Altaj werd in een koergan uit de tijd van de Scythische Pazyrykcultuur het graf van de Oekokprinses gevonden.
De sterk Scythisch beïnvloedde Hallstattcultuur kenmerkt zich door enorme grafheuvels, waarvan sommige een stenen kern hebben. De graven zijn voorzien van vele bijgiften, zoals wapens, gebruiksvoorwerpen en in enkele gevallen grote bronzen emmers (z.g. situlae), waarvan het doel niet helemaal duidelijk is. Uit enkele grafheuvels zijn prachtige houten wagens bekend, net als in de grote grafheuvels van het Hallstatt-kerngebied in Zuid-Duitsland/Oost-Frankrijk.

## Grafheuvels in Europa
Grafheuvels van de klokbekercultuur komen voor in geheel Europa. Karsten Wentink heeft onderzoek uitgevoerd naar de rol van grafgiften en legt een relatie tussen de oriëntatie van grafheuvels uit de klokbekercultuur en de zonsopkomst gedurende het jaar, zoals met de twee horizonnen op de Hemelschijf van Nebra afgebeeld is (deze schijf komt overigens uit een latere periode dan de grafheuvels zelf).

### Bulgarije

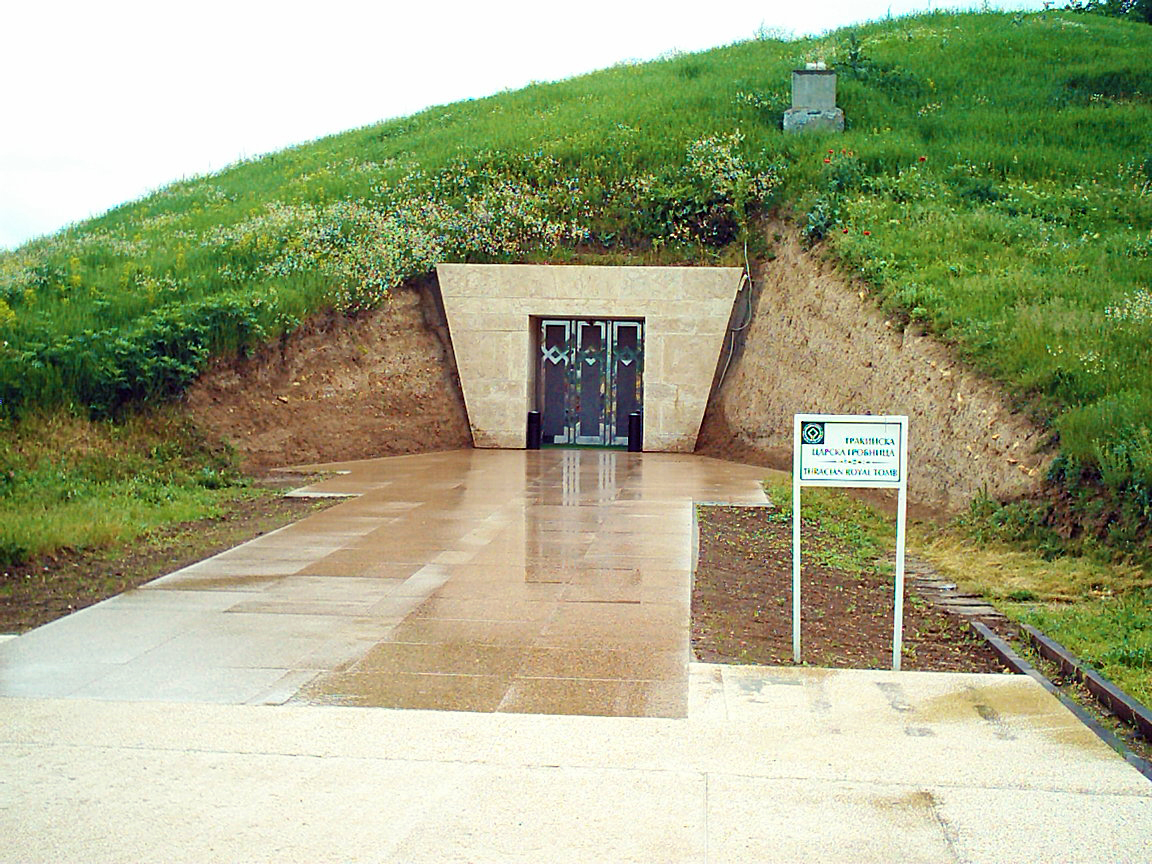
Ingang van het Thracisch graf van Sveshtari

Grafheuvels (Могила) ontstonden in Bulgarije tijdens de bronstijd, ze zijn kenmerkend voor de Thracische cultuur en werden opgeworpen tot de klassieke oudheid. De grafheuvels zijn tegenwoordig enkele tientallen centimeters hoog, maar er bestaan ook grafheuvels van 20 meter hoogte. Ze liggen solitair of verzameld in een necropolis. Er zijn meer dan 3.000 grafheuvels bekend in het land.
Het graf werd in de grond gegraven of boven de grond aangelegd, ze waren van hout of steen. Daarna werd de heuvel opgeworpen. Enkele grafheuvels worden omringd door stenen blokken (krepis) om aardverschuivingen te voorkomen.
De grafheuvels werden gebruikt voor secundaire en tertiaire begravingen. Er zijn ook lege grafheuvels aangetroffen, aangenomen wordt dat zij dienden als cenotaaf. Er zijn ook theorieën, o.a. door Diana Gergova, dat het om de uitbeelding van sterrenbeelden zou gaan.
In Bulgarije is het Thracisch graf van Svesjtari op de Werelderfgoedlijst geplaatst, dit geldt ook voor het Thracisch graf van Kazanlak. In een andere grafheuvel werd in 1949 de schat van Panagjoerisjte aangetroffen, deze bevatte in totaal 6,164 kilo 24-karaats goud. In 1985 werd per toeval de schat van Rogozen ontdekt, deze bevat meer dan 20 kilo zilver. In 2012 werd een goudschat aangetroffen in een grafheuvel uit de vierde eeuw v. Chr. Ook bij Aleksandrovo werd een grafheuvel opgegraven, deze werd in 2000 ontdekt. Deze staat bekend om de goed bewaarde fresco's, o.a. Zalmoxis wordt afgebeeld met een dubbele bijl.
In Karanovo werden in 2008 grafrovers betrapt, archeologen vonden later een wagengraf en een jaar later werd de grafkamer aangetroffen. Deze grafkamer werd gebouwd in een bestaande grafheuvel, wat ongebruikelijk was voor dit type. Aan de hand van de grafgiften kan men afleiden dat het om een man van aanzien ging en hier werd normaal gesproken een nieuwe grafheuvel voor opgeworpen. De al bestaande grafheuvel was zo'n 14 meter hoog en moet een dubbele grafkamer bevatten, deze is nog niet opgegraven. Men neemt aan dat de begraven paarden de wagen naar de plek in de grafheuvel hebben getrokken.

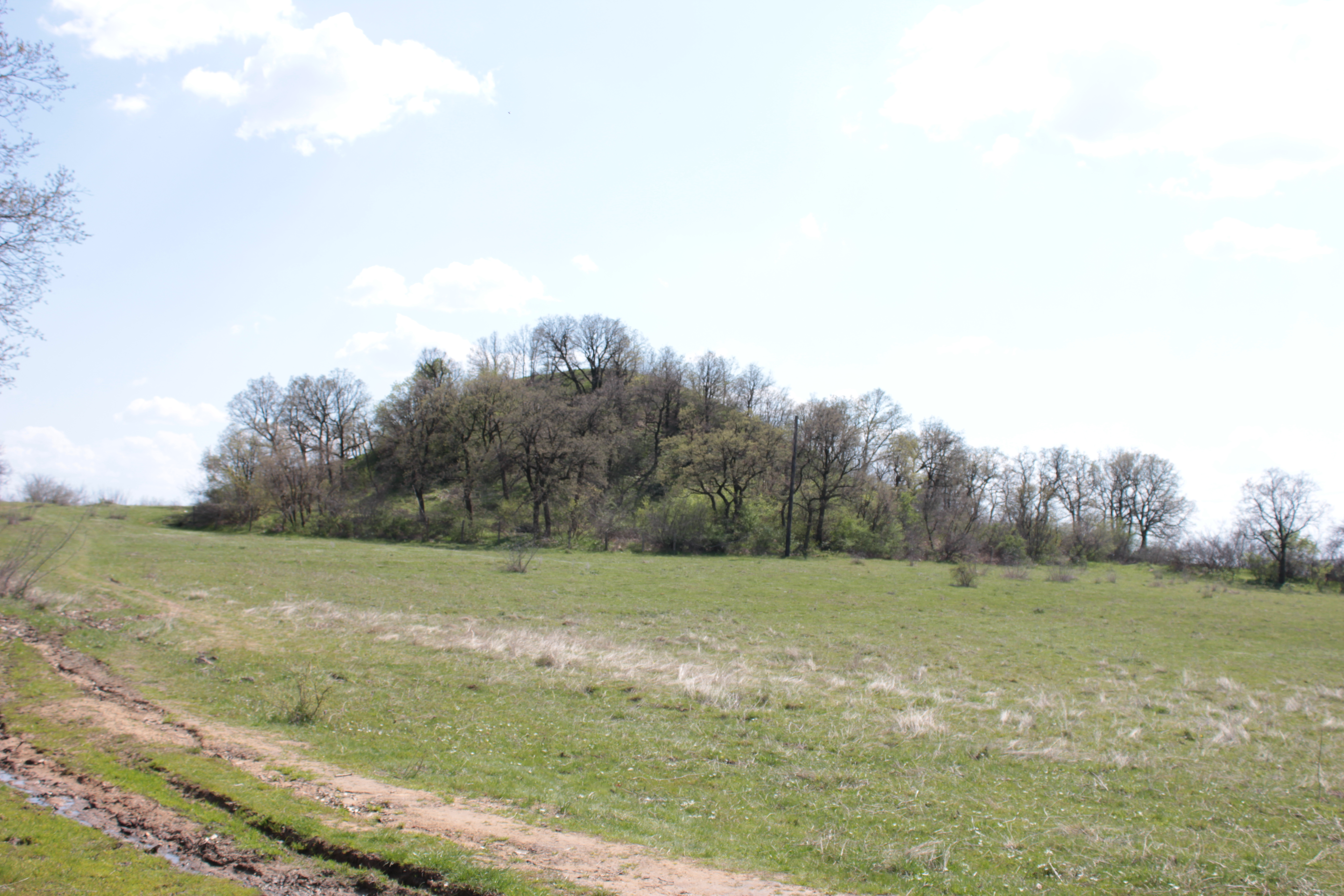
De grafheuvel bij Aleksandrovo
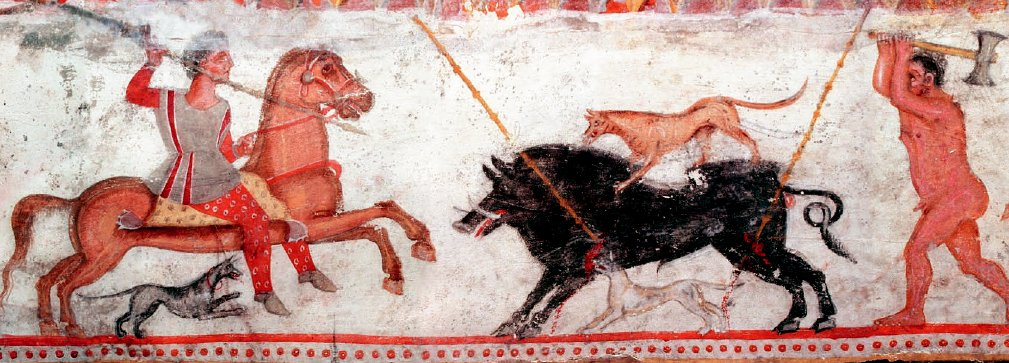
Een van de fresco's in de grafheuvel bij Aleksandrovo
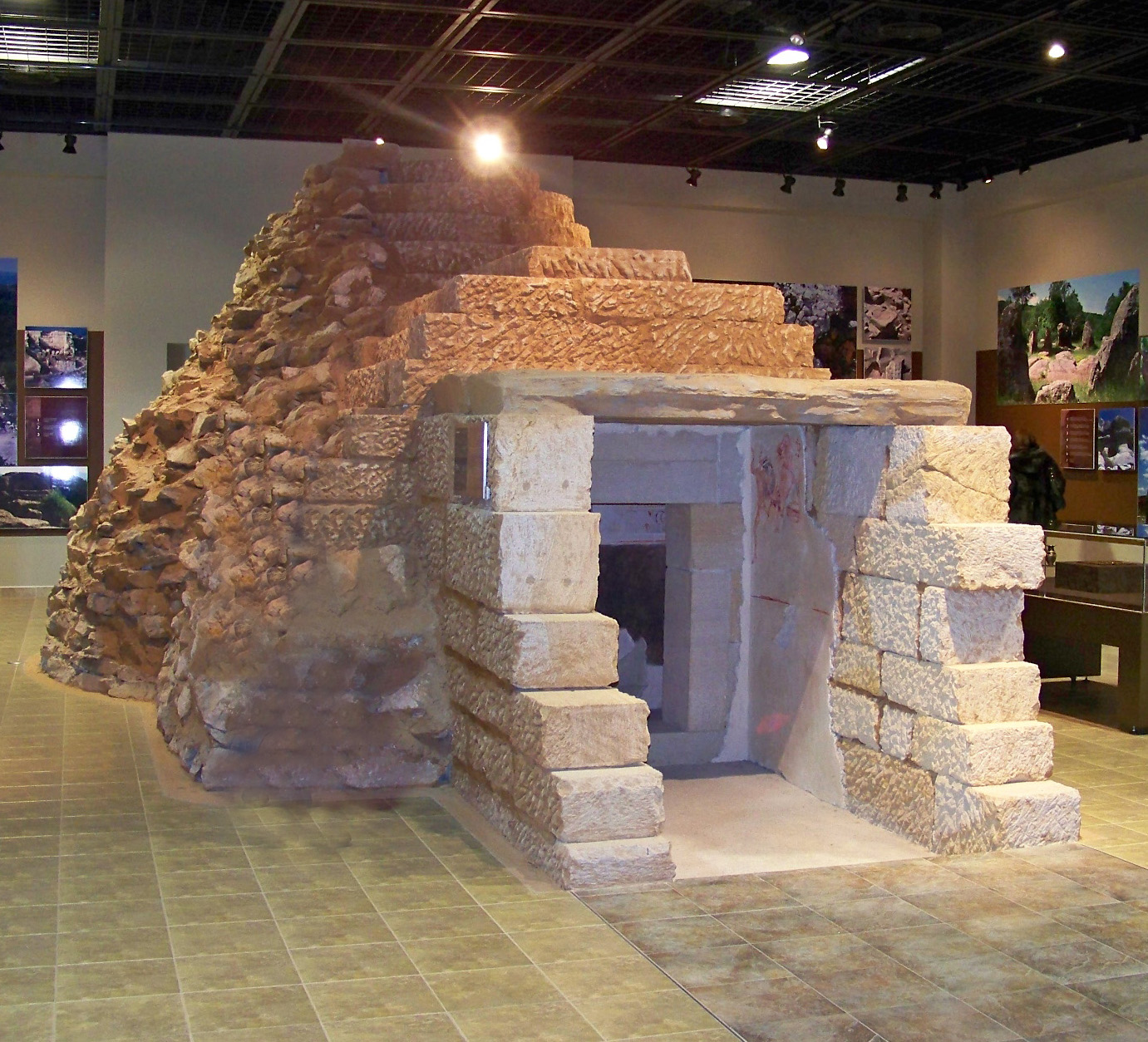
Replica van de grafheuvel bij Aleksandrovo

### Duitsland

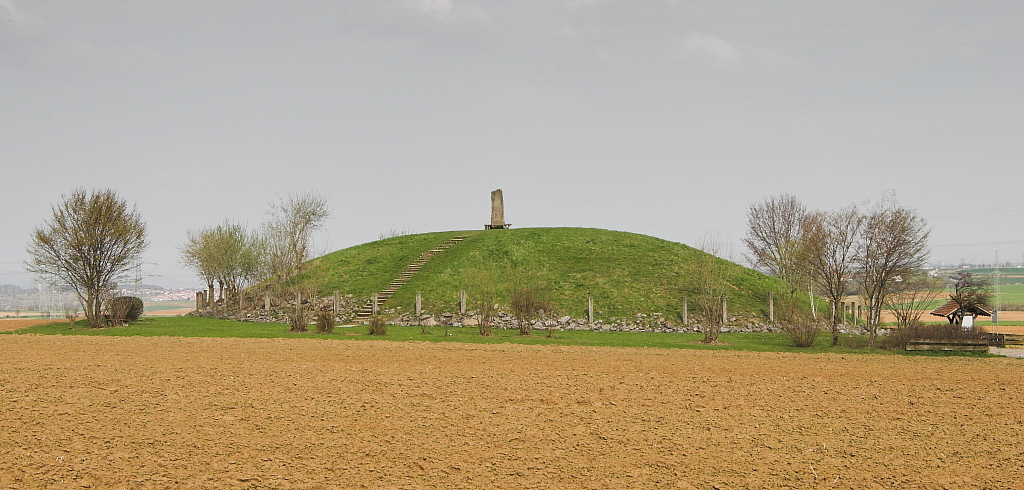
Het Vorstengraf (Hochdorf) uit de ijzertijd, Duitsland

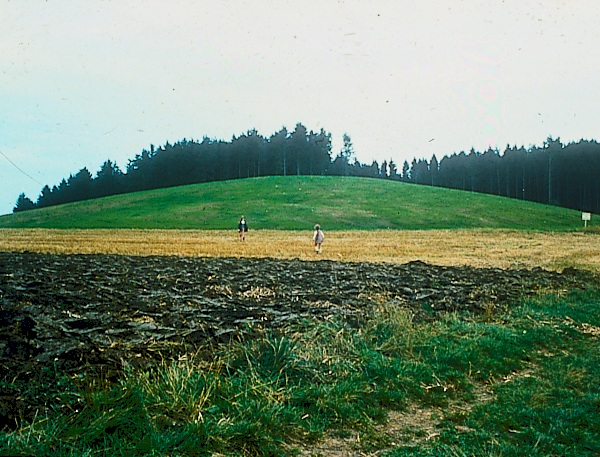
De Magdalenberg bij Villingen-Schwenningen

In Duitsland zijn veel grafheuvels (Grabhügel of Hügelgrab) met rijke grafgiften aangetroffen. Deze grafheuvels staan bekend als Fürstengrab of Fürstinnengrab, zie Vorstengraf. De grootste grafheuvel van Midden-Europa (een Vorstengraf uit de ijzertijd) is de Magdalenenberg bij Villingen-Schwenningen. Deze grafheuvel heeft een doorsnede van 100 meter en een hoogte van 10 meter. Naast het centrale heuvelgraf trof men hier 126 andere graven aan met de overblijfselen van 136 personen.
Er zijn talloze grafheuvels geregistreerd, alleen al in Mecklenburg-Voor-Pommeren zijn 4978 Einzelhügelgräber en 81 Hügelgräberfelder met ca. 1274 grafheuvels gevonden. De oude grafheuvels waren honderden jaren een belangrijk onderdeel van het landschap. De grafheuvels werden in de loop der tijd steeds hoger opgeworpen, tot het gebruik ervan stopte en de betekenis ervan vergeten werd. De grafheuvels werden kleiner door weersinvloeden of door menselijk handelen, de akkerbouw heeft veel grafheuvels vernietigd. Toch zijn er nog veel grafheuvels en grafvelden overgebleven en deze worden tegenwoordig door archeologen onderzocht.
In volksverhalen worden de grafheuvels soms in de herinnering gehouden. Sommige grafheuvels staan bekend onder benamingen zoals Mansenberge en Männige Berge, volgens de volksverhalen leven hier mannetjes en/of kabouters.
Ook in de vroege middeleeuwen werden nog grafheuvels opgeworpen. In Mecklenburg-Vorpommern zijn 132 grafheuvels en 5 grafheuvelvelden uit de Slawenzeit (600-1200) bekend.

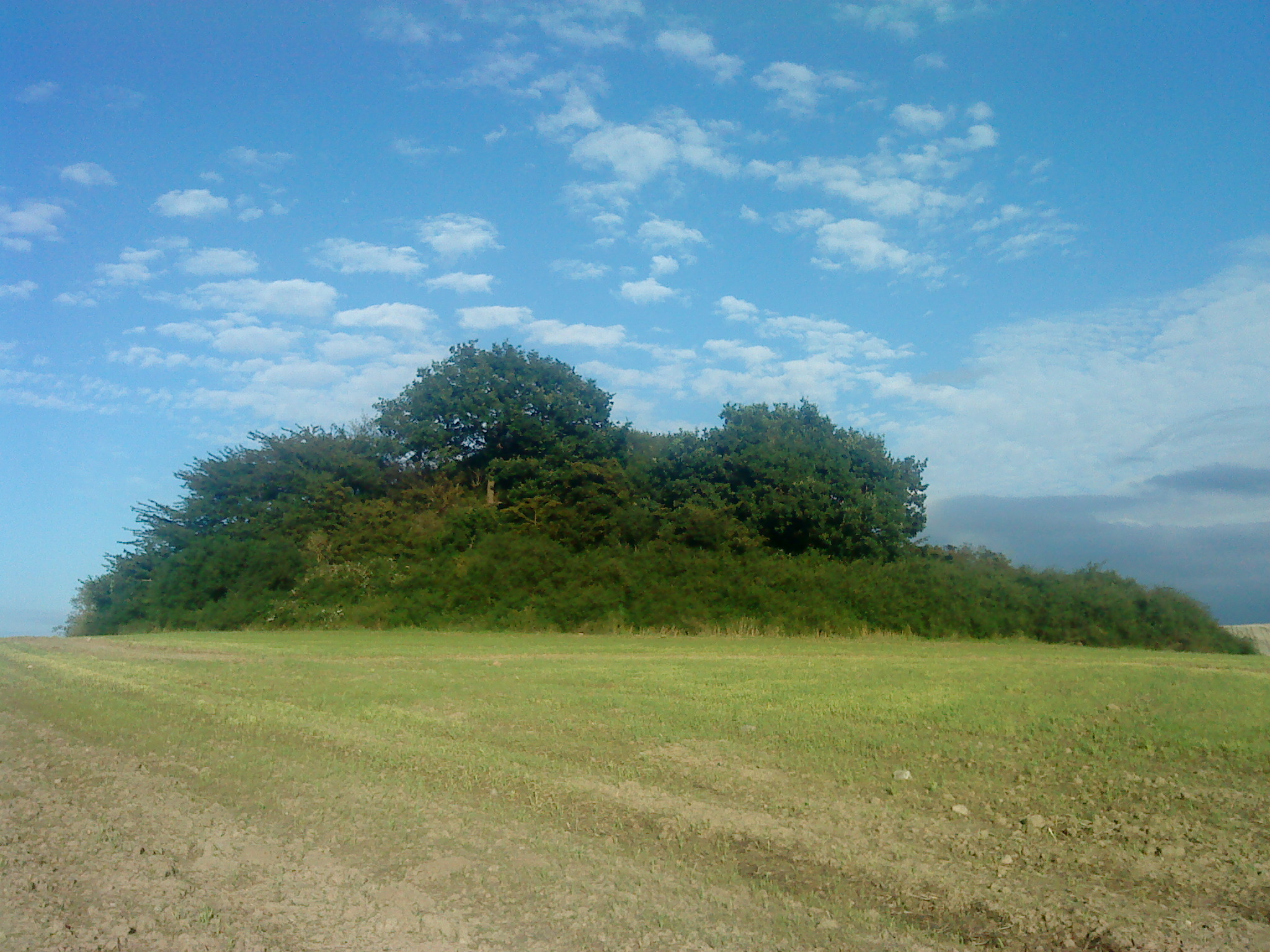
Dobberworth

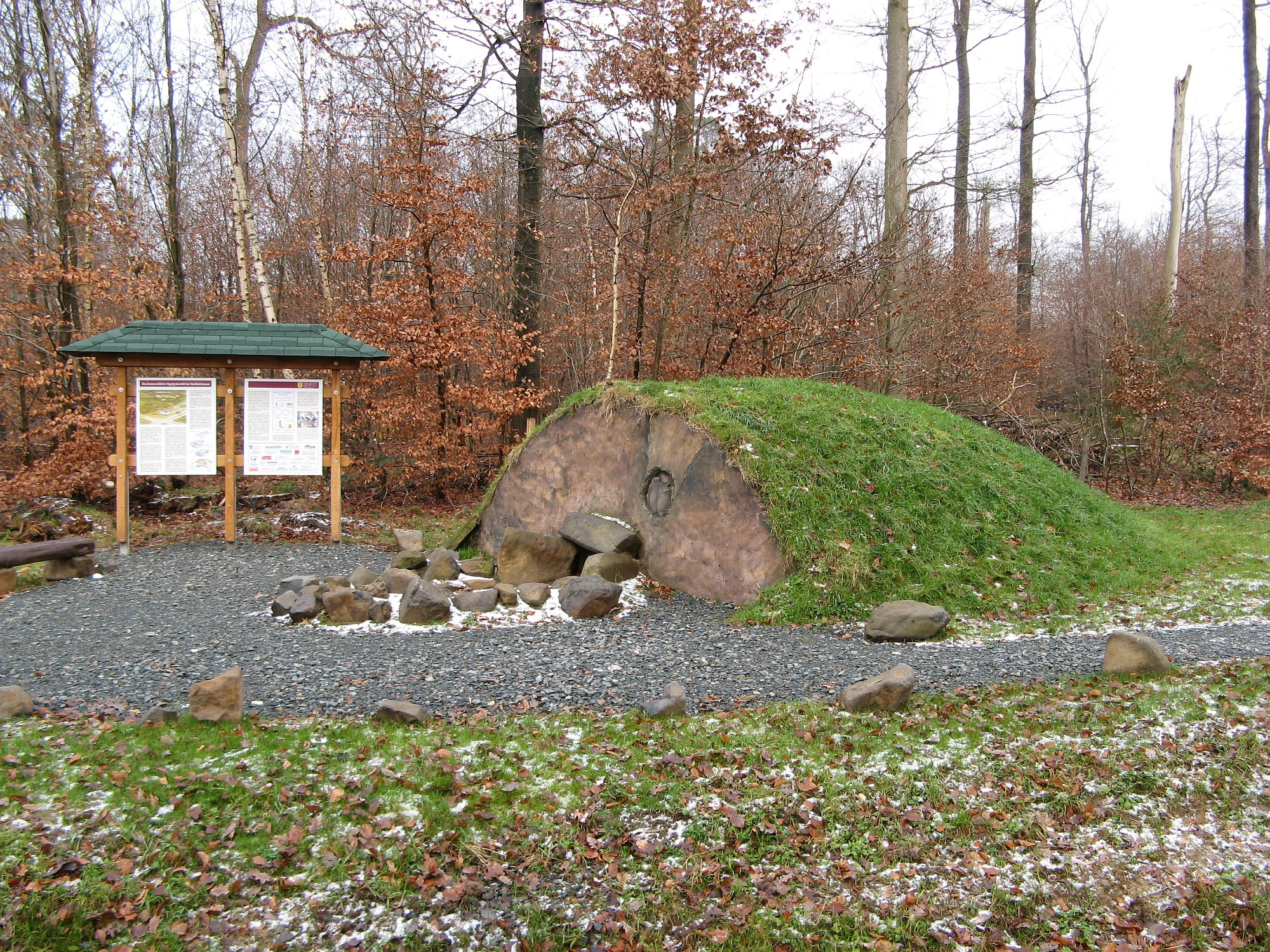
Dwarsdoorsnede van de gereconstrueerde grafheuvel bij Heckholzhausen

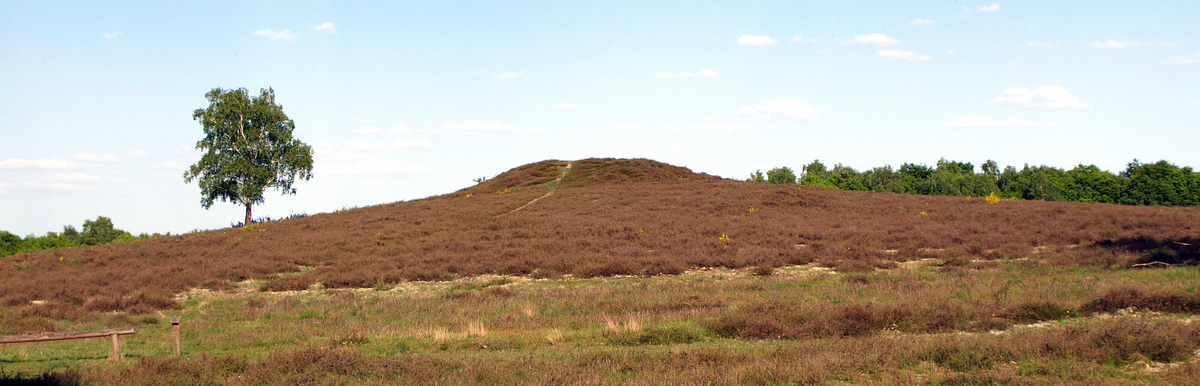
Grafheuvel op de Bretziner Heide

Het Gräberfeld von Pestrup is de grootste necropolis uit de brons- en ijzertijd van Midden-Europa. Een van de grootste grafheuvels van Noord-Duitsland is de Dobberworth met een geschat volume van 22.000 m³. Deze grafheuvel heeft een doorsnede van 40 meter, de heuvel is 15 meter hoog en is waarschijnlijk in de bronstijd opgeworpen. Volgens volksverhalen is deze grafheuvel door een reus gebouwd.
De grafheuvels met daarin een urn, aangetroffen in Oost-Nedersaksen, staan bekend als Buckelgrab. Bekende Buckelgrabevelde werden aangetroffen bij Lüneburg (bij Oedeme, op de Uhlenberg bij Boltersen en op de Lüneburger Heide bij Bad Bevensen). In Noordwest-Duitsland komen grafheuvels met sleutelgat-vorm voor (Schlüssellochgraben).
Rondom de begrafenis werden rituelen uitgevoerd, waarschijnlijk werd het altaar van Kosbach ook bij rituelen gebruikt.
In enkele gevallen zijn beelden aangetroffen die op of rond de grafheuvel waren opgesteld. Er waren vier beelden rond het Vorstengraf (Glauberg) opgesteld en op de grafheuvel van Ditzingen stond (waarschijnlijk) één beeld; de krijger van Hirschlanden.
De Opstalboom in Oost-Friesland is op een grafheuvel gelegen, later is hier een piramide gebouwd.

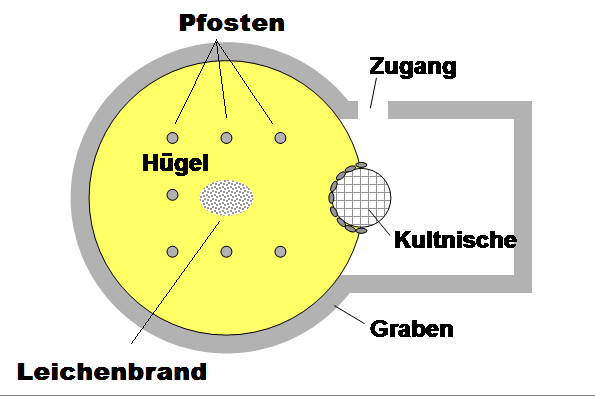
Schlüssellochgraben
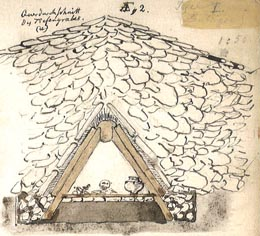
Tekeningen van het Vorstengraf (Leubingen), 1877
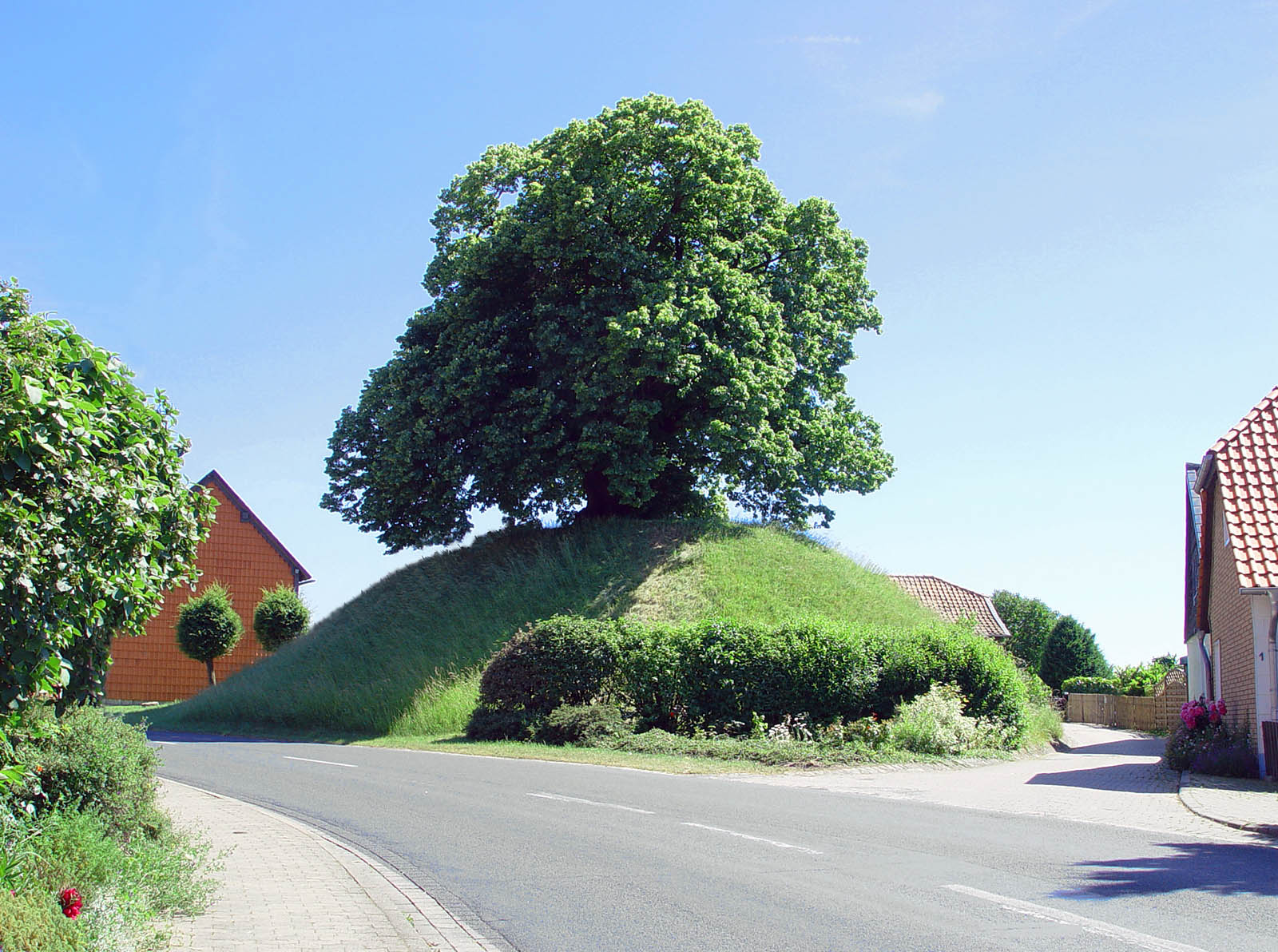
Grafheuvel bij Evessen
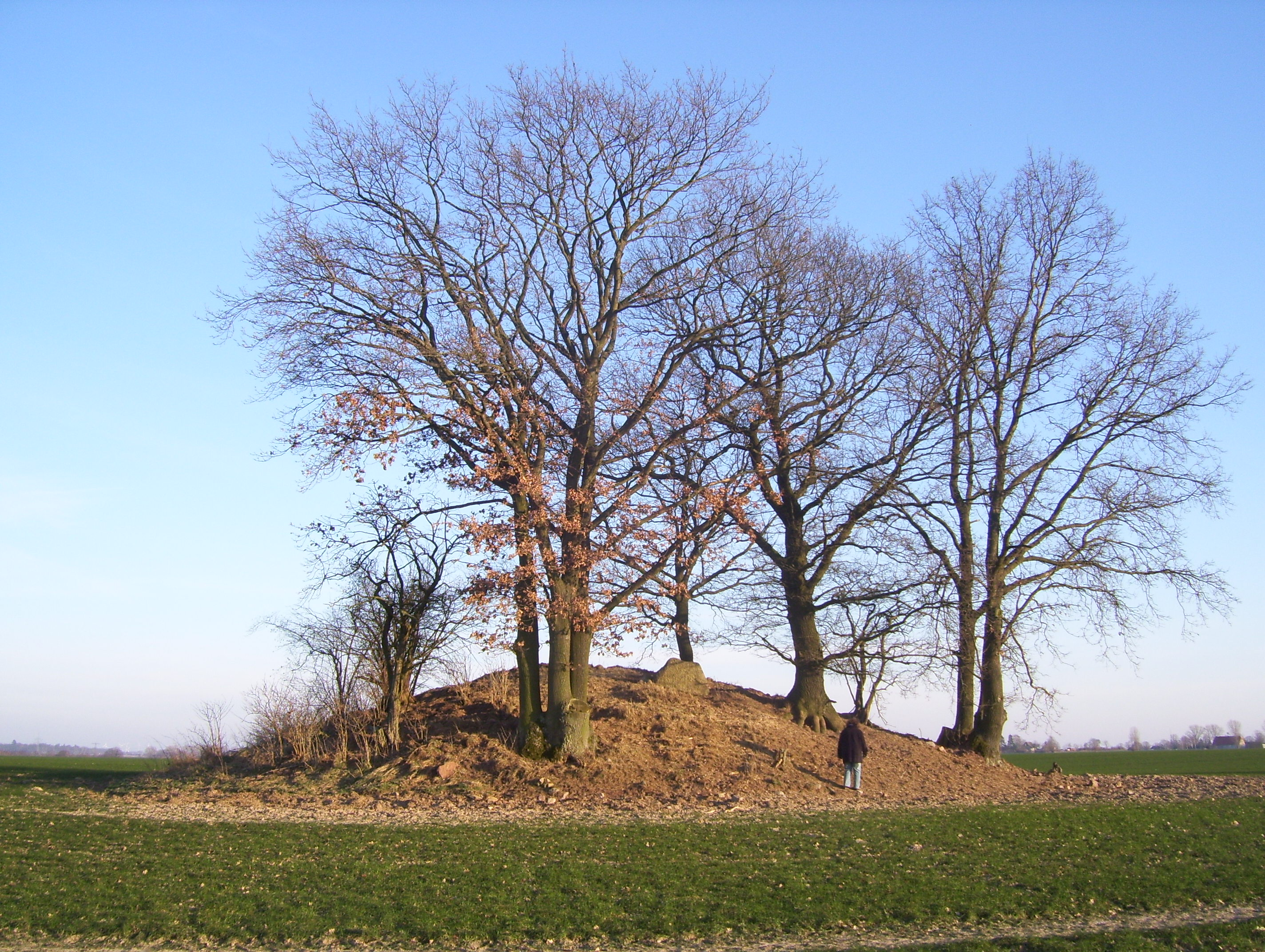
Gerichtsberg bij Kagenow
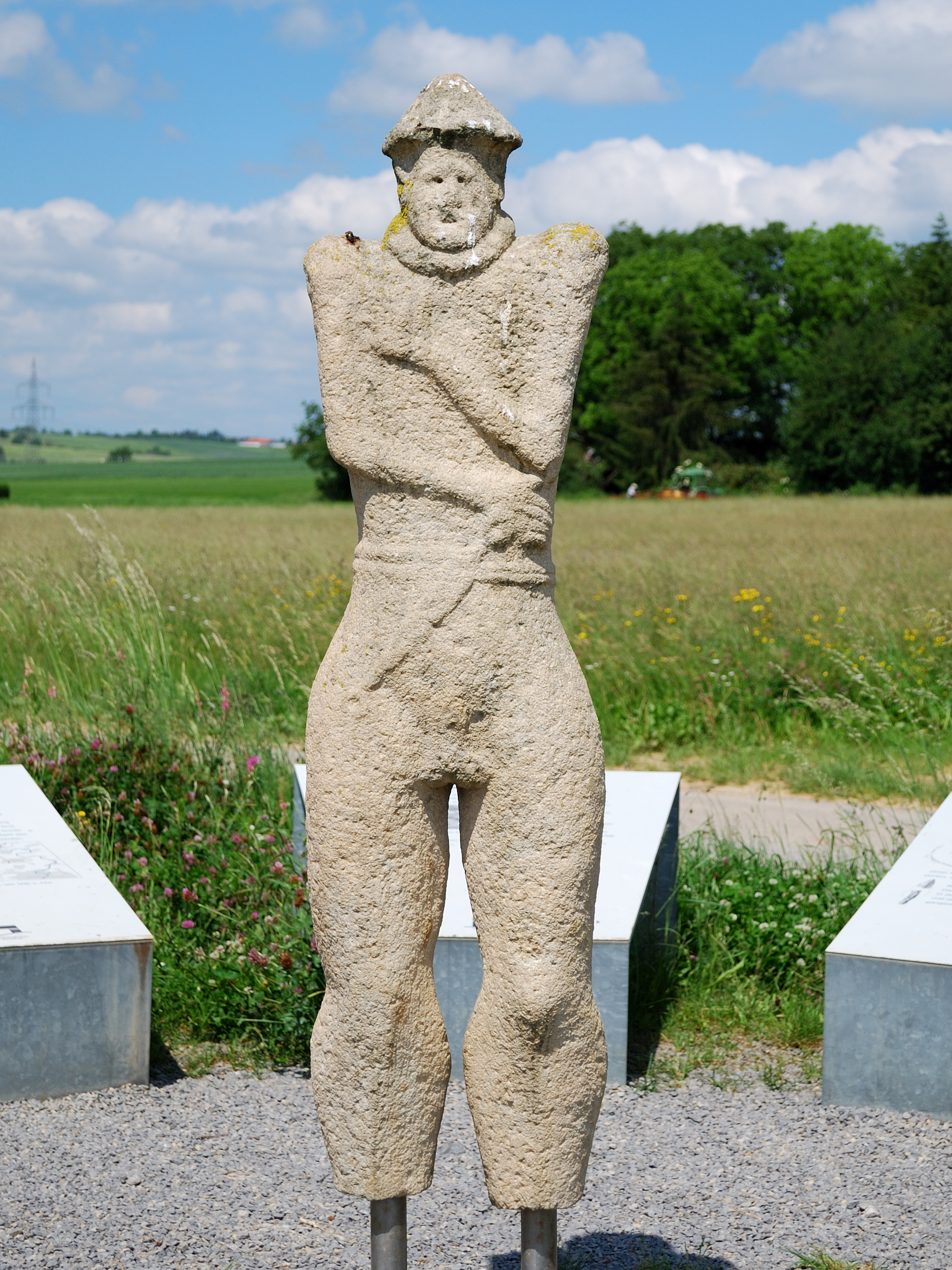
De krijger van Hirschlanden

### Frankrijk

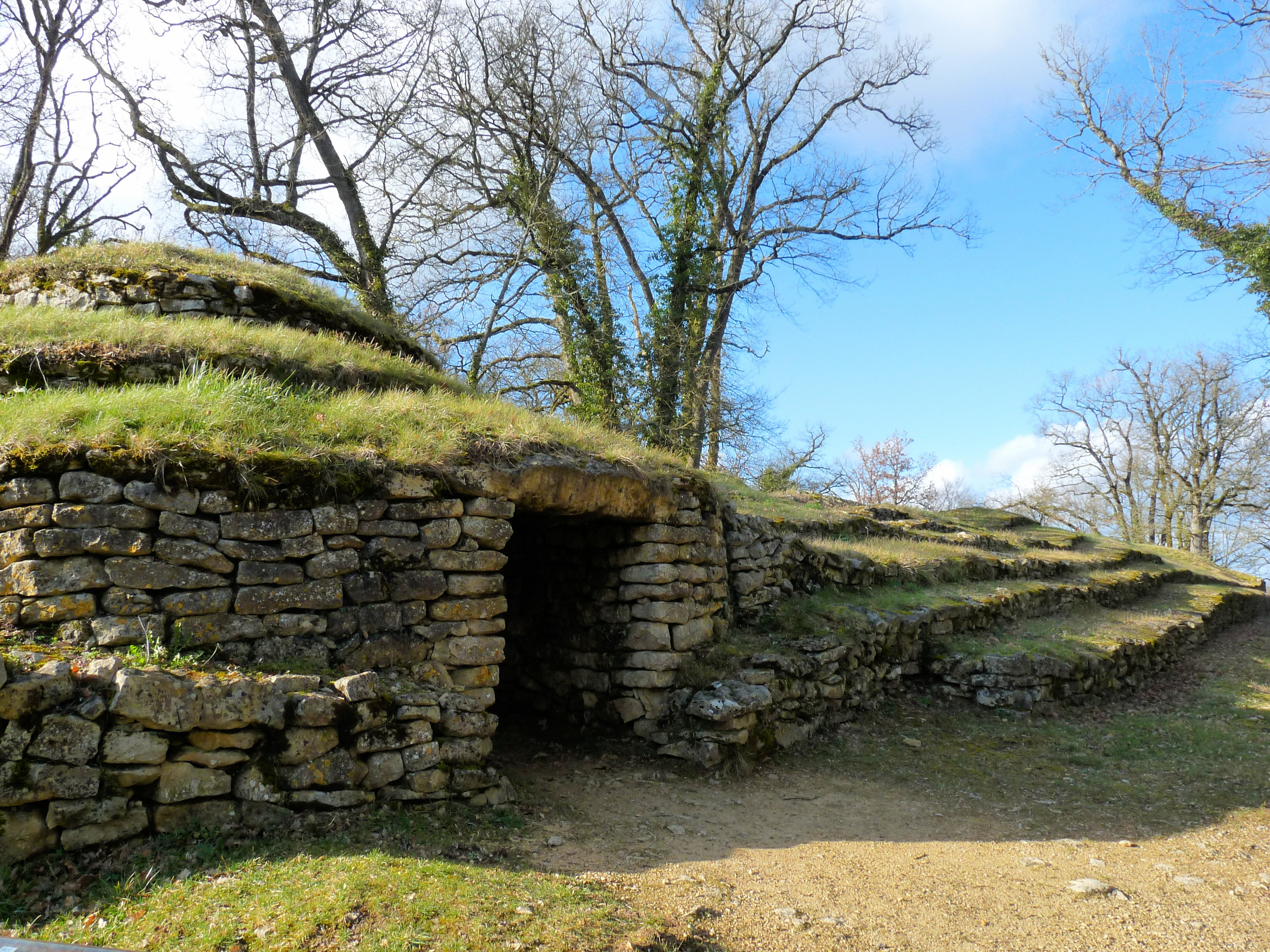
Een van de grafheuvels van de tumulus de Bougon

De tumulus de Bougon is een necropolis uit het neolithicum, er zijn meerdere grafheuvels. Ook de tumulus de champ Châlons bij Courçon is een necropolis, hier zijn vijf grafheuvels aangetroffen..
De tumulus de Bussy-le-Château bevat vijf verschillende grafheuvels langs de rivier de Noblette. De grootste werd gebouwd door de Bourgondiërs en er werd later een windmolen op gebouwd.
De grafheuvel van Saint-Michel in Carnac is de grootste grafheuvel van continentaal Europa. De grafheuvel is 125 meter lang, 60 meter breed en is 12 meter hoog, de grafheuvel werd gebouwd tussen 5000 en 3400 v. Chr. Het was een graf voor leden van de elite. In 1663 werd een kapel op de grafheuvel gebouwd.
Er zijn meerdere grafheuvels aangetroffen bij Locmariaquer.
De tumulus de Dissignac heeft een diameter van 28 meter, een omtrek van 12 meter en een hoogte van 3,2 meter. De grafheuvel heeft twee grafkamers, twee parallelle gangen van 11 meter leiden naar deze grafkamers.

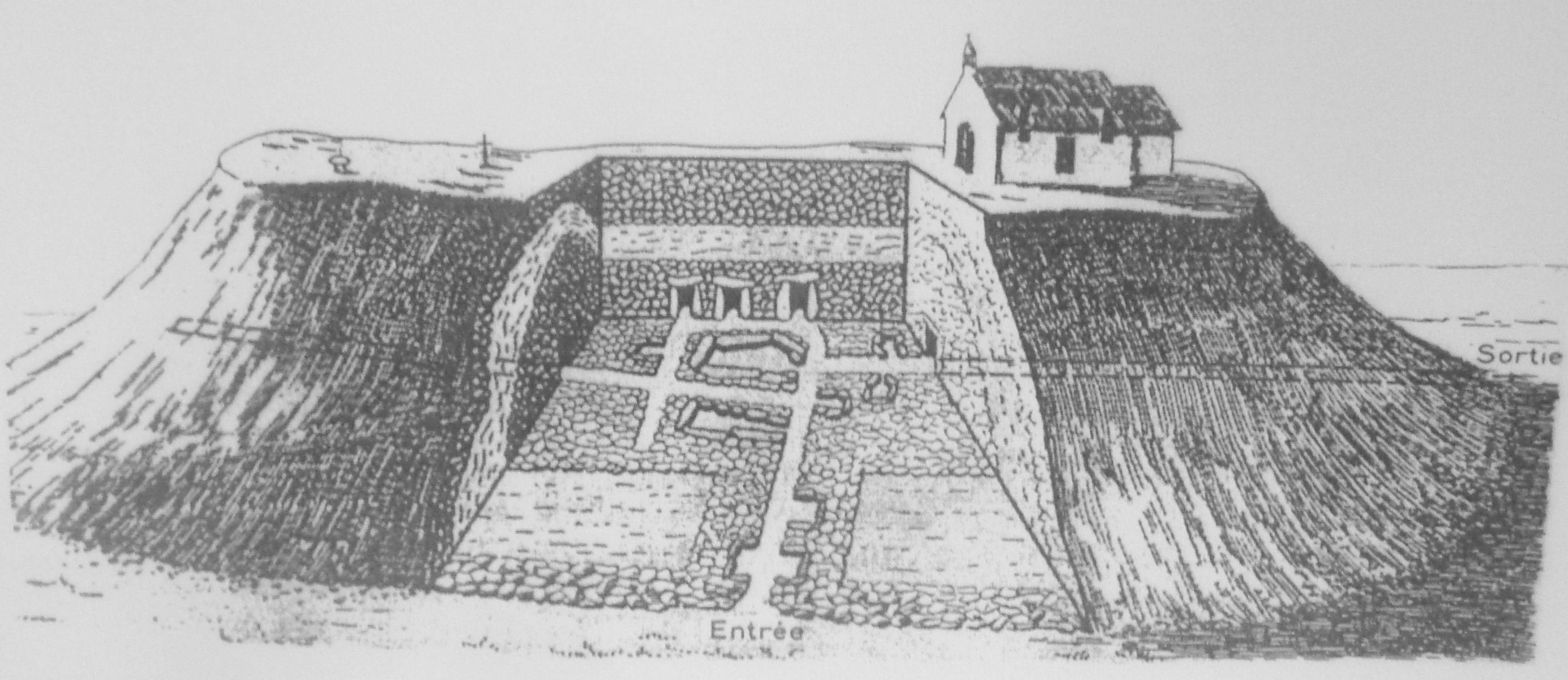
Tekening van de grafheuvel van Saint-Michel bij Carnac door archeoloog Zacharie Rouzic (1864-1939)
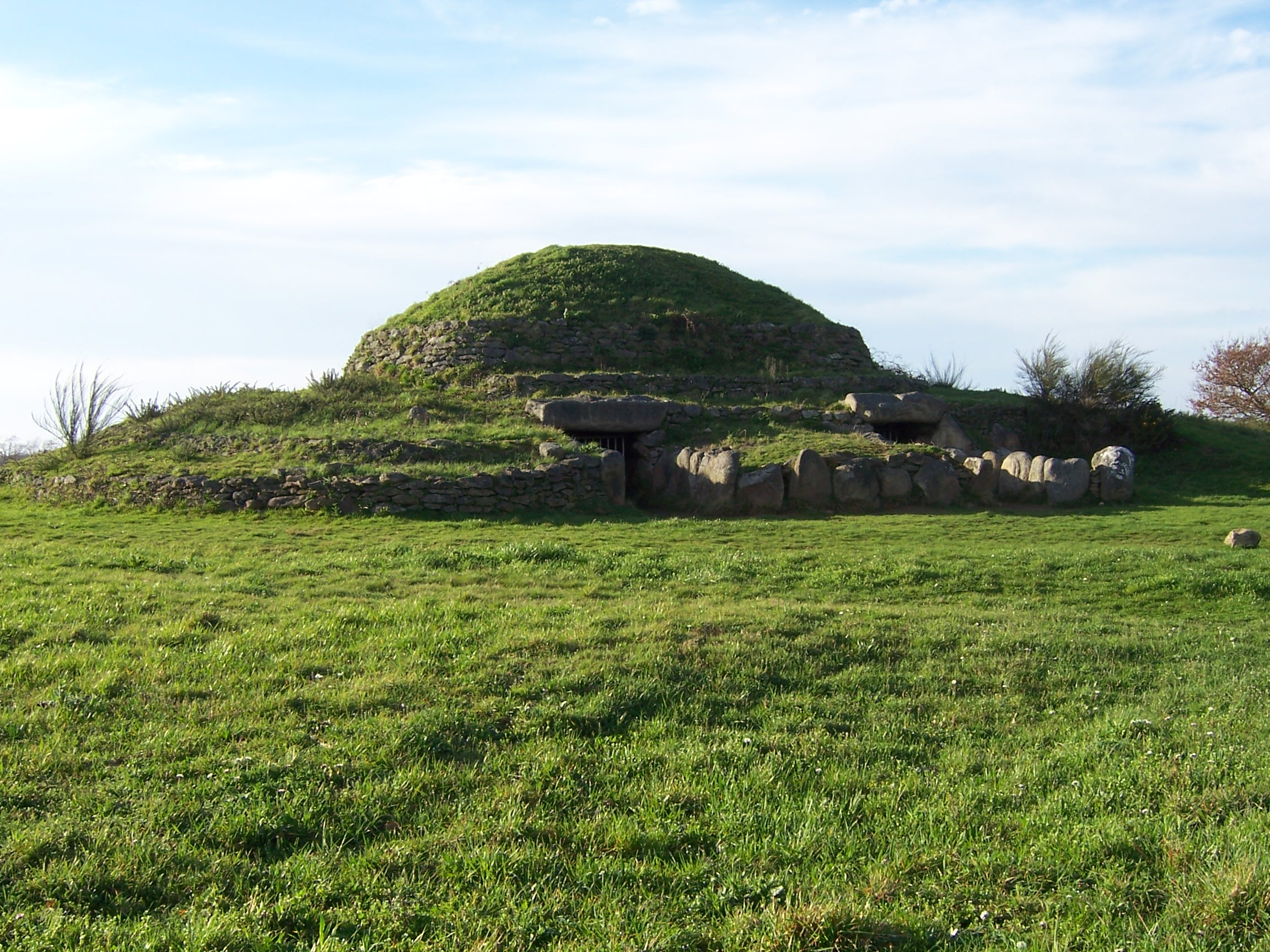
De dubbele ingang in de grafheuvel van Dissignac, Saint-Nazaire
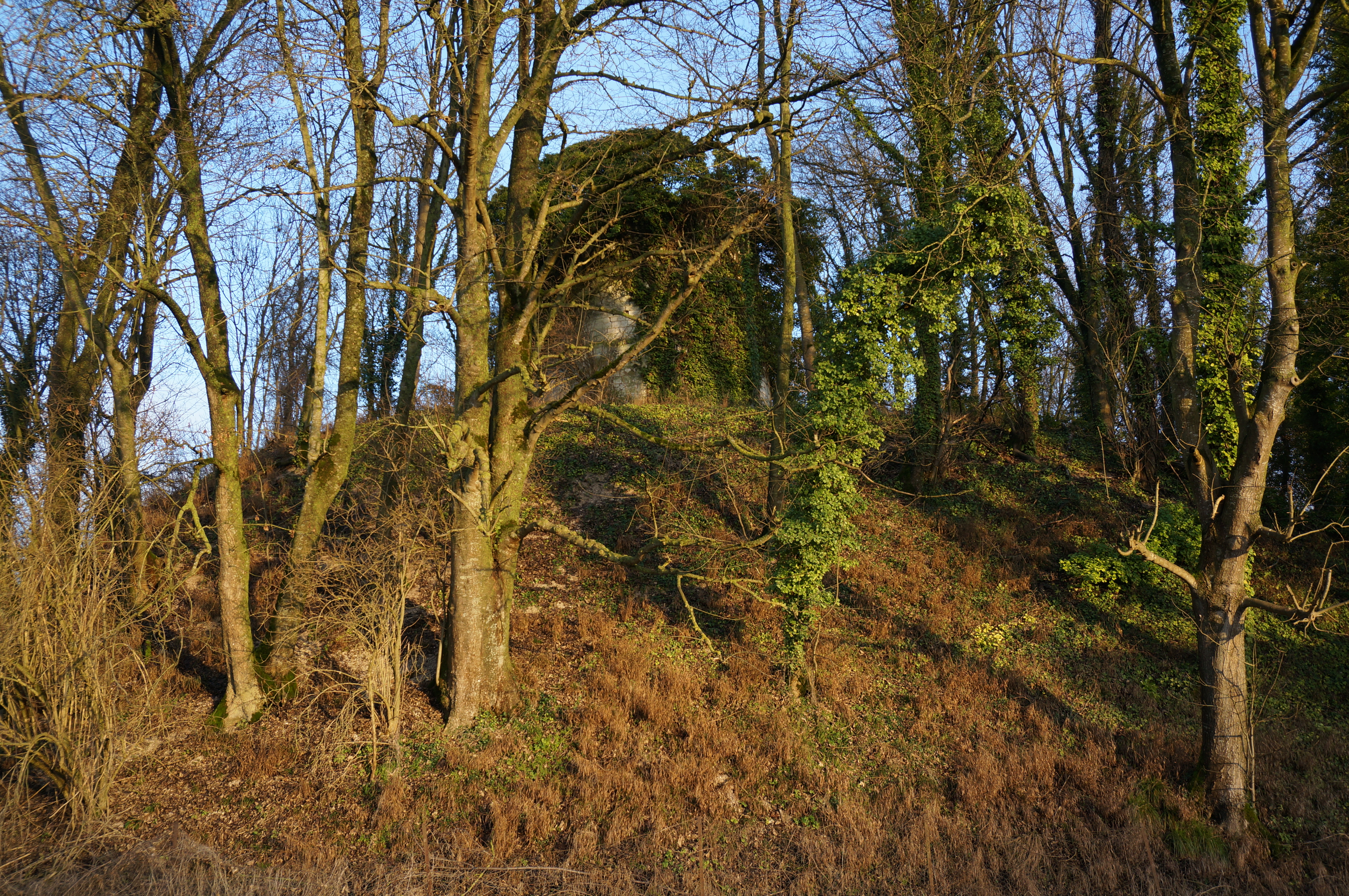
De grootste van de tumulus de Bussy-le-Château met de windmolen
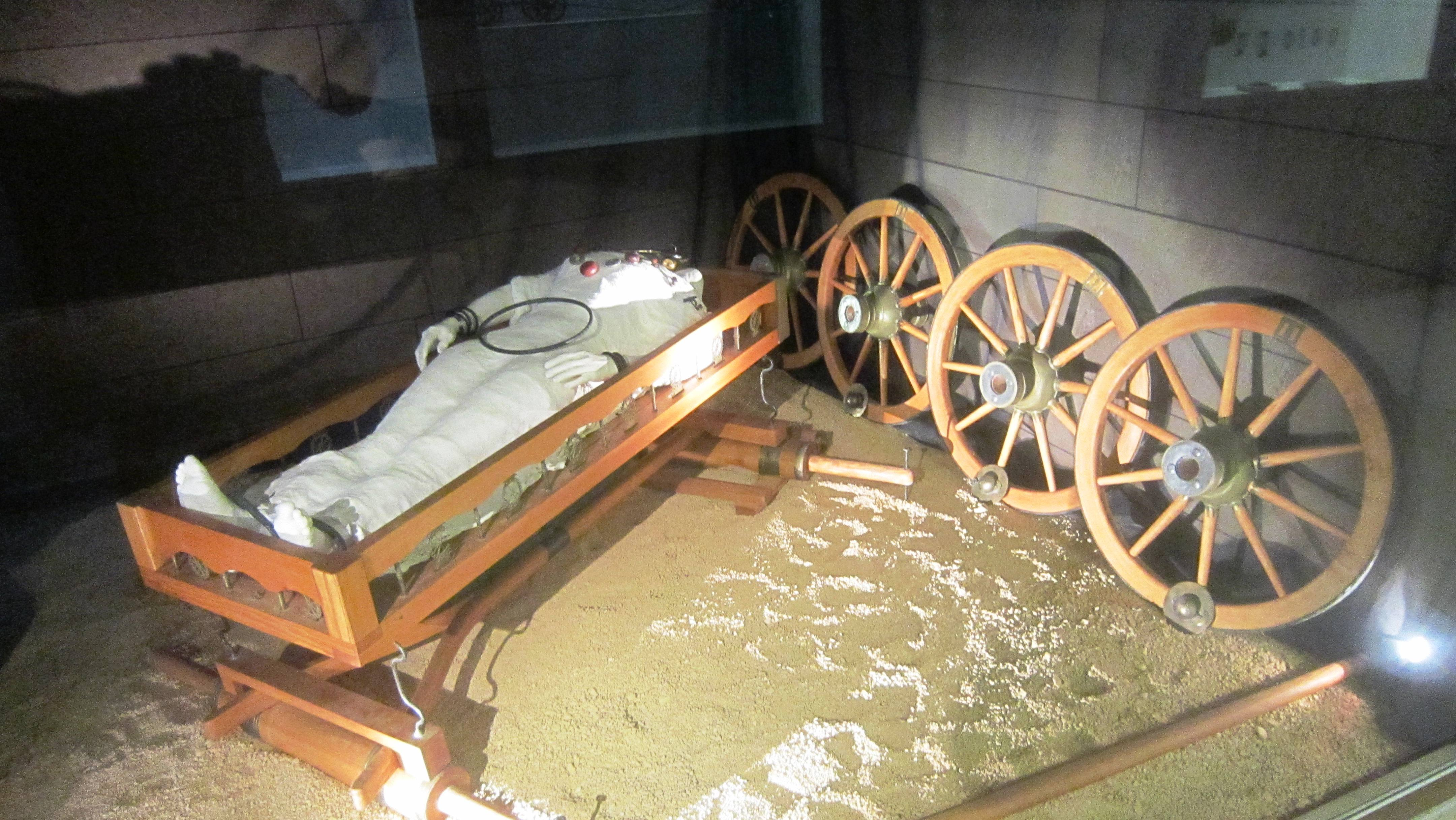
Inrichting van het graf in het Vorstengraf (Vix)
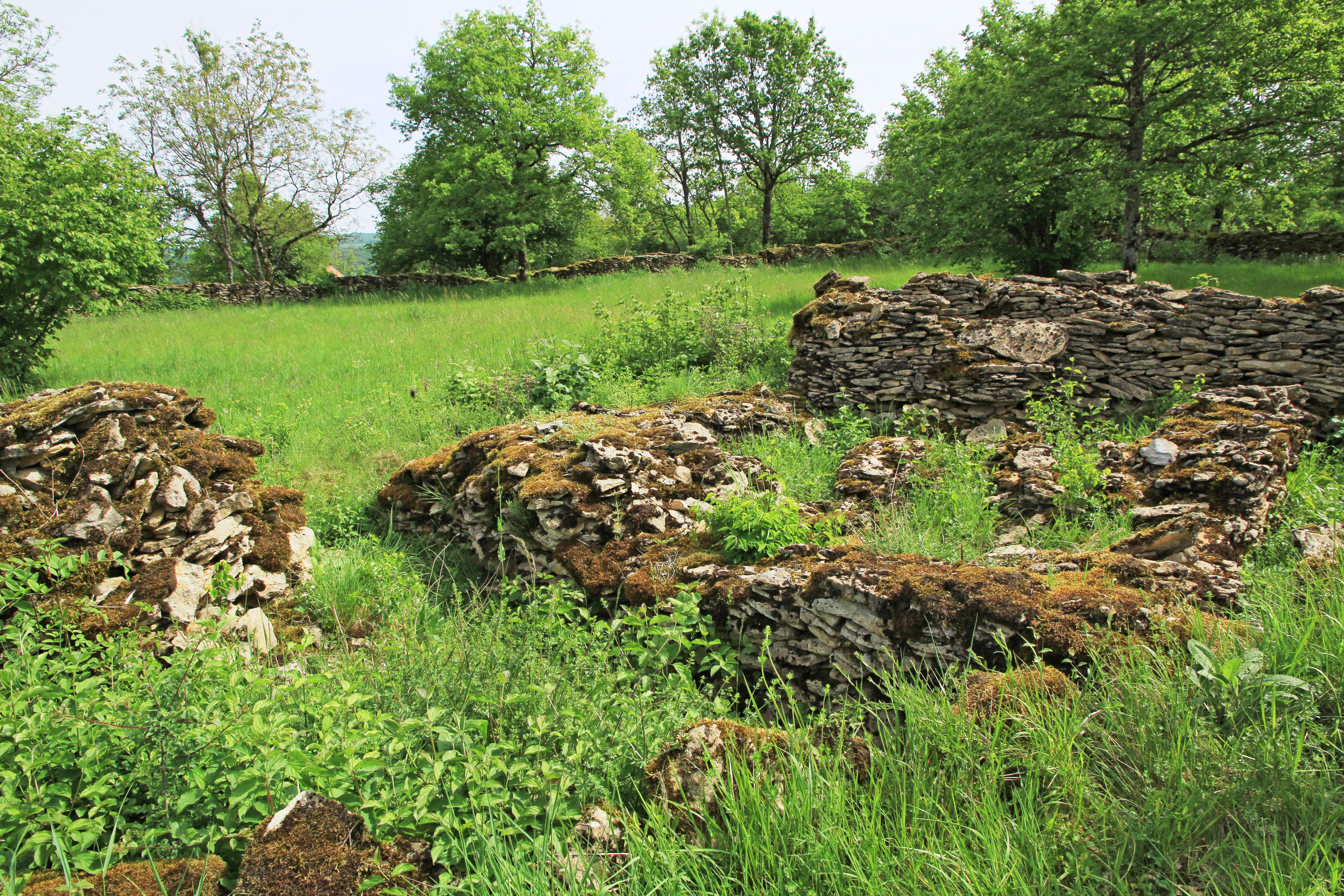
De tertre funéraire in Arnay-sous-Vitteaux

### Iberisch schiereiland
Ook op het Iberisch schiereiland worden grafheuvels aangetroffen.
In het noorden van Portugal en Spaans Galicië liggen zo'n 5000 grafheuvels die daar Mámoa, Medoña, Medorra, Mota of Meda worden genoemd. Ze zijn 10 tot 30 meter in doorsnede. Bijna alle Mámoa's zijn in slechte staat en ze zijn allen door grafrovers bezocht.
De Túmulo Los Tiesos werd in 1997 ontdekt en onderzocht in 2011. Een jaar later werd de heuvel gerestaureerd. De grafheuvel is in het verleden door schatzoekers geplunderd. Datering op basis van achtergebleven grafgiften is het neolithicum en/of de bronstijd.

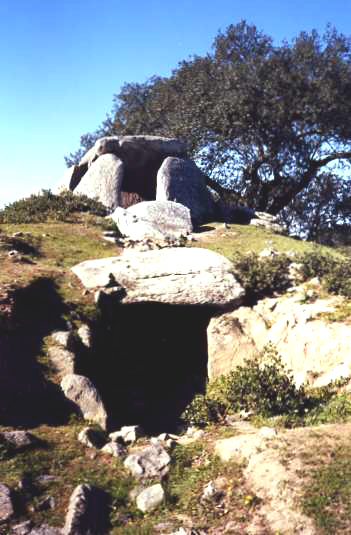
De ingang van de Anta da Igreja, Portugal
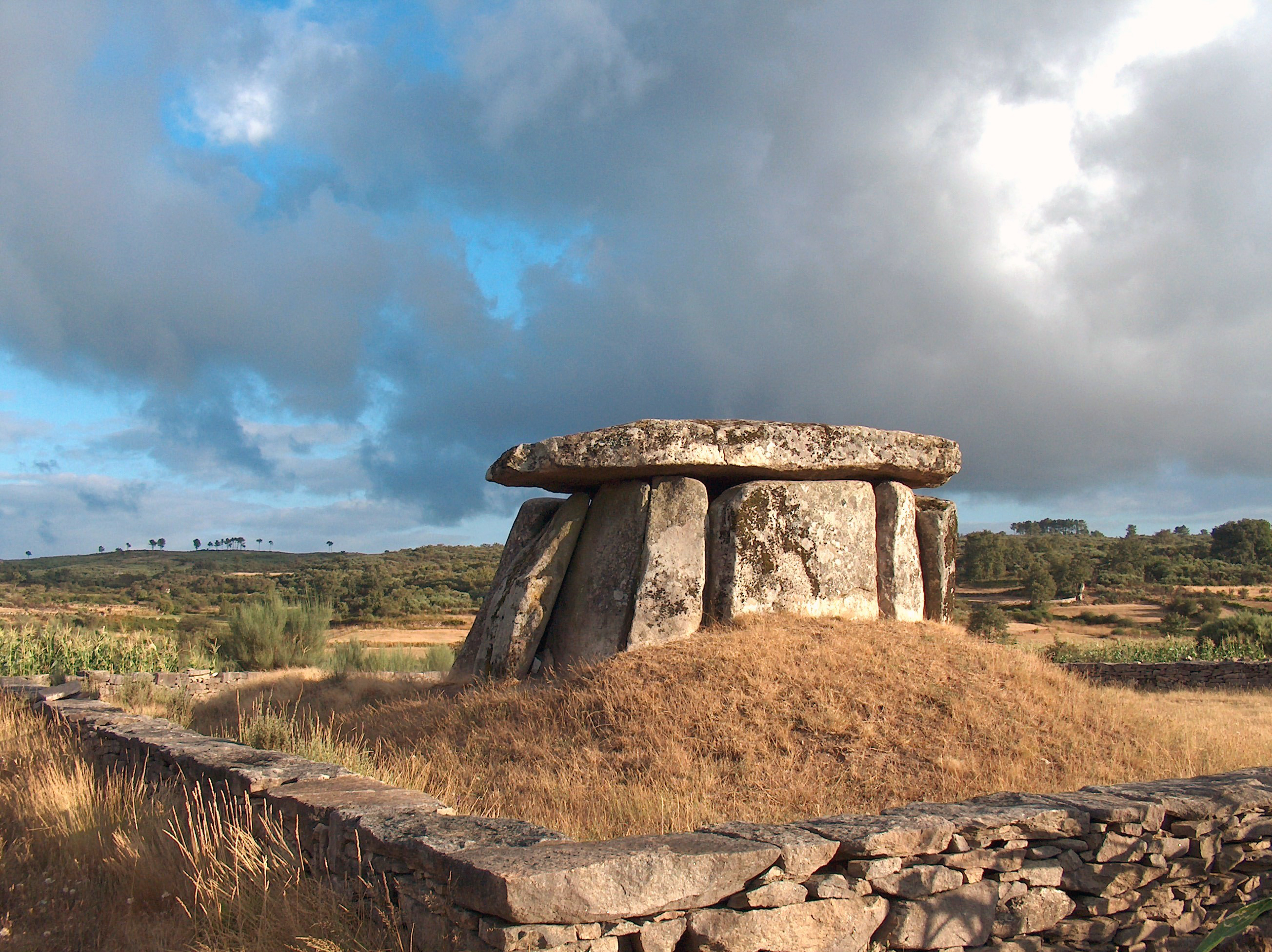
Anta de Pendilhe, Portugal
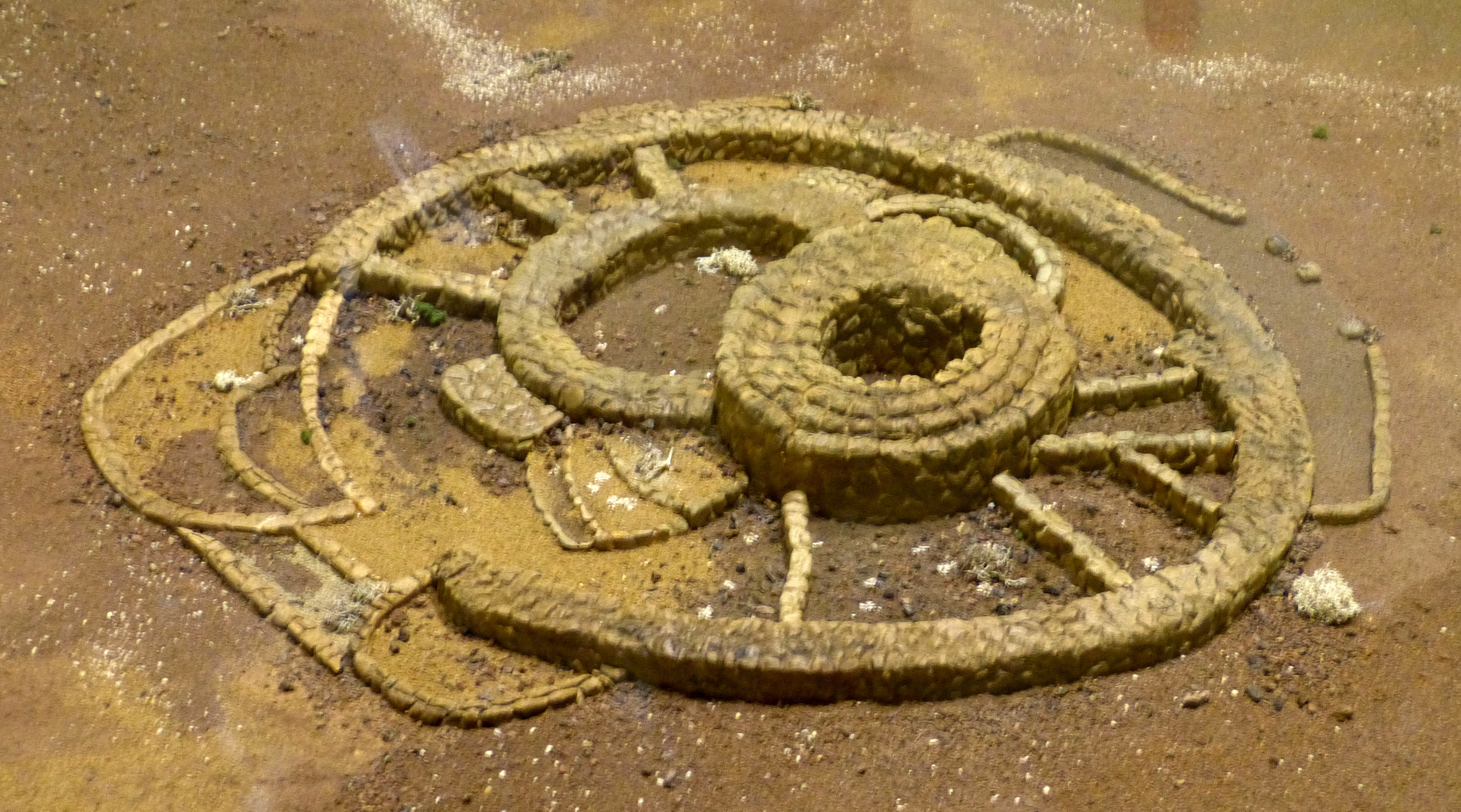
Model van de grafheuvel La Guancha op Gran Canaria
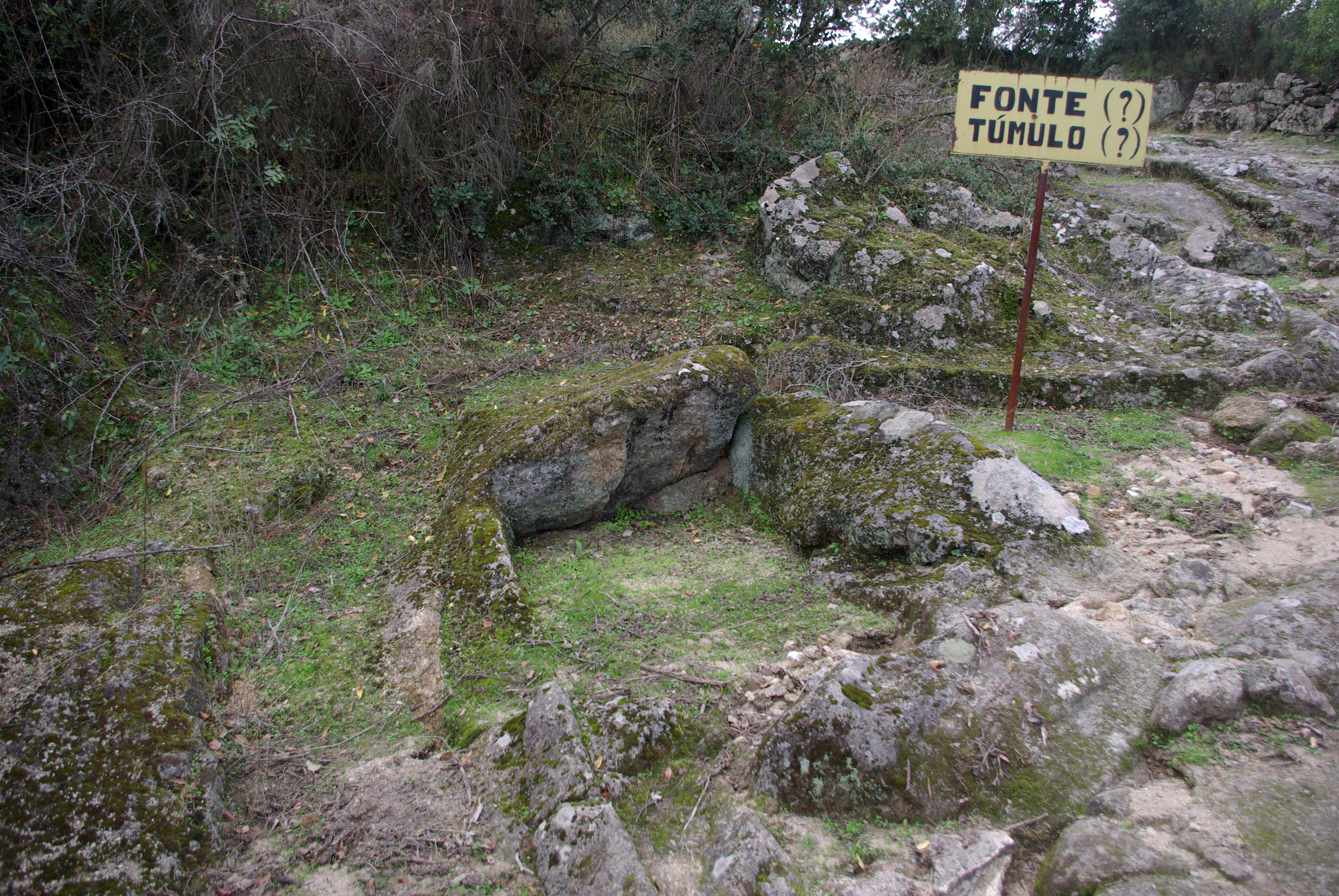
Grafheuvel naast een romeinse weg, Guarda, Portugal

### Italië
In Italië is de Necropoli Della Banditaccia (samen met die van Tarquinia) op de Werelderfgoedlijst gezet. Er zijn ook necropolissen aangetroffen bij Vulci, Vetulonia, Populonia, Cortona, Tarquinia.
Er werden bovengrondse grafkamers gebouwd en hierover werd een tumulus'opgeworpen, zie Etruskisch kamergraf. Vanaf ca. 650 v.Chr. worden kamergraven volledig onder de grond gemaakt. Een beroemd voorbeeld is het Regolini-Galassi-graf.

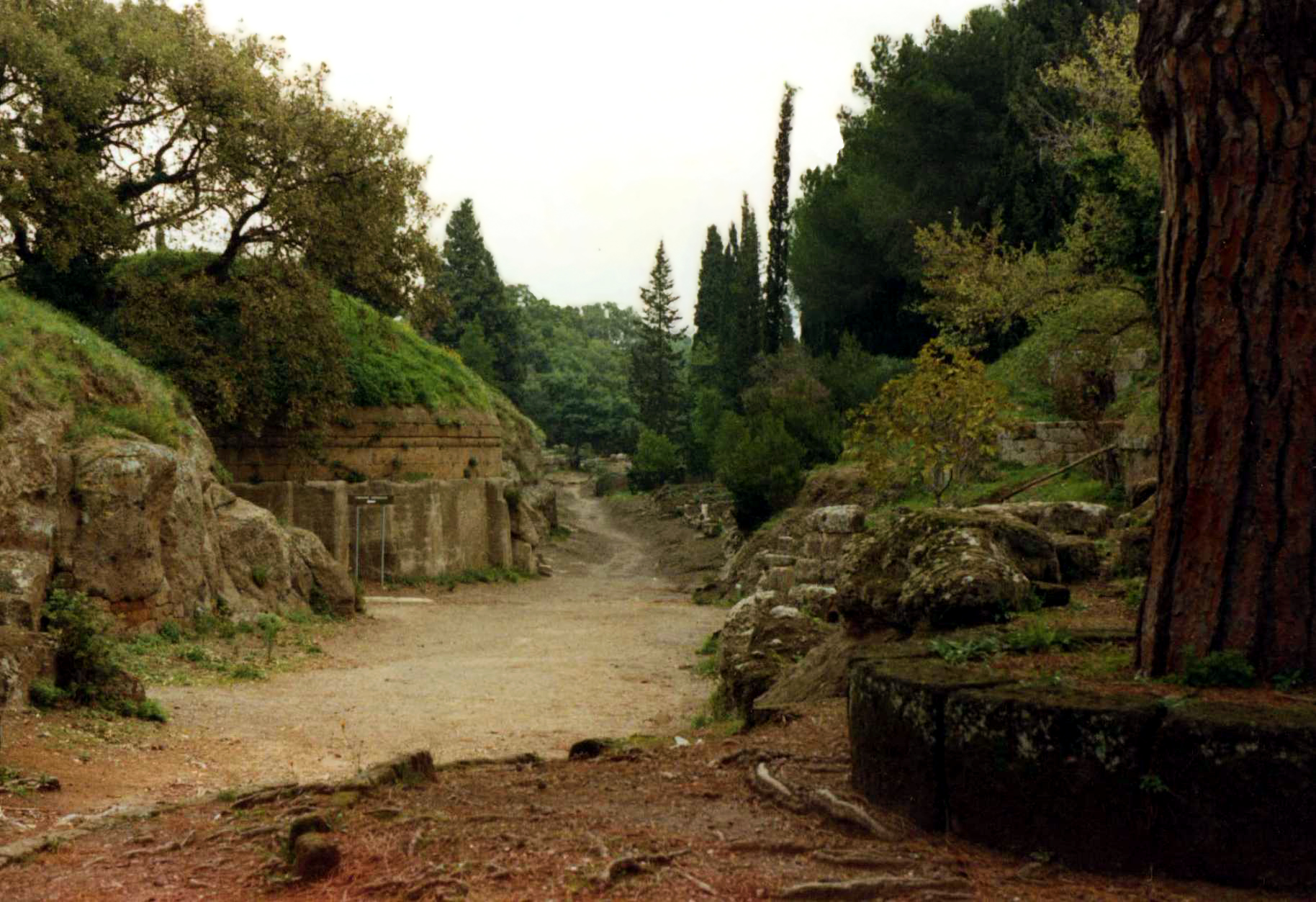
Necropoli Della Banditaccia
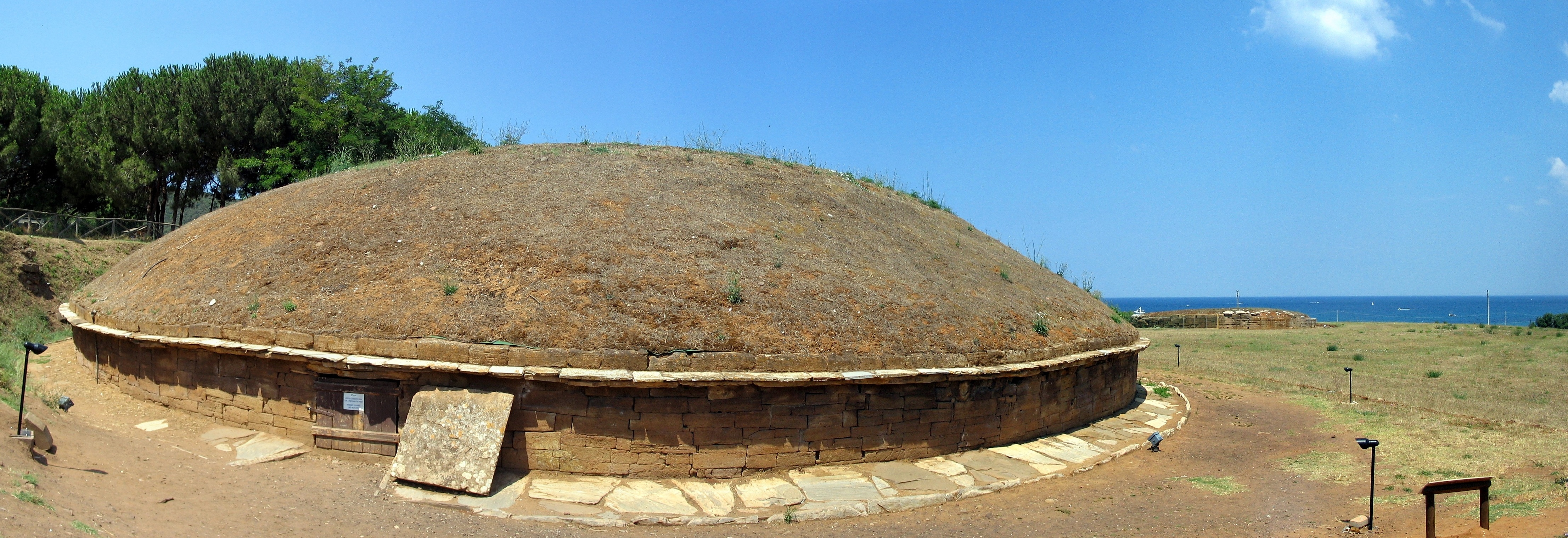
Etruskische grafheuvel in Populonia
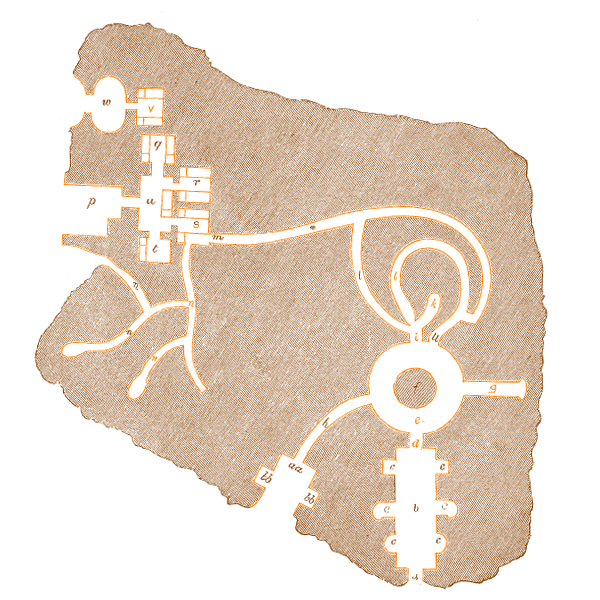
Plan van een Etruskische grafheuvel in de buurt van Chiusi
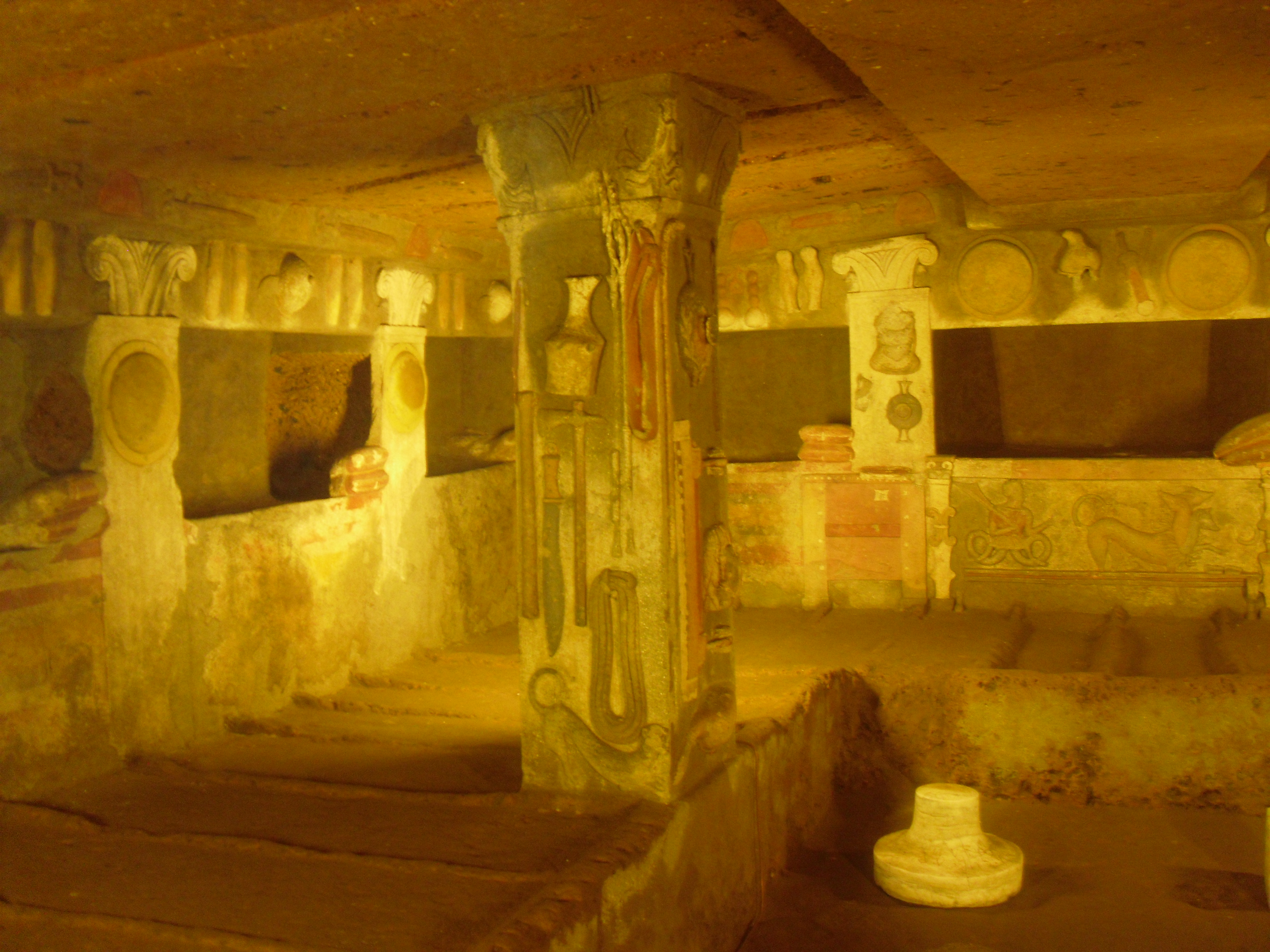
De Tomba dei Rilievi in de Necropoli Della Banditaccia

### Kroatië

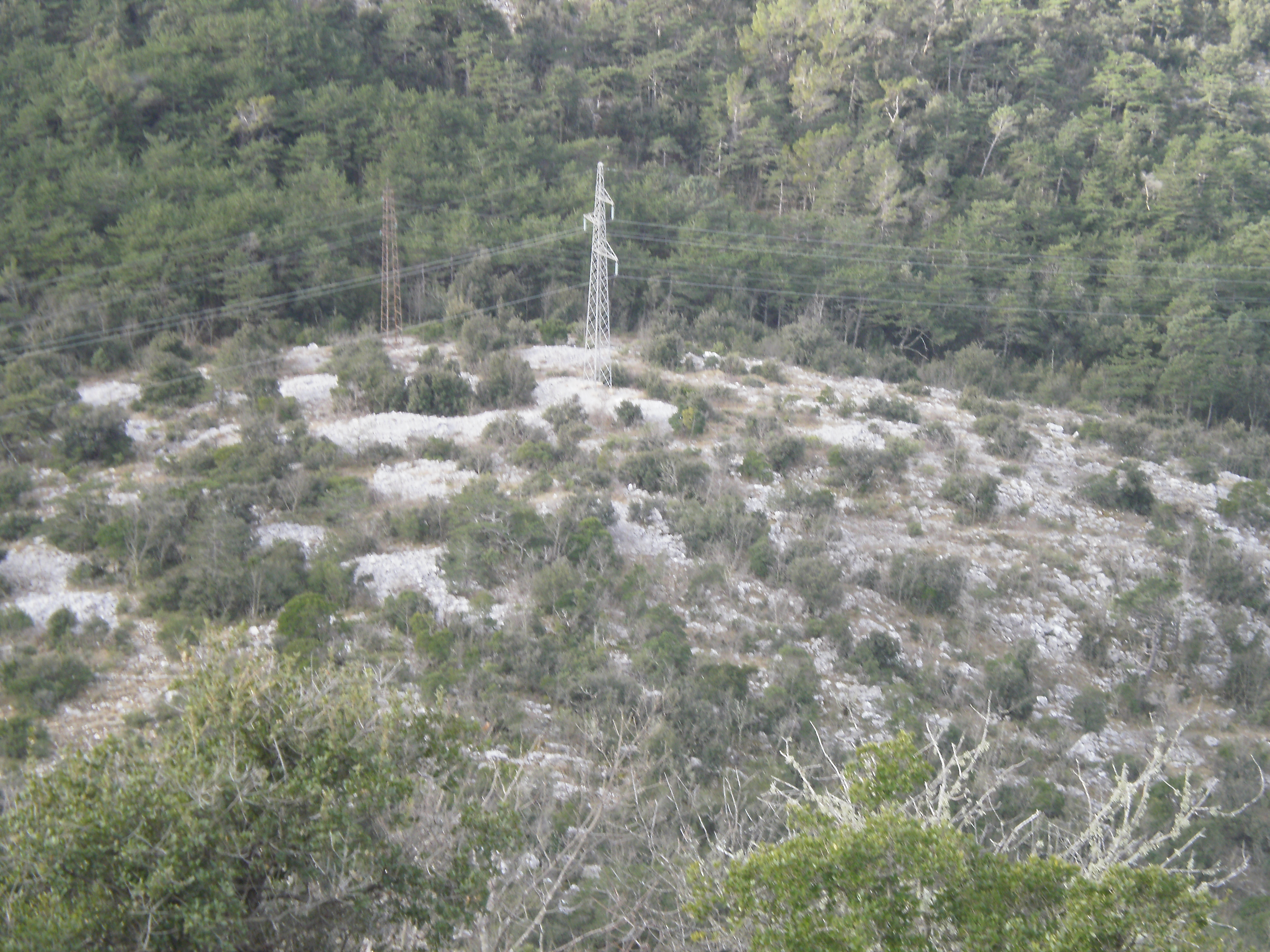
Grafheuvels bij Zakotorac

In Kroatië worden grafheuvels in het noorden aangeduid met humcima, meer zuidelijk worden de grafheuvels gomile of gromile genoemd. De grafheuvels zijn rond of ellipsvormig en worden soms omringd door een krans van platte stenen of een stapelmuur. Er zijn grafheuvels aangetroffen met een diameter van 60 meter.
De meeste grafheuvels worden aan de Illyriërs toegeschreven. Ze werden echter na het verdwijnen van de Illyriers nog zeker duizend jaar gebruikt voor het begraven van overledenen.
Maklavun is bijzonder door aanwezigheid van een hal (dromos) en grafkamer (tholos). Er zijn sterke aanwijzingen dat het gaat om een zonne-observatorium gaat, de ingang van de dromos is gericht op het punt de winterzonnewende. De grafheuvel is gebouwd in de bronstijd. Er vindt archeologisch onderzoek plaats. De grafheuvel wordt bedreigd door afgravingen in de nabije steengroeve.
Op de hellingen van de Papuk werd een groep van ten minste 20 grafheuvels aangetroffen, waaronder een vorstengraf. Zij zijn gebouwd tussen 800 en 400 v.Chr. In de bergen van Žumberak werden 140 grafheuvels gevonden.
De grafheuvel bij Krč Bosiljevski heeft een diameter van 50 tot 60 meter en is 6 tot 7 meter hoog. Er werd aardewerk van de Laninjskacultuur aangetroffen.

### Griekenland

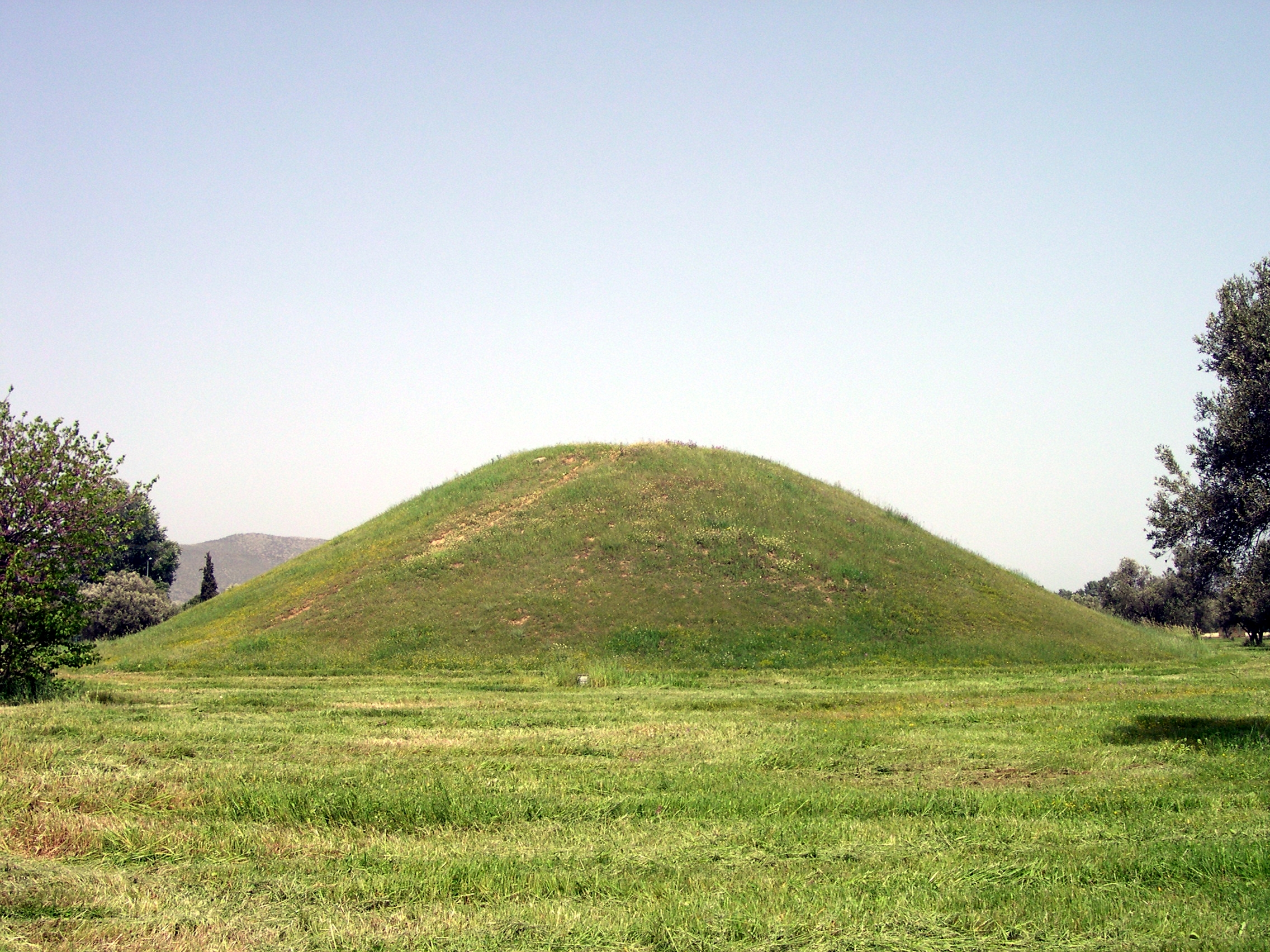
Grafheuvel bij Marathon

Bij Marathon ligt een grafheuvel waar de soldaten die omkwamen tijdens de Slag bij Marathon begraven zijn. In een geul naast de grafheuvel liggen de overblijfselen van de verslagen soldaten uit het Perzisch leger.

### Noorwegen

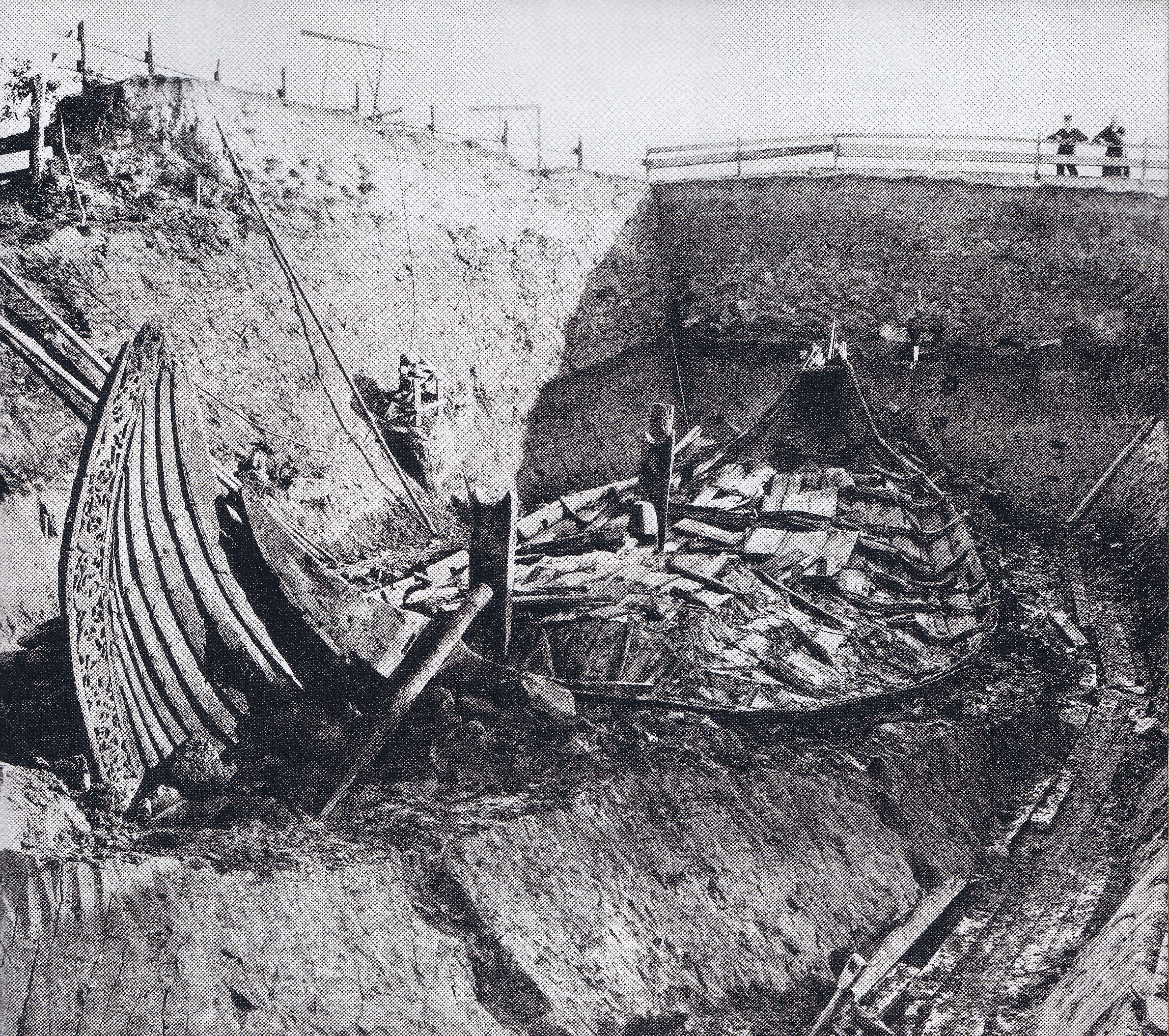
Opgraving van het Osebergschip in de Oseberghaugen, 1904

In Noorwegen zijn grafheuvels (gravhaug) met een ronde vorm (rundhaug) en met een ovale vorm (langhauger). Ze voornamelijk gebouwd in Scandinavische ijzertijd tot in de Vikingtijd. Gravrøyser kwamen voor in de bronstijd. In de ijzertijd werden ook treudds gebouwd, maar zij zijn in Noorwegen zeldzaam. Ook de hellekiste komt in Noorwegen niet vaak voor, er zijn enkele gevonden in Østfold.
De grafheuvels lijken zich te concentreren op bepaalde plaatsen in een woongebied en lijken verbonden te zijn aan het hoger gestelde deel van de boeren in voorchristelijke tijden.
Er zijn meerdere koningsgraven (Kongs Hauger), ze hebben een diameter van ongeveer 40 tot 50 meter en zijn ca. 10,5 meter hoog. Voorbeelden zijn de Borrehaugene (hier zijn nu nog 7 grafheuvels en 1 cairn zichtbaar), de Oseberghaugen (met het Osebergschip), de Gokstadhaugen (met het Gokstadschip), de Karnilshaugen en de enorme Jellhaugen (ovaal; 85 bij 70 meter) en Raknehaugen (met een doorsnede van 100 meter en een hoogte van 15 meter, de grootste grafheuvel in Scandinavië). De Grønhaug bevat ook een scheepsgraf.
Op het Hunnfeltene bij Fredrikstad zijn honderden grafheuvels ontdekt. Er loopt op het terrein ook een holle weg.

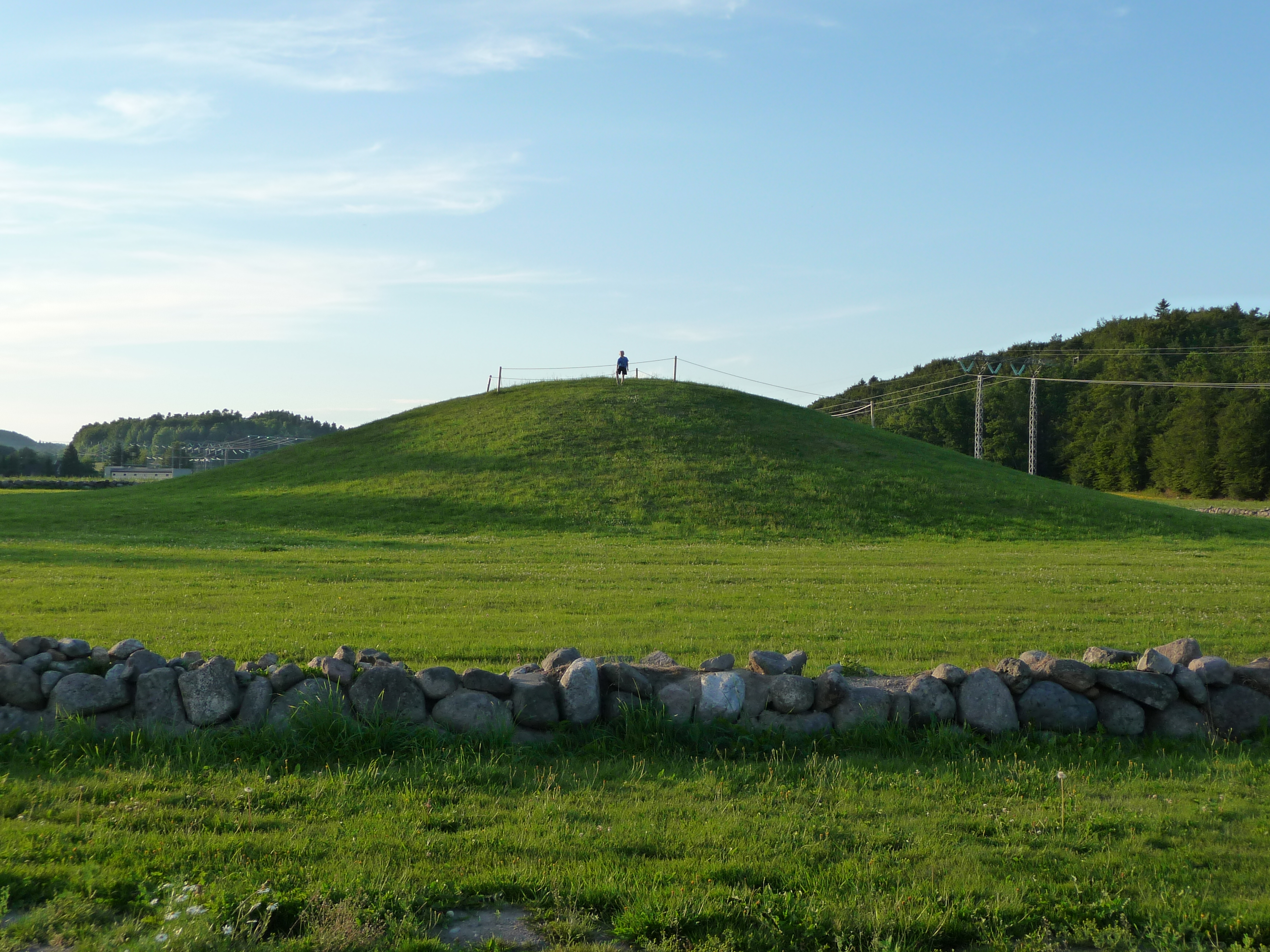
Grafheuvel met het Gokstadschip
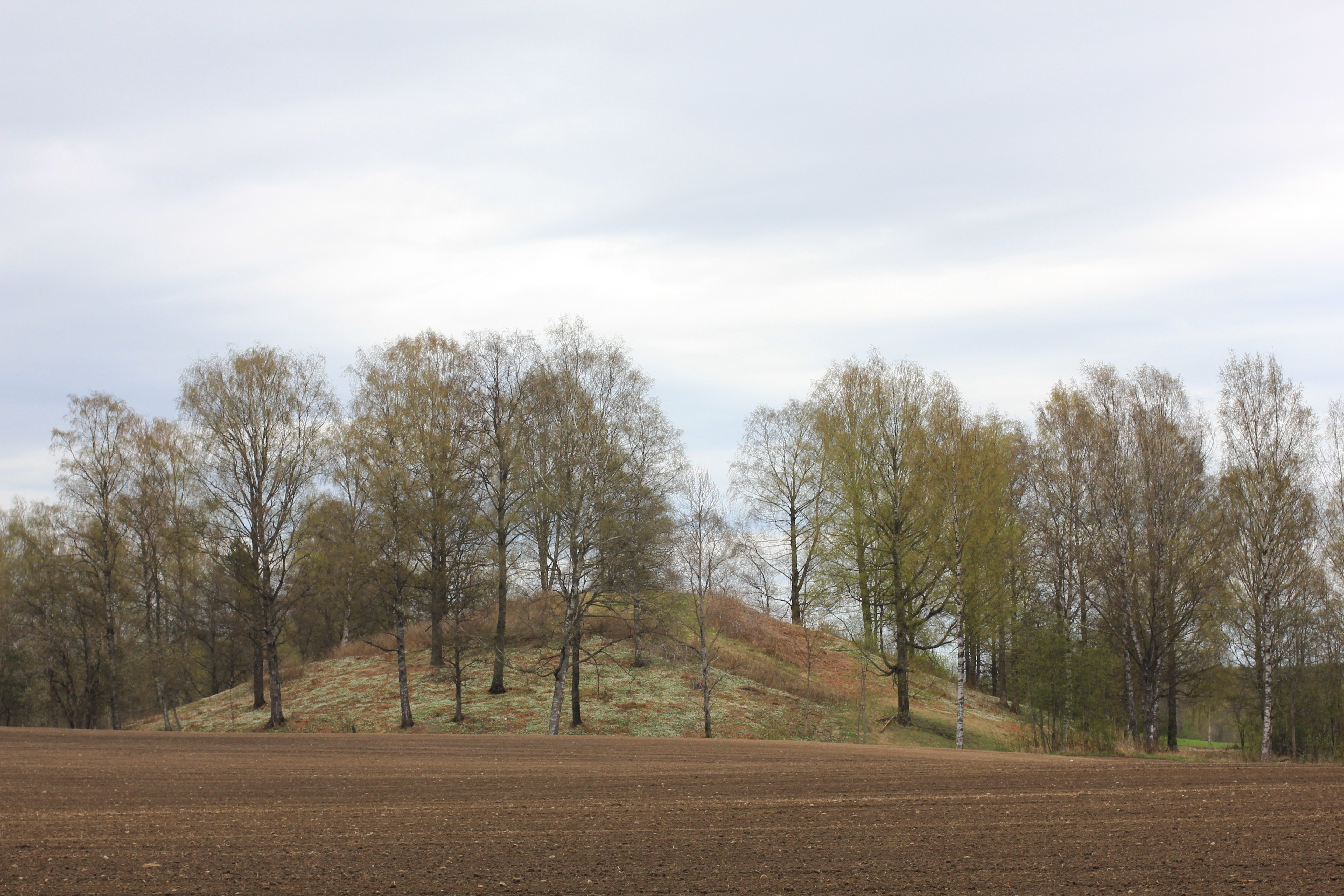
Raknehaugen
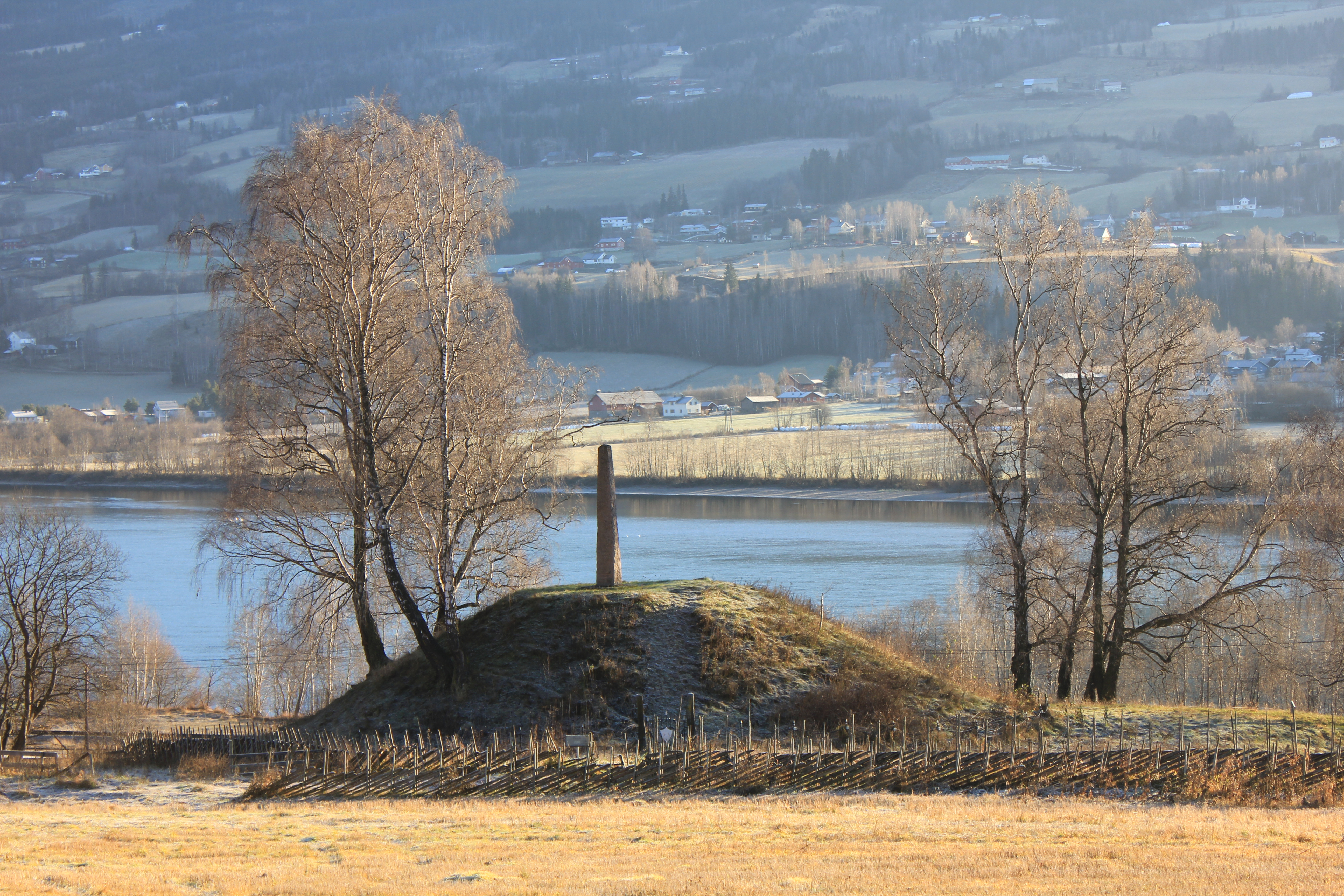
Grafheuvel in Oppland

### Oekraïne
In de Kemi-Obacultuur werden de doden onder grafheuvels begraven, vaak van een vrij complexe structuur, waarbij veelvuldig gebruik werd gemaakt van steen en hout. Rond de centrale structuur werd, soms op enige afstand, een steencirkel geconstrueerd en het geheel bedekt met aarde. Soms werd op de heuvel een antropomorfe stele of verticale langwerpige steen (menhir) geplaatst, mogelijk ter ere van belangrijke persoonlijkheden.

### Polen

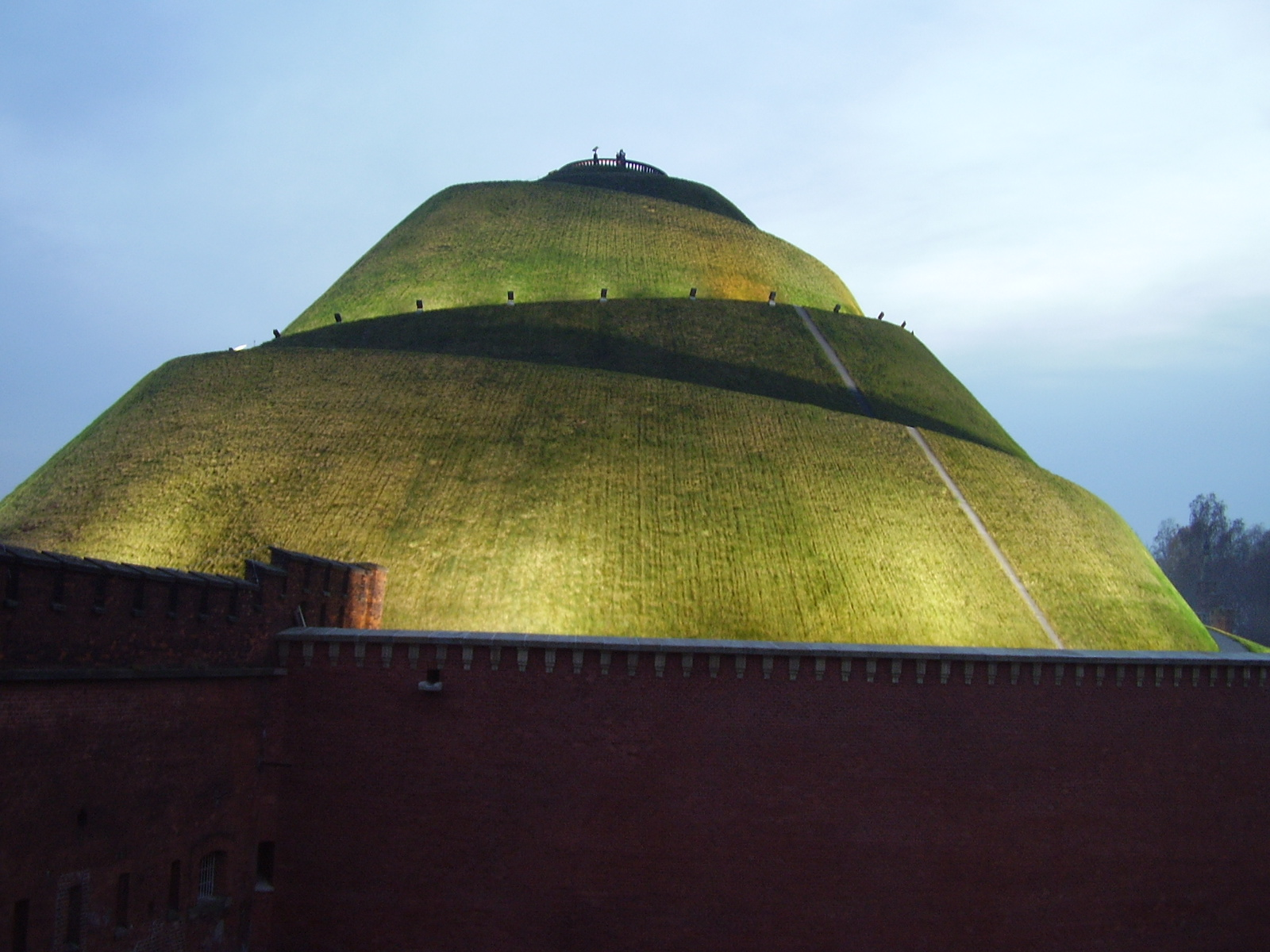
Grafheuvel van Kościuszko

In Krakau liggen vier grafheuvels, dit zijn:
- Grafheuvel van Krakus
- Grafheuvel van Kościuszko
- Grafheuvel van Piłsudski
- Grafheuvel van Wanda

Dr. Agnieszka Matuszewska van de universiteit in Szczecin onderzocht nabij Dolice meerdere grafheuvels, ze worden toegeschreven aan Trechterbekercultuur. Er werden 18 grafheuvels van het Kujawy-type gevonden. Er werd gebruik gemaakt van DTM en Lidar. De grafheuvels zijn 3 meter hoog, 150 meter lang en 6 tot 15 meter breed en worden omringd door stenen.
Ook werden bij Ploszkowo, Sarnow en Wietrzychowice soortgelijke bouwwerken aangetroffen.

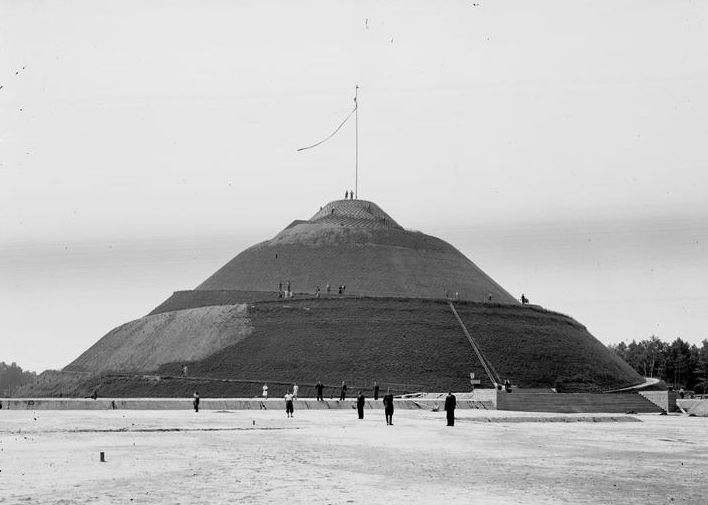
Grafheuvel van Piłsudski
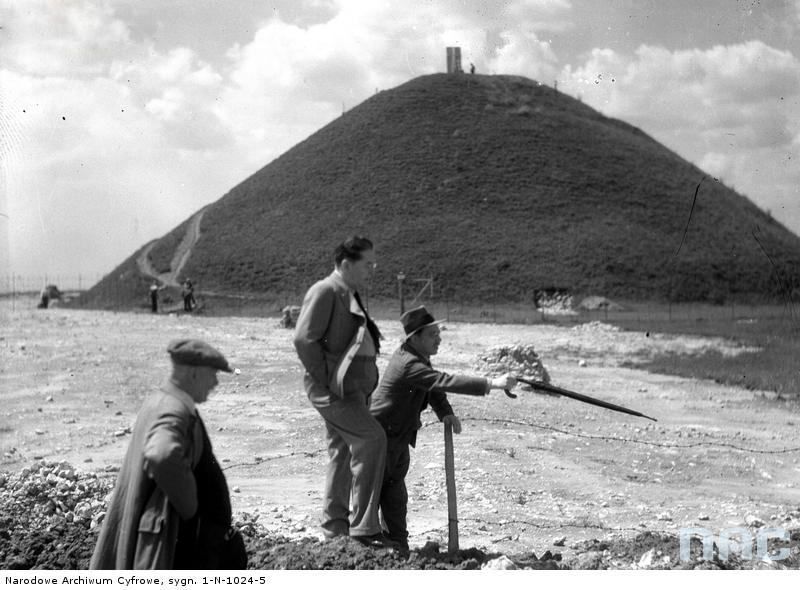
Grafheuvel van Krakus; opgravingen in 1932
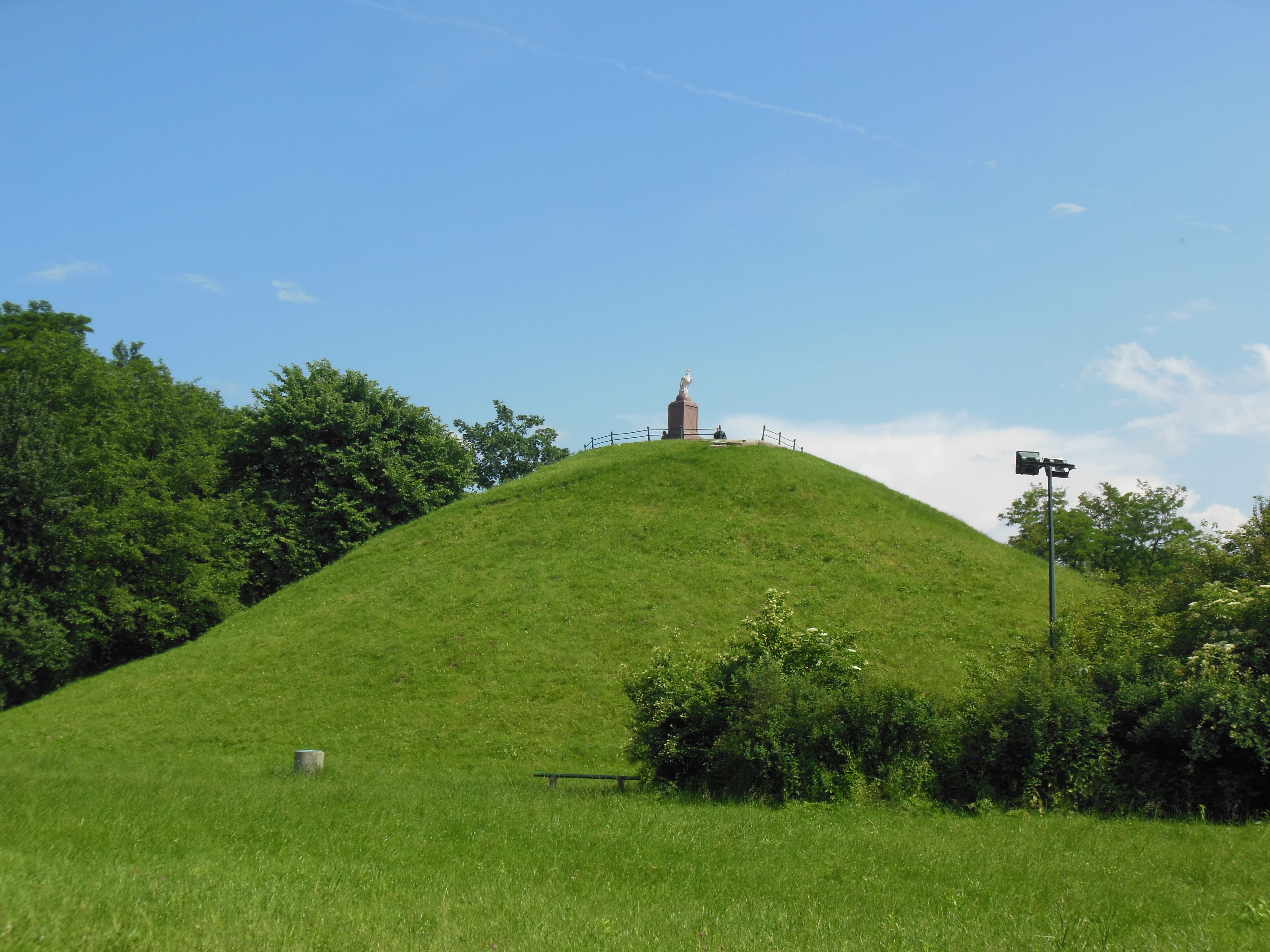
Grafheuvel van Wanda
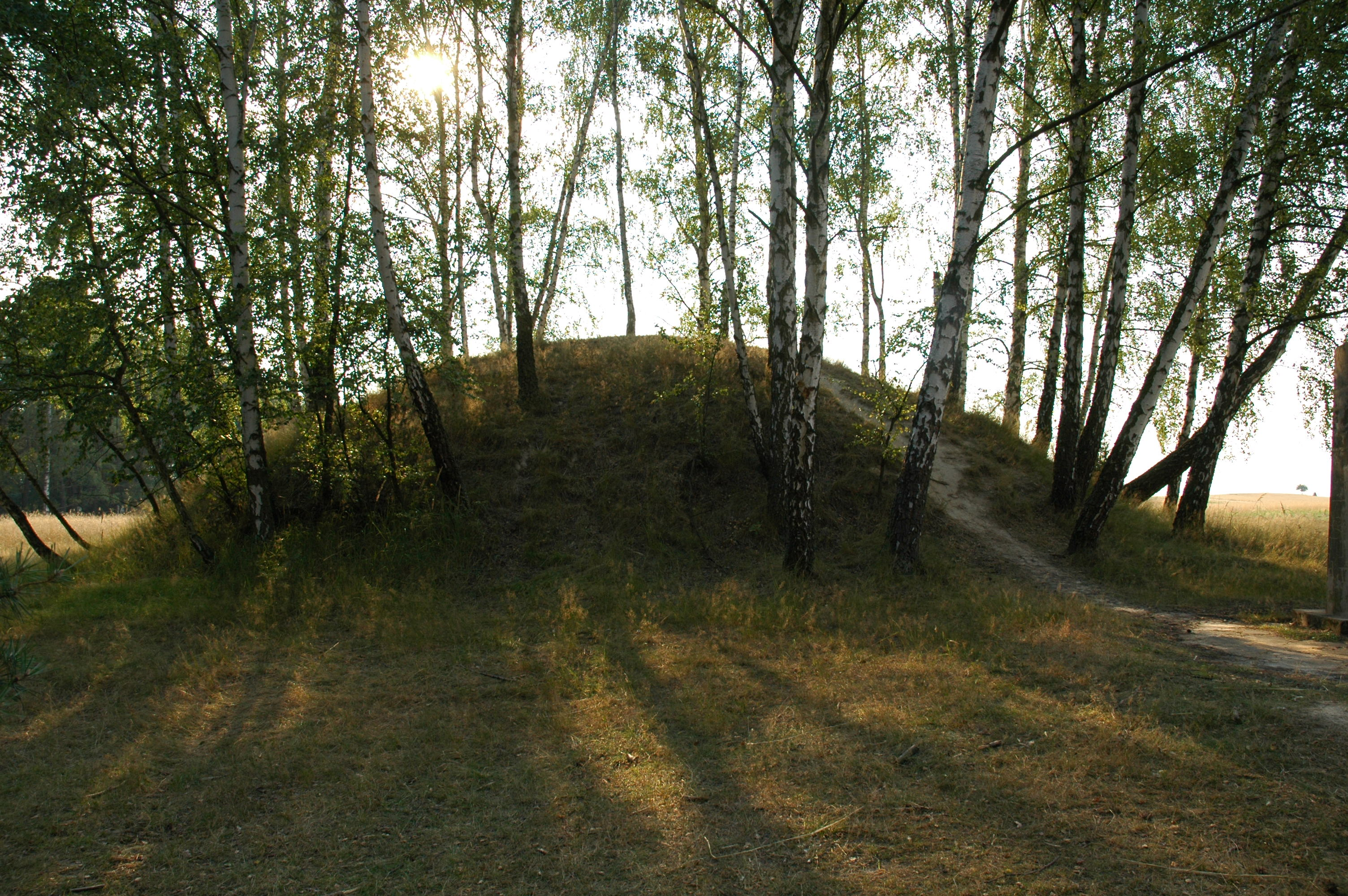
Grafheuvel uit de Przeworskcultuur in Polen
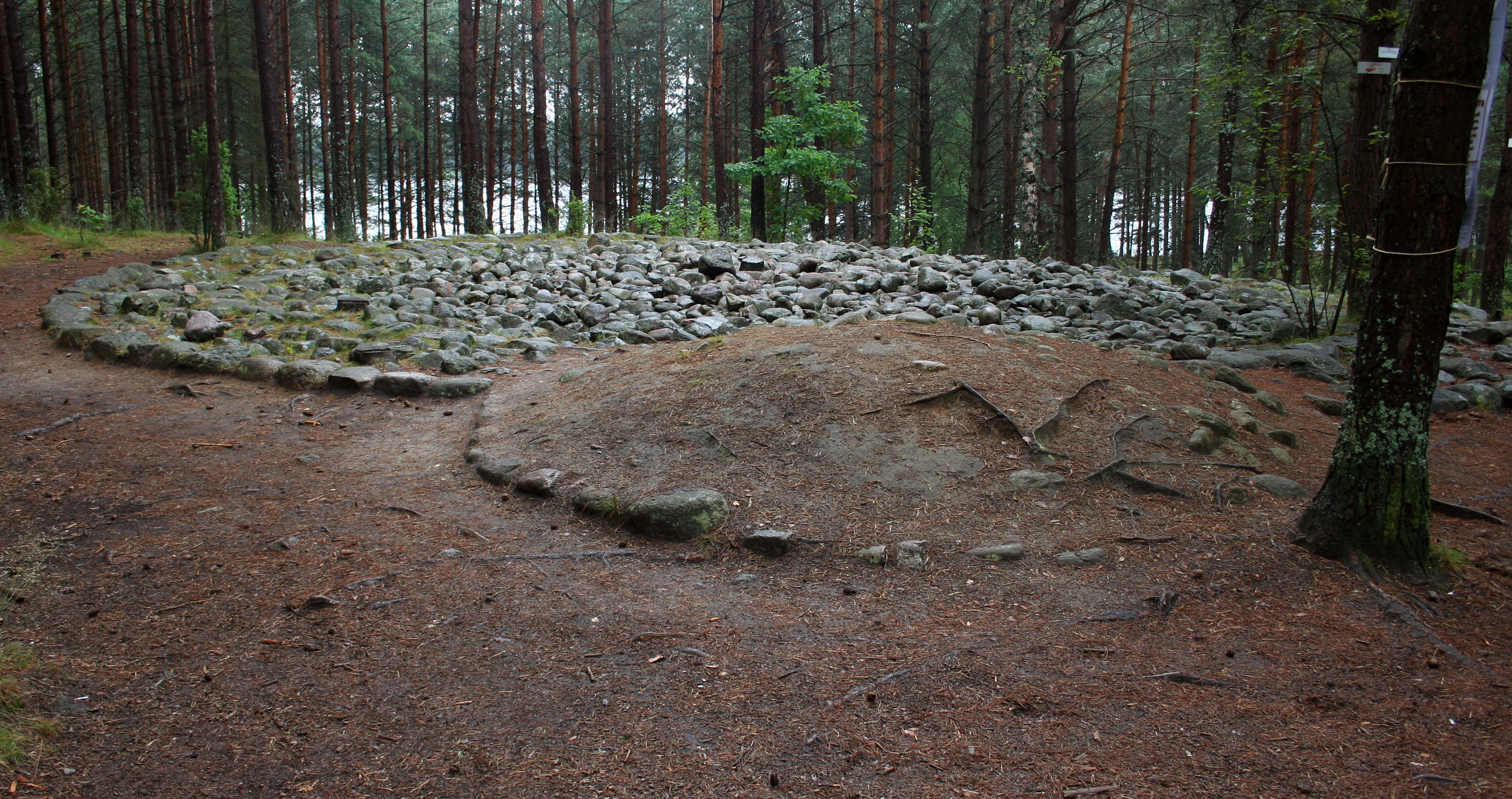
Grafheuvels uit de Wielbarkcultuur bij Węsiory

### Rusland

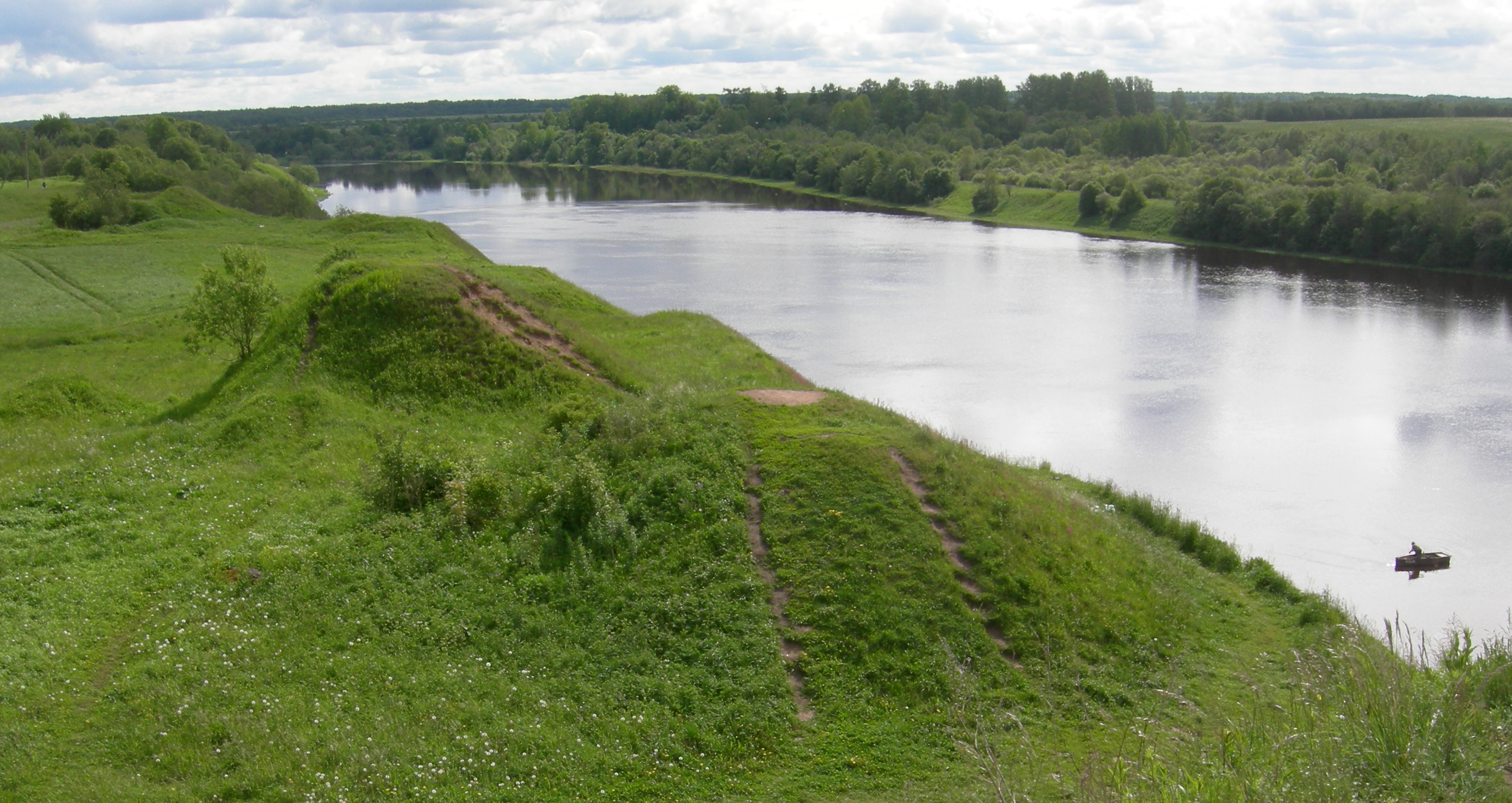
grafheuvels van de Varjagen aan de Volchov

de Russische benaming voor een grafheuvel is koergan. De verspreiding van deze grafheuvels begon bij de Samaracultuur in Rusland. Meerdere culturen en volkeren bouwden ze, waaronder de Sroebnacultuur, de Jamnacultuur, de Scythen, de Sarmaten en de Koemanen.
Op en rond een koergan worden vaak koergansteles aangetroffen.

### Tsjechië
Een bekende grafheuvel (mohyla) in Tsjechië is de Mohyla v Chotouni in Okres Kolín. Er zijn ook vorstengraven aangetroffen, zoals het Vorstengraf van Blučina en het Vorstengraf van Mušov.

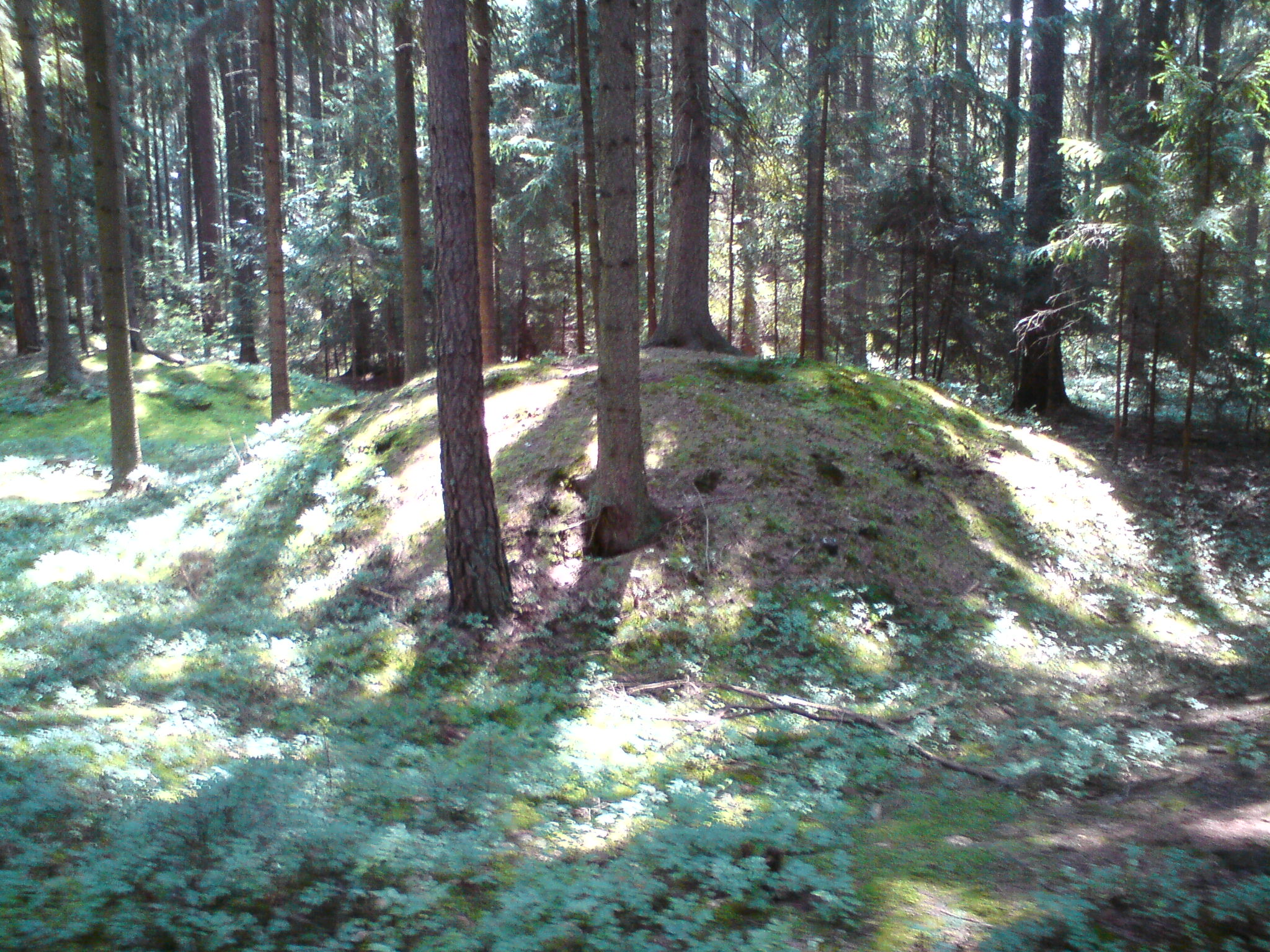
Een van de grafheuvels op de Baba bij Ševětín
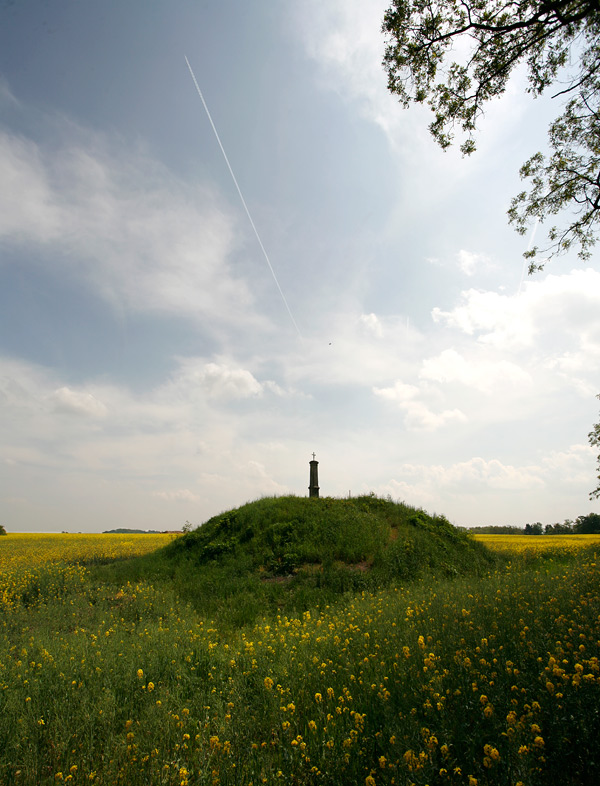
De Mohyla v Chotouni
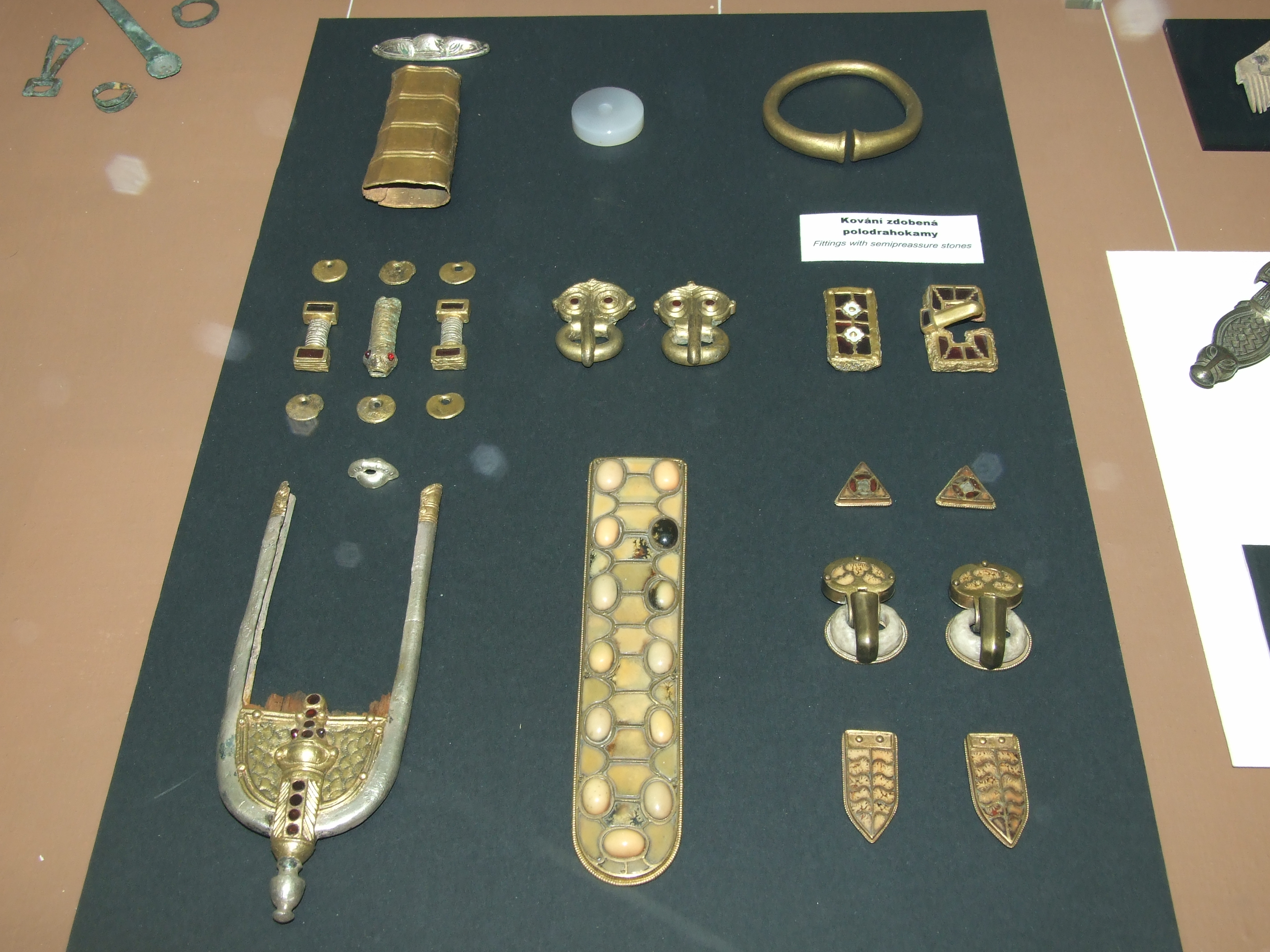
Vondsten uit het Vorstengraf (Blučina)
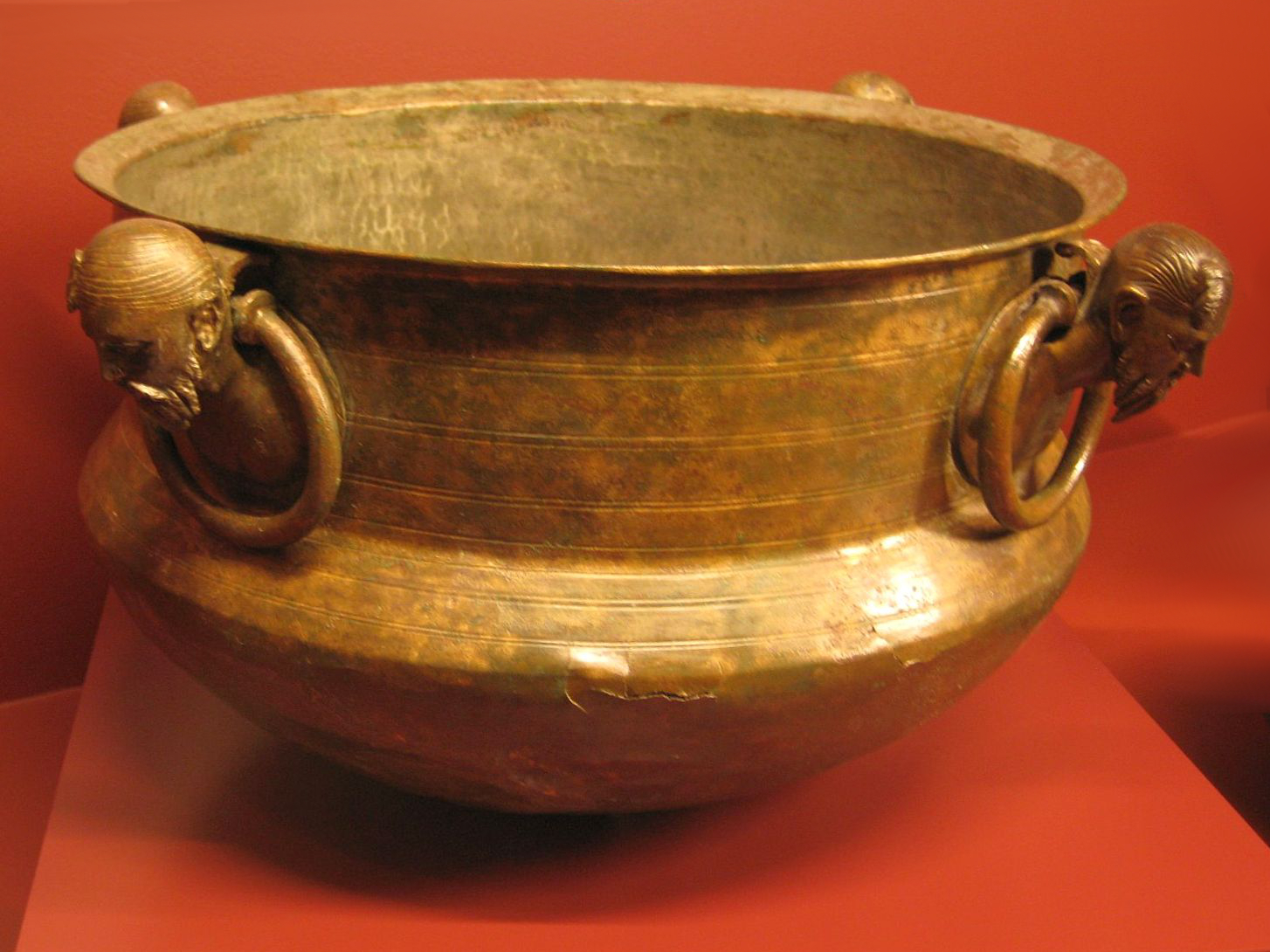
Ketel uit het Vorstengraf (Mušov)
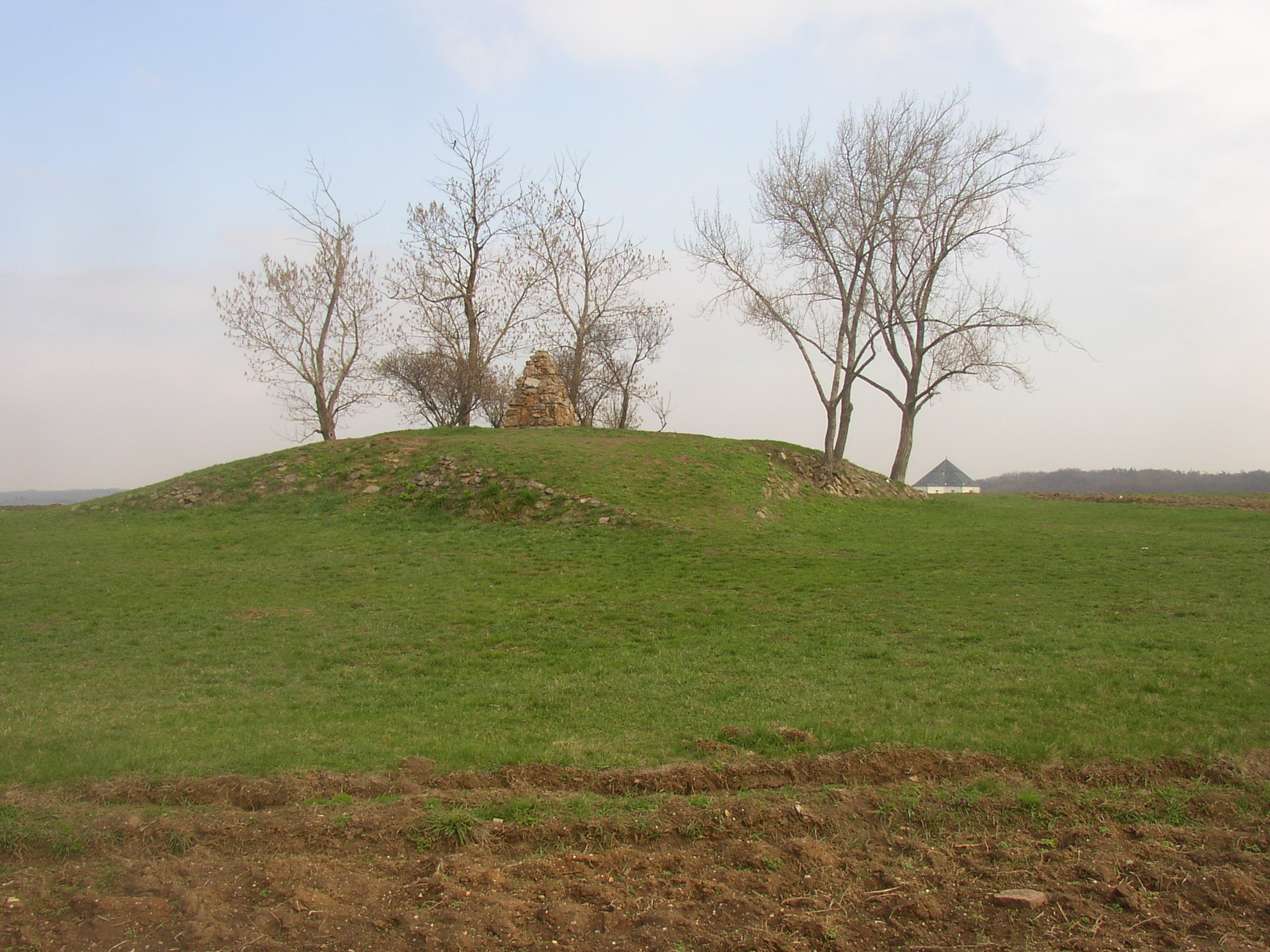
Grafheuvel op de Bílá Hora bij Praag

### Verenigd Koninkrijk en Ierland

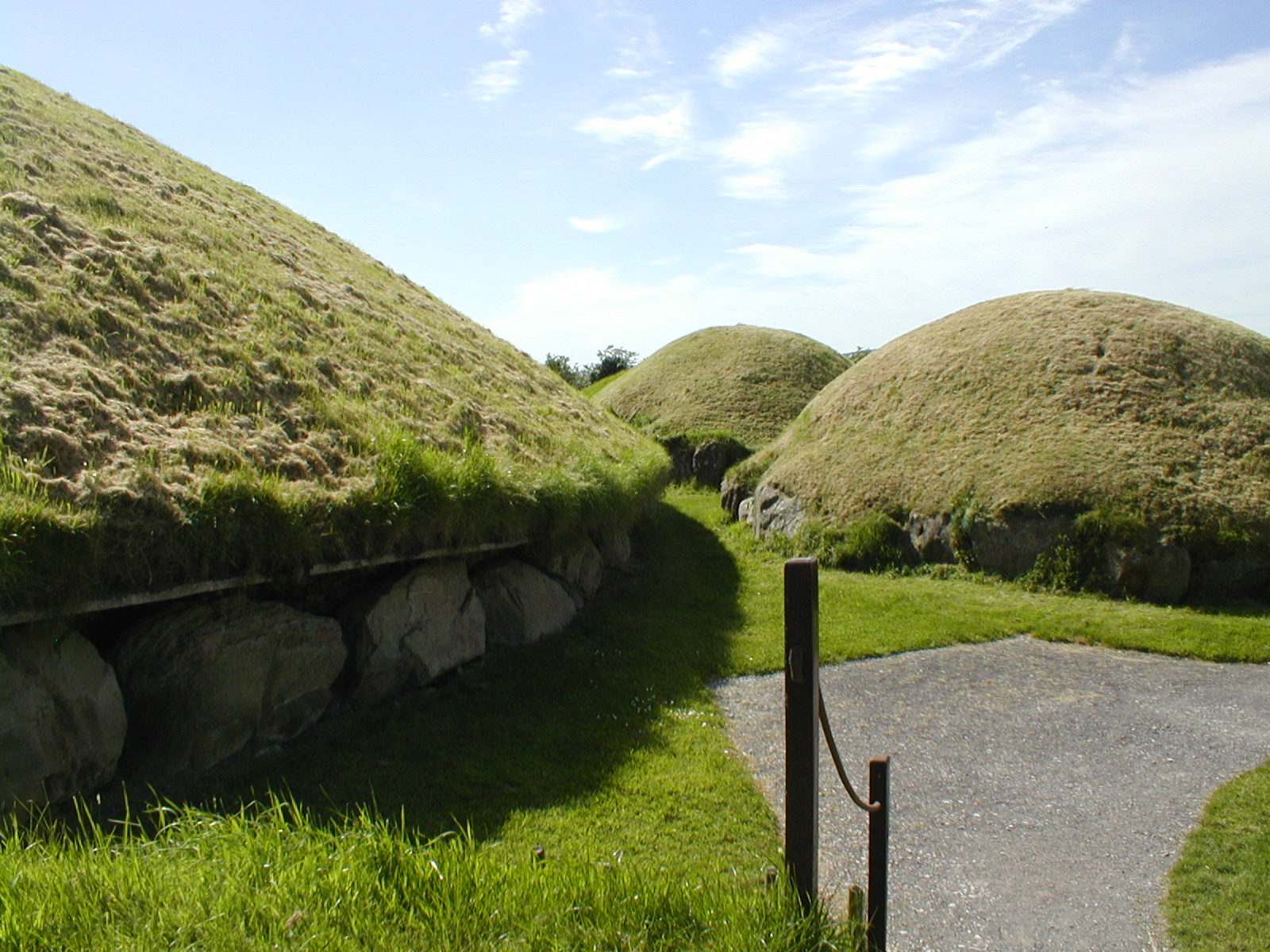
Grafheuvels van Knowth, onderdeel van het Brú na Bóinne-complex, Ierland

In het Verenigd Koninkrijk en Ierland worden grafheuvels aangetroffen:
- Silbury Hill, vermeld op de Werelderfgoedlijst, is net zo groot als de kleinere piramides van de Piramiden van Gizeh.
- Newgrange in Ierland is een van de graftombes van het Brú na Bóinne-complex in het landsdeel County Meath en staat ook vermeld op de Werelderfgoedlijst.
- De passage van de Maes Howe is zodanig gericht dat het licht van de opkomende zon drie weken voor en drie weken na de kortste dag van het jaar (21 december) door de passage naar binnen schijnt en de achterkant van de centrale kamer verlicht. Maes Howe staat ook vermeld op de Werelderfgoedlijst.
- Bij Ballymeanoch is een grafheuvel aangetroffen, ook in de henge zijn grafheuvels aangebracht.

### Zweden

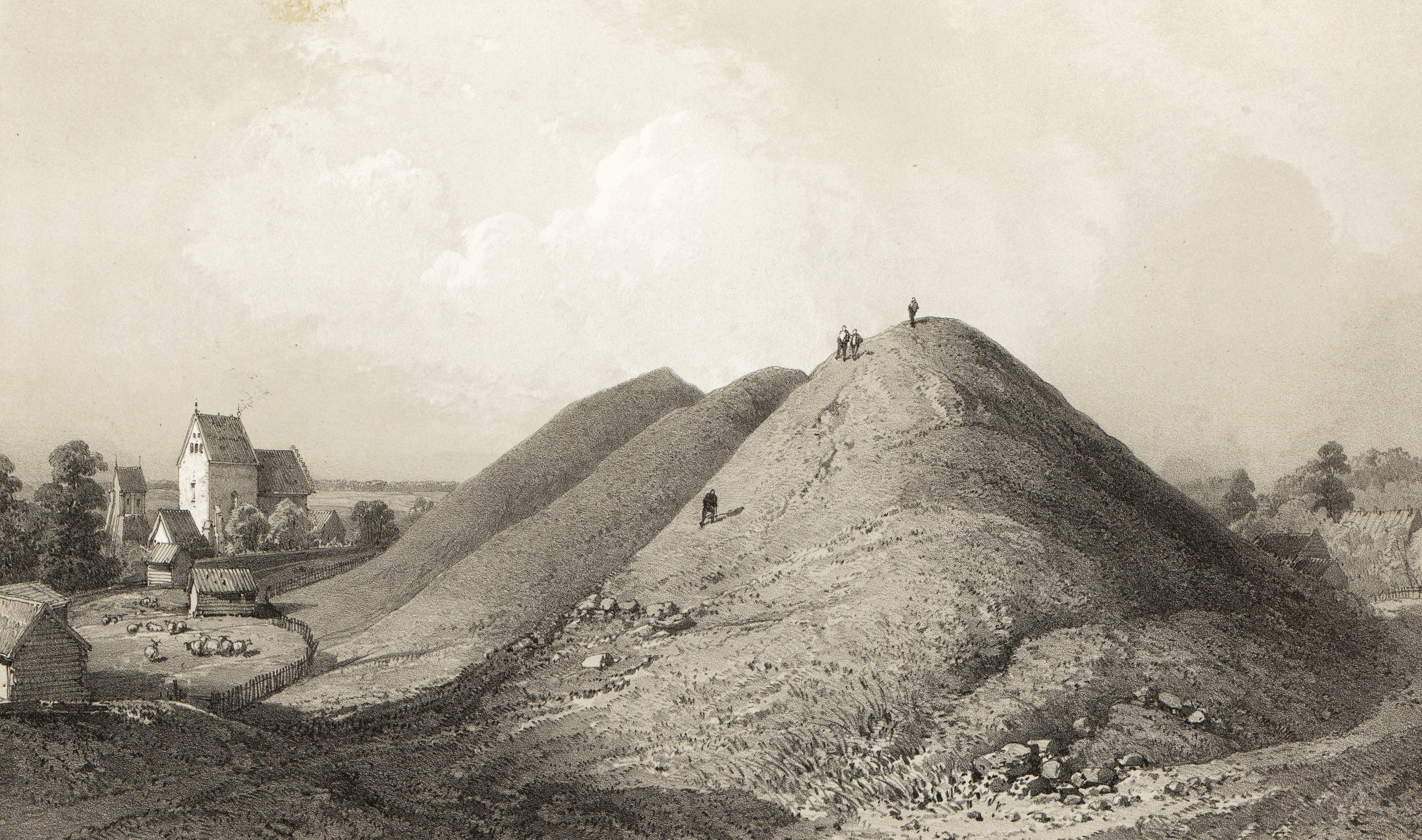
De grafheuvels bij Gamla Uppsala, Arthus Bertrand, 1852

In Zweden zijn grafheuvels (gravkulle, gravhög, högen) gebouwd in het neolithicum tot in de Vikingtijd. Een storhög is een ongewoon grote grafheuvel, ten minste 20 meter in diameter. In de vroege bronstijd werden ze in halfronde vorm gebouwd in Skåne en Småland. In de vroege ijzertijd werden ze gebouwd in Götaland, Svealand en Norrland. Deze hadden rechte zijkanten en een afgeplatte top. In Götaland, Svealand en Norrland werden in de vroege bronstijd stenen heuvels gebouwd, deze werden niet met aarde bedekt.

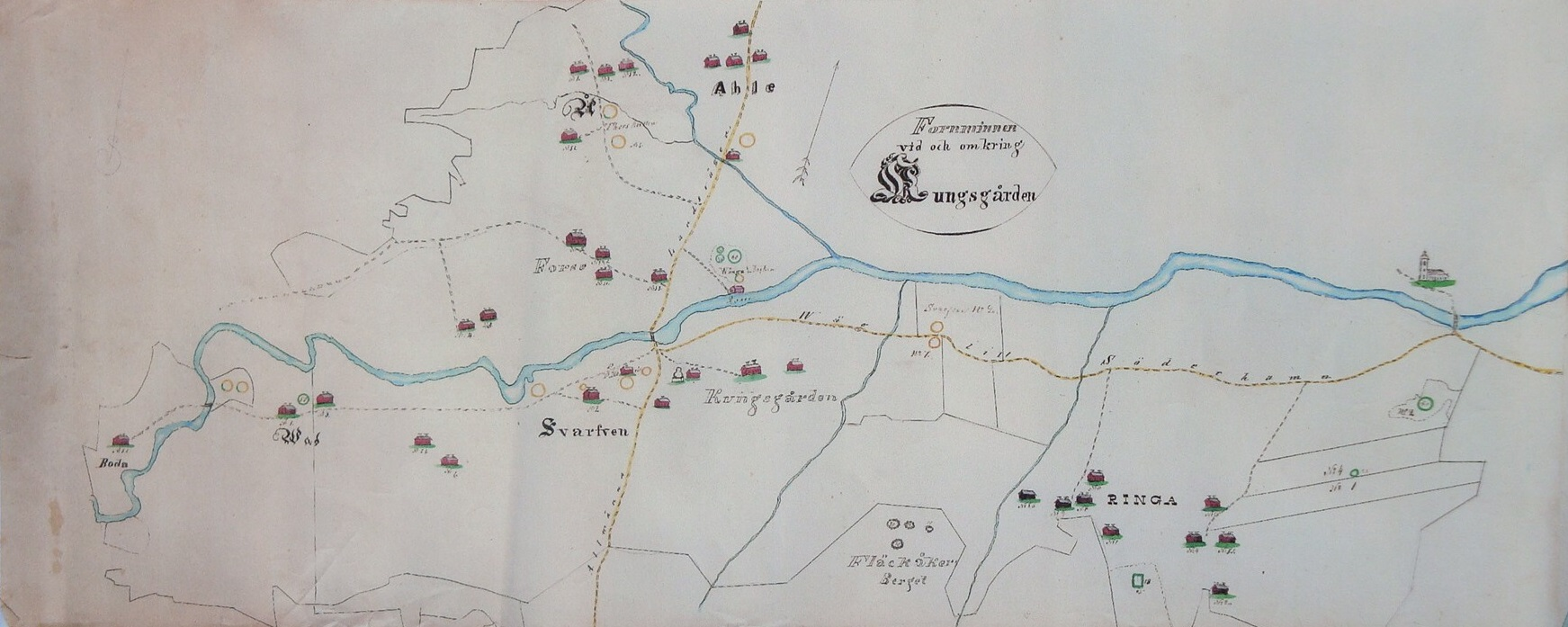
Kaart met grafheuvels bij Kungsgården, ca. 1860

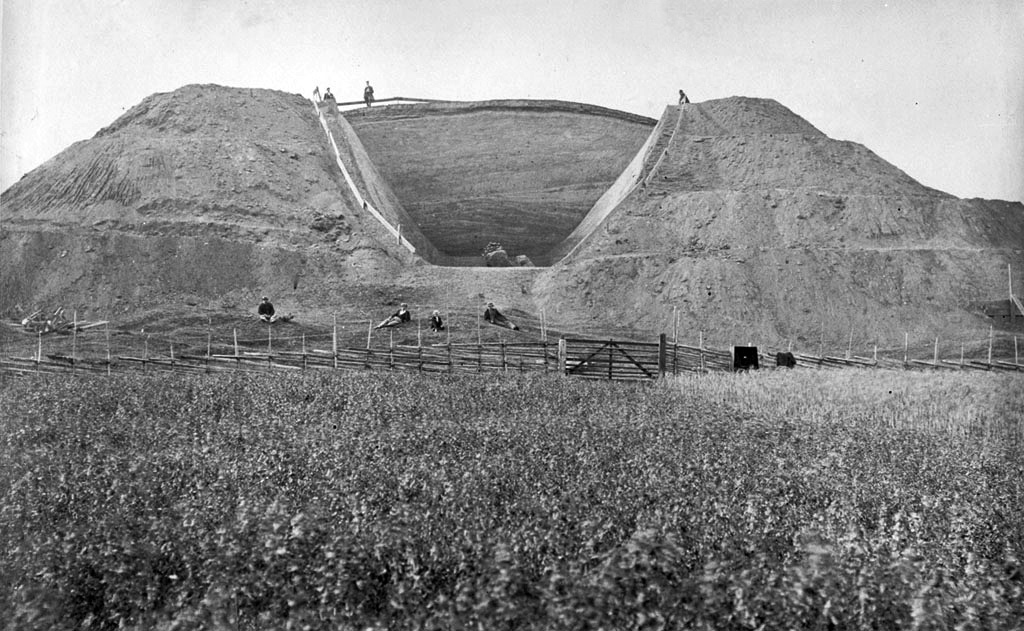
Opgraving van de westelijke grafheuvel bij Gamla Uppsala, 1874

De grootste grafheuvel van Zweden is de Anundshög, met een doorsnede van 60 meter en een hoogte van 10 meter. Deze grafheuvel wordt in verband gebracht met "Bröt-Anund" uit de Ynnlingensaga.
De grootste grafheuvel van Södermanland is de Uppsa kulle. Deze grafheuvel is nog niet onderzocht. Aangenomen wordt dat de grafkamer is ingestort, omdat er een kuil in de top van de grafheuvel zit. Volgens de verhalen is het de grafheuvel van Ingjald Illråde, zoon van Bröt-Anund.
De Skalunda hög is de grootste grafheuvel in Västergötland en een van de grootste grafheuvels in Scandinavië. De diameter van de grafheuvel is 65 meter en de heuvel is 7 meter hoog. De namen Lagmansgården en Lagmanstorp wijzen erop dat de wetsprekers van de Gauten in Skalunda verbleven. Beowulf zou in deze grafheuvel begraven liggen, maar de grafheuvel is nog niet onderzocht.
Gamla Uppsala staat vermeld op de Werelderfgoedlijst. Dit was de plek waar het ting van heel Zweden (allra Svía þing of Þing allra Svía) gehouden werd, dit viel samen met de jaarlijkse dísablót en disting (markt).
Het agrarisch landschap van Zuid-Öland staat ook op de Werelderfgoedlijst en omvat grafheuvels uit de bronstijd.
Het grafveld (gravfält) van Högom bevatte ten minste 17 grafheuvels, waarvan er nog 10 zichtbaar zijn. Vier grafheuvels hebben een diameter van 40 meter en zijn tussen de 4 en 5 meter hoog.

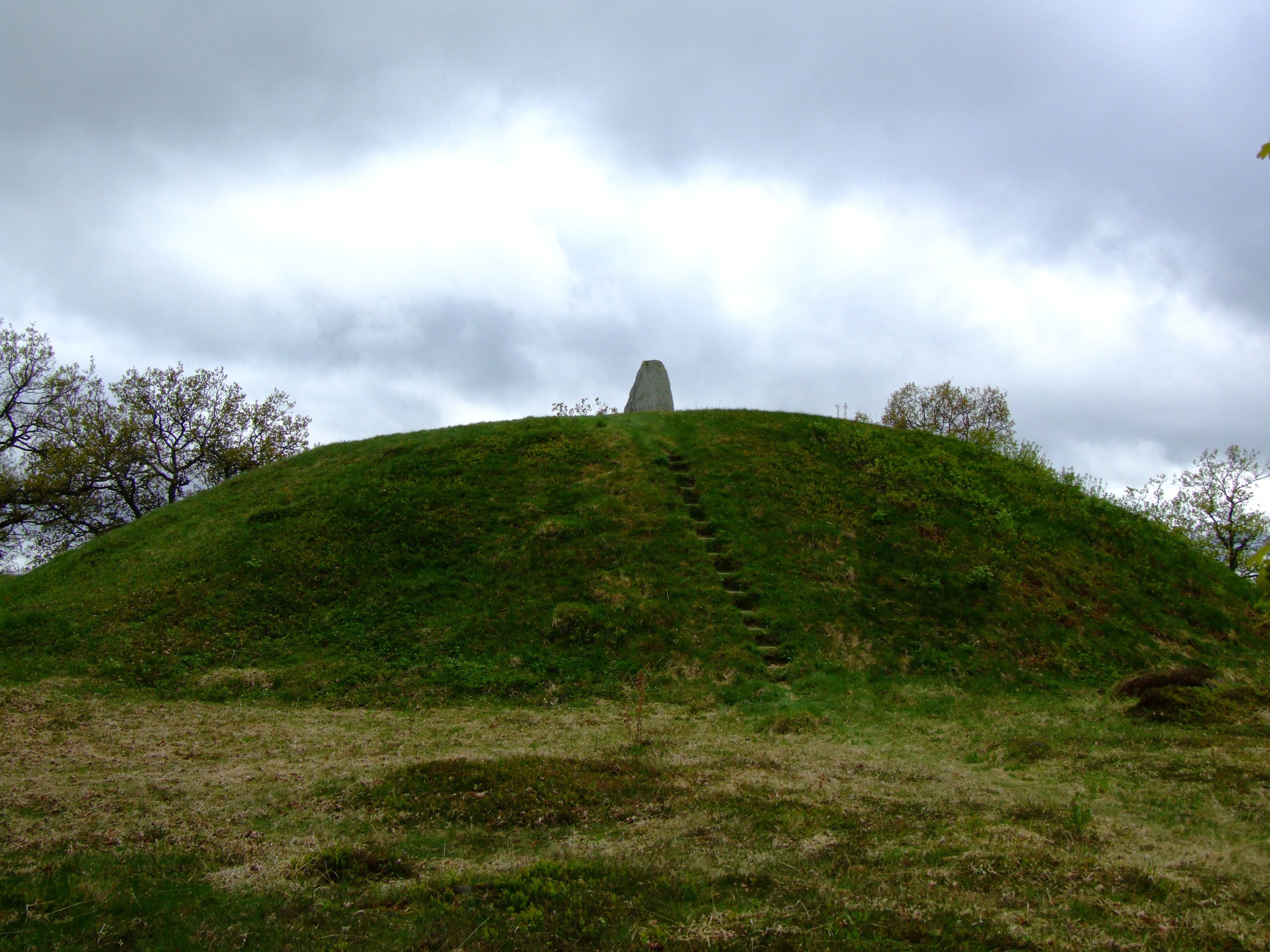
Inglinge hög (met blotsten) bij Småland
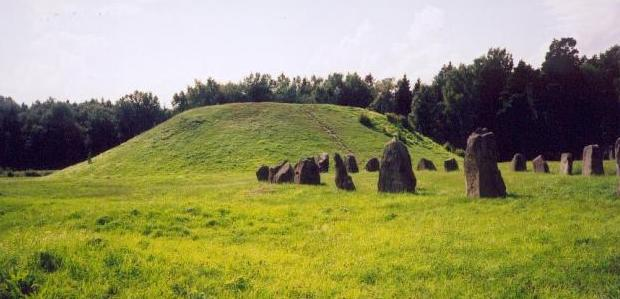
De Anundshög
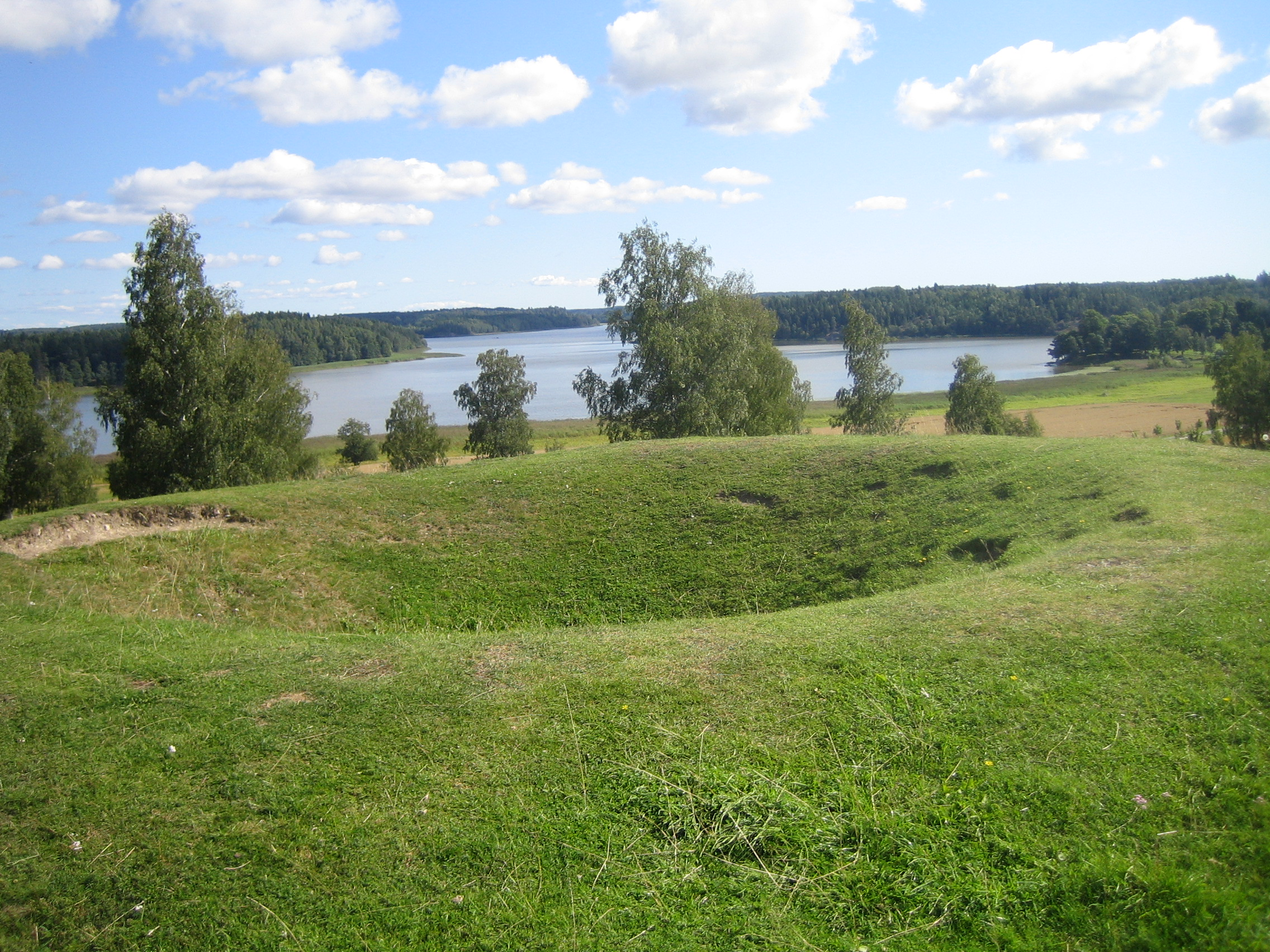
De kuil op de top van de Uppsa kulle
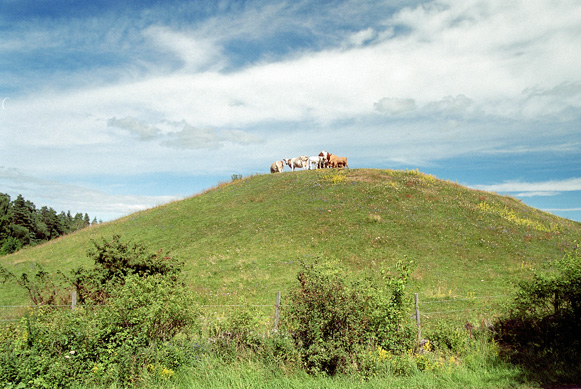
Skalunda hög
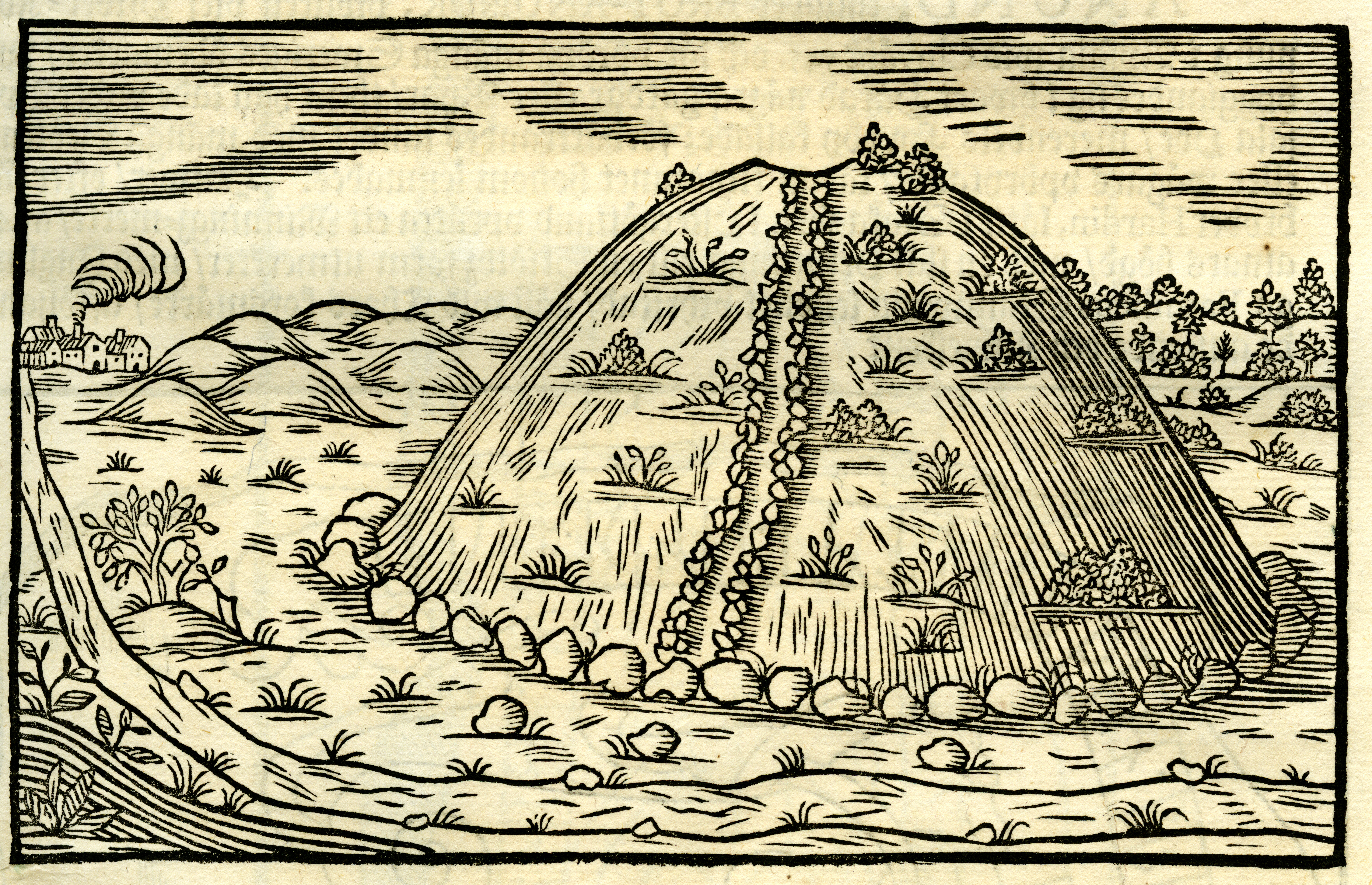
Ottarshögen, 1725

## Buiten Europa

### Amerika
- Canada:

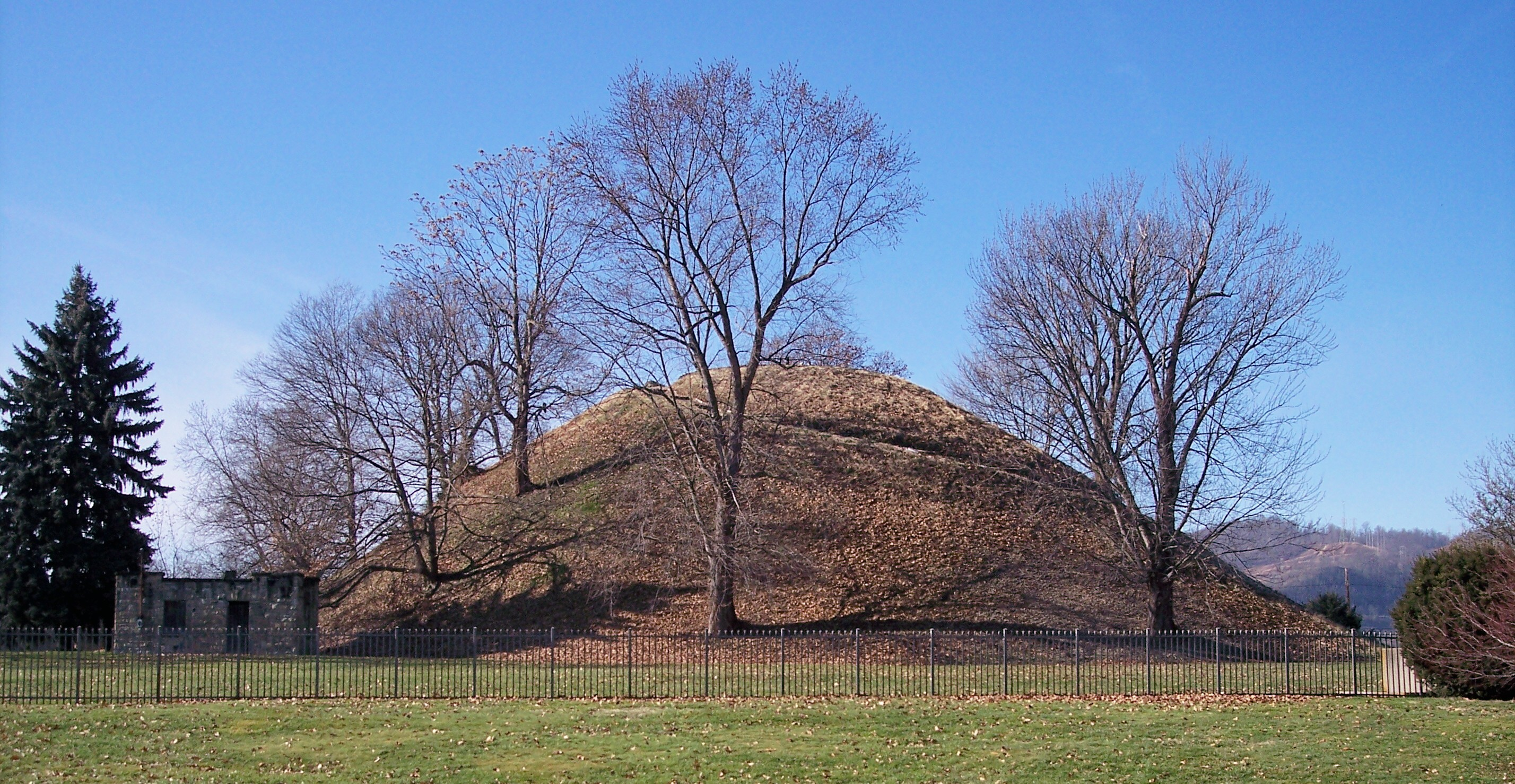
Grave Creek Mound is een van de grootste grafheuvels van de Verenigde Staten en behoort tot de Adenacultuur

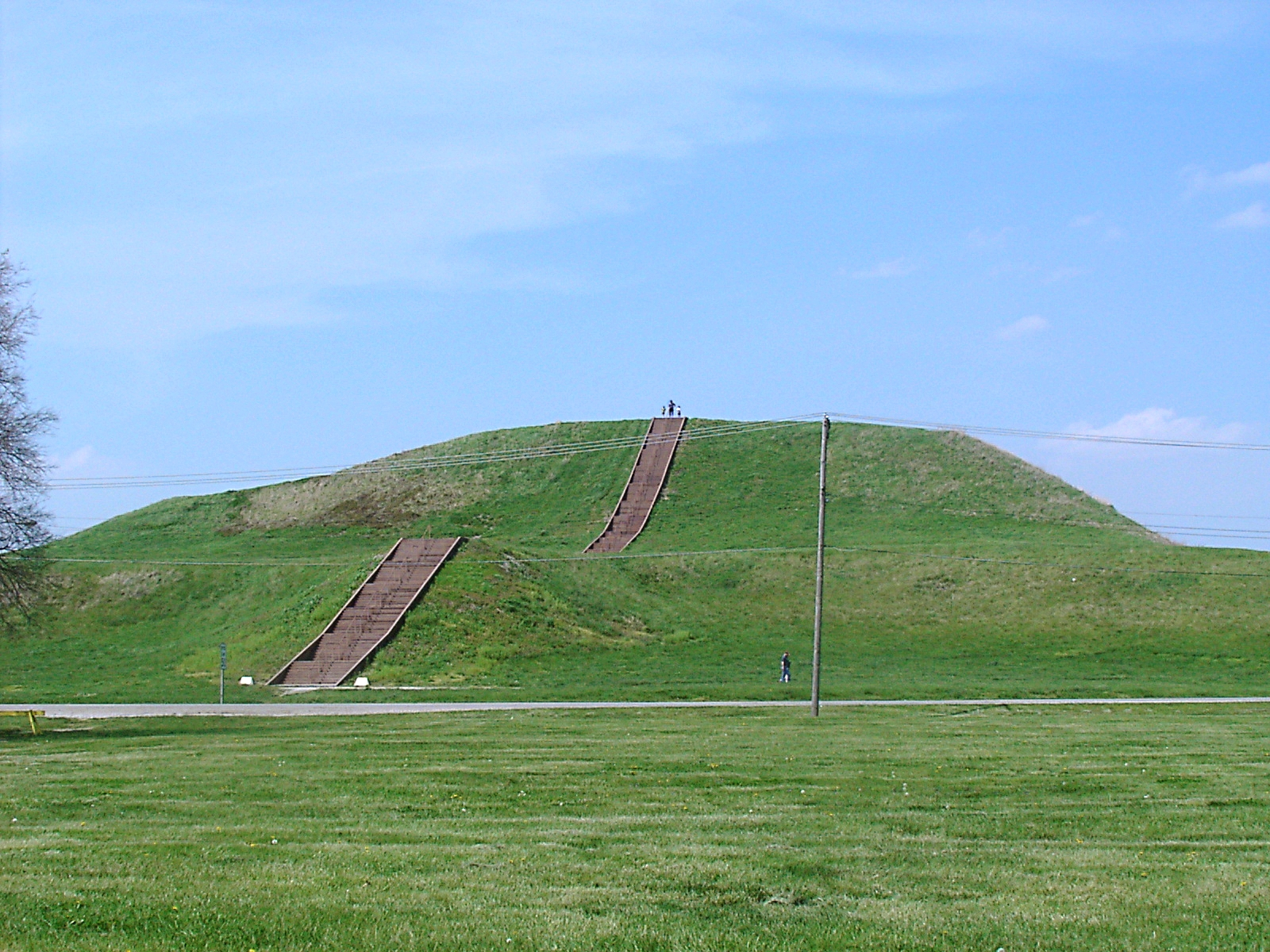
Monks Mound in de Verenigde Staten

  - Circa 5500 v.Chr. bouwden leden van de nomadische Maritiem-Archaïsche cultuur de grafheuvel van L'Anse Amour aan de kust van het oostelijke schiereiland Labrador. Het is de oudst gekende grafheuvel op het Amerikaanse continent.[7]
  - Op South Aulatsivik Island, een groot eiland voor de noordkust van Labrador, ontdekten archeologen twee Maritiem-Archaïsche grafheuvels die ongeveer uit 5000 v.Chr. stammen.
- Verenigde Staten:
  - Monks Mound is groter dan de Grote Piramide van Gizeh. Ten westen van Monks Mound werd een woodhenge aangetroffen, de palen markeren nachteveningen en zonnewende. Uit grafheuvel 72 werden meer dan 250 doden opgegraven. Cahokia bevatte 120 kunstmatige aarden heuvels, waarvan er nog 80 behouden zijn. Het is een treffend voorbeeld van een complexe chiefdomsamenleving met veel grafheuvel-centra en tal van afgelegen gehuchten en dorpen.
  - De Ojibweg begroeven hun doden in grafheuvels, waar vaak een jiibegamig of “zielenhuis” bovenop geplaatst werd, en die gemarkeerd werden met een houten gedenkteken met de odoodem (het clanteken) van de overledene erop gegraveerd.
  - De Grave Creek Mound is een van de grootste conische grafheuvels van de Verenigde Staten. De diameter is 73 meter en de grafheuvel is 19 meter hoog. Moundsville dankt zijn naam aan deze nabijgelegen grafheuvel.
- Colombia: de San Agustín-indianen bouwden grafheuvels, het archeologisch park San Agustin staat vermeld op de Werelderfgoedlijst.
- De vroegste monumenten van de Mayacultuur bestaan uit eenvoudige, soms met cement bedekte grafheuvels. Hieruit ontwikkelden zich de uit steen opgetrokken piramiden.

### Oost-Azië

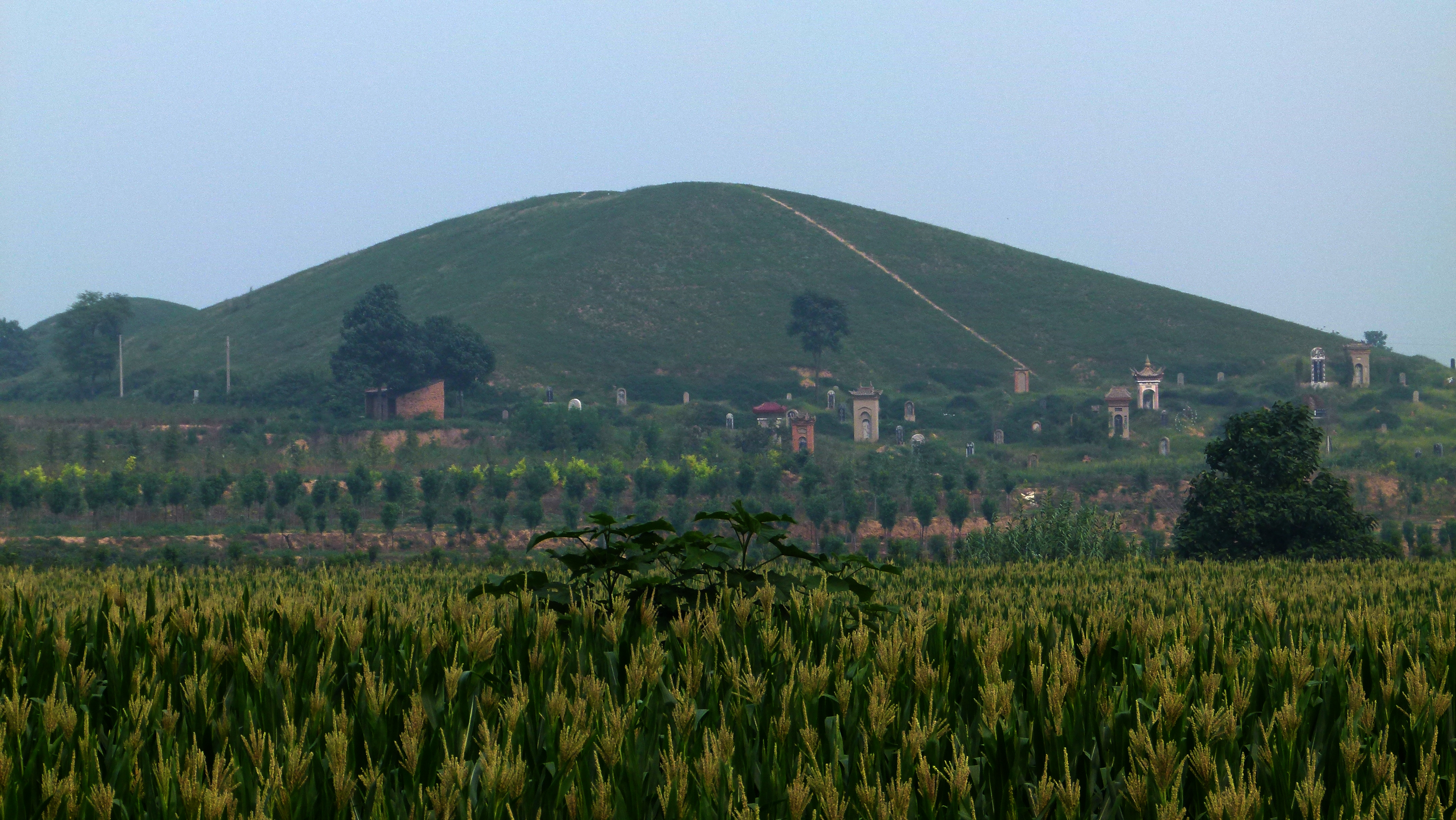
Een van de grafheuvels van Xi Han wuling, China

- Japan: uit de Kofunperiode is de kofun bekend. Een kofun wordt soms afgedekt met een fukiishi (stenen uit een rivierbedding). In Nabari ligt een sleutelvormige grafheuvel.
- China: 
  - De Xi Han wuling zijn vijf grafheuvels van keizers van de westerse Han-dynastie, er werden later nog vier grafheuvels opgeworpen.
  - Het graf van Qin Shi Huang is nooit geopend; de grafheuvel was oorspronkelijk 115 meter hoog en begroeid met gras en bomen, de grafheuvel werd omringd door 10 tot 12 meter dikke muren. Het terracottaleger staat in vijf kuilen op twee kilometer van de grafheuvel.

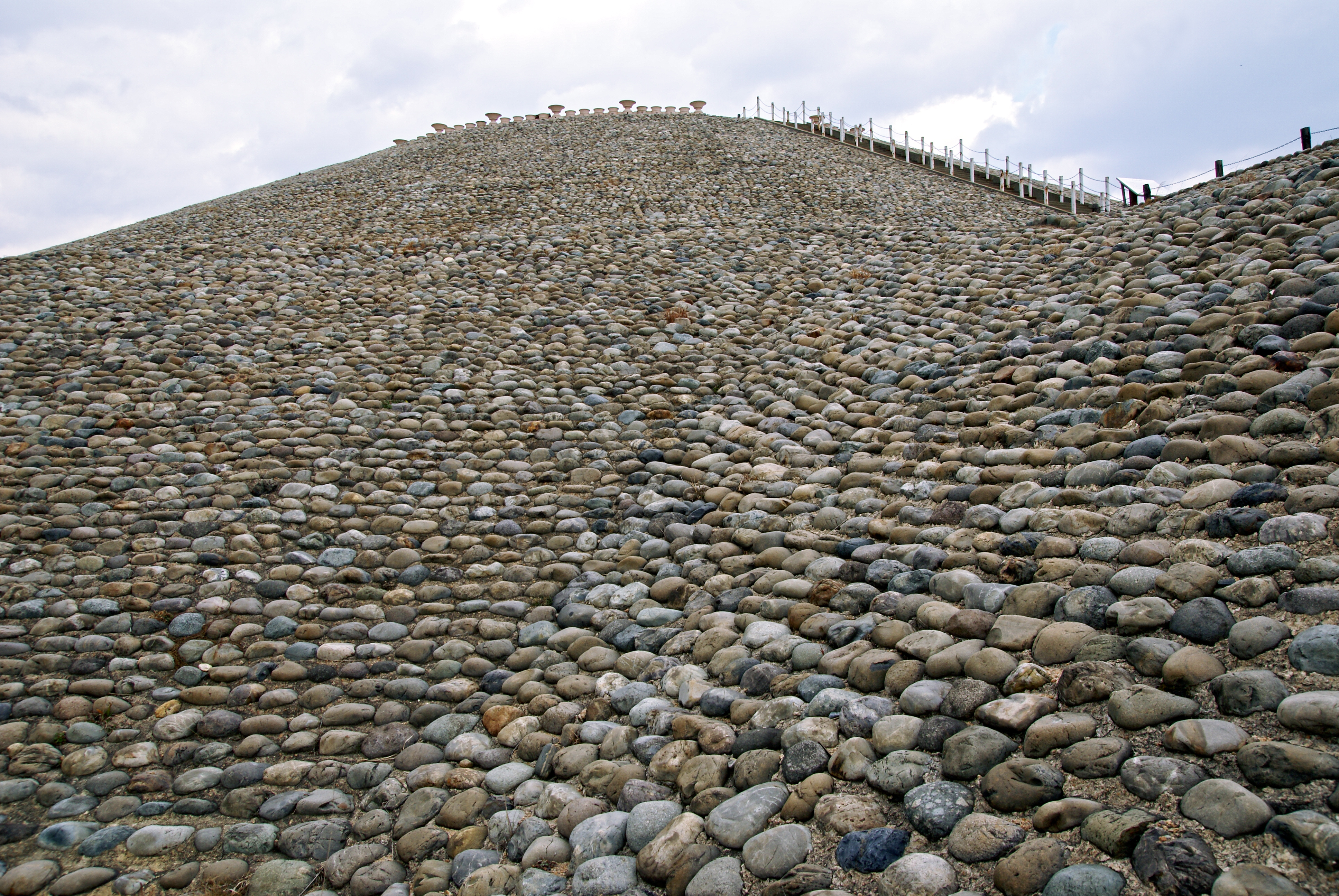
De fukiishi van de Goshikizuka Kofun in Kobe is hersteld
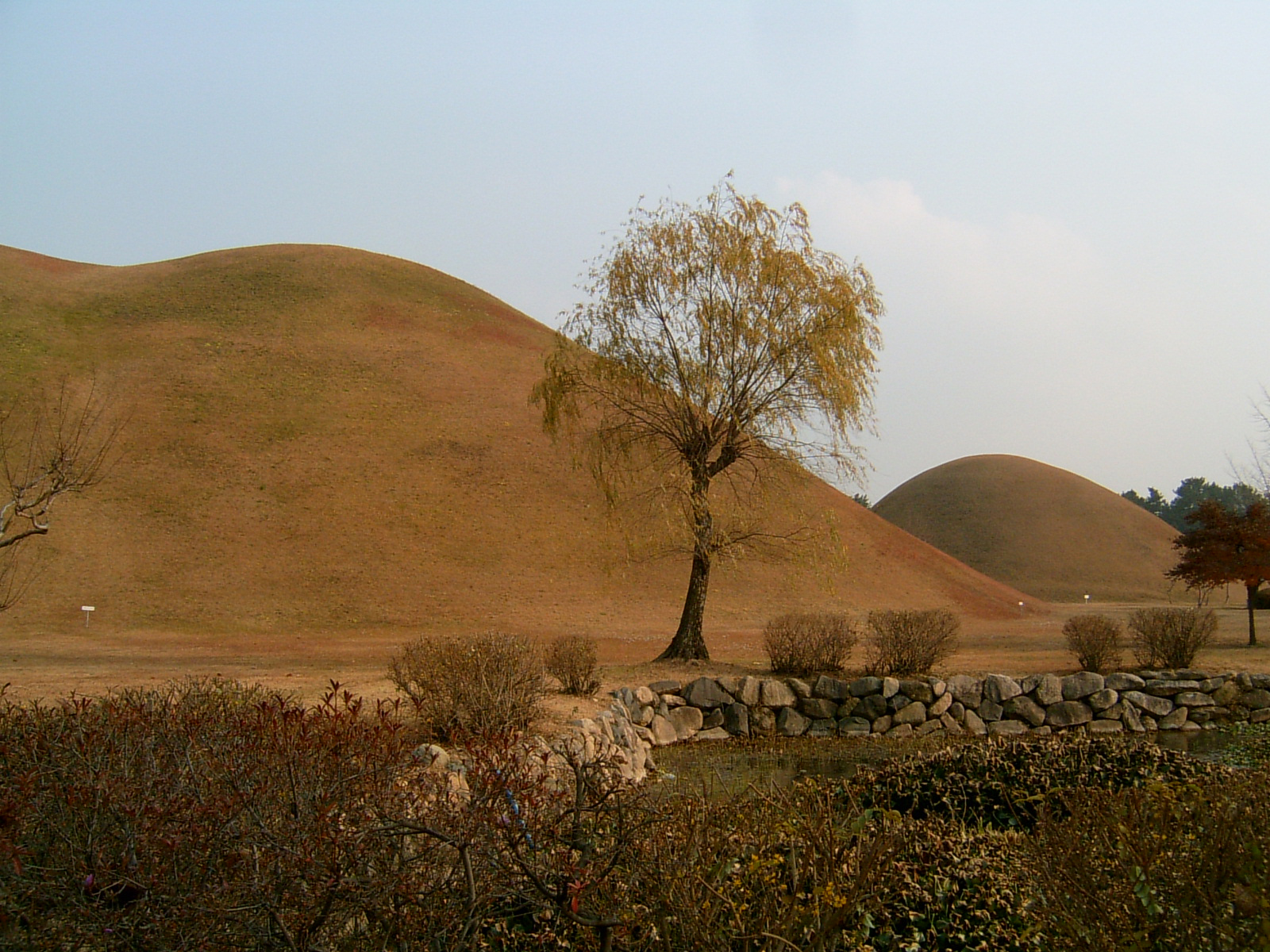
Grafheuvels van de Silla in Gyeongju, Zuid-Korea
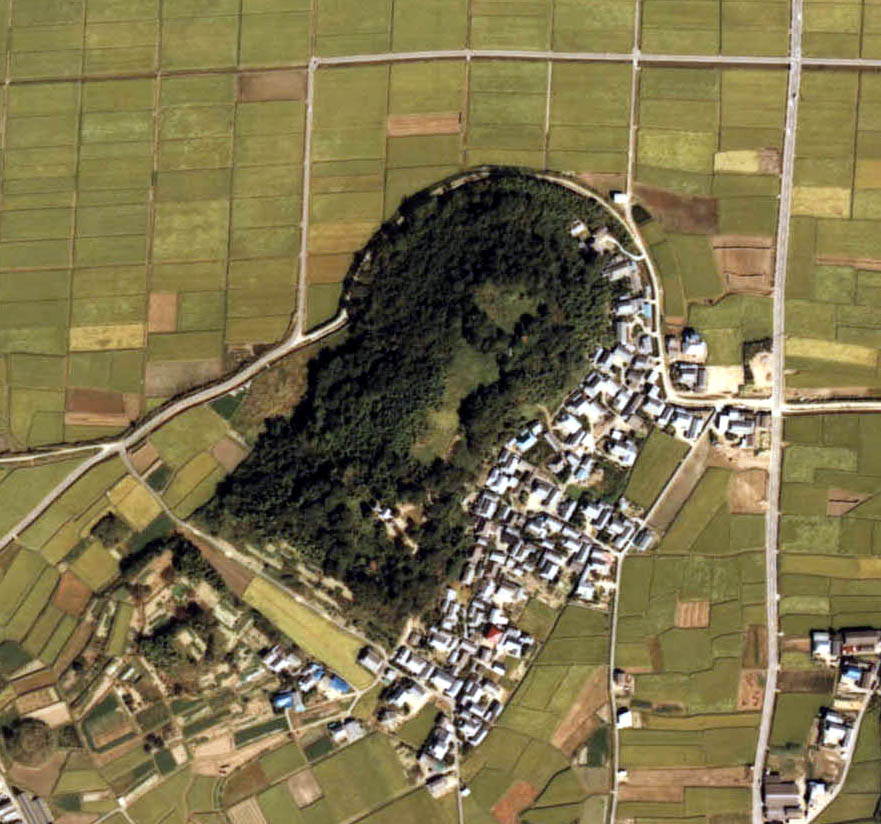
Luchtfoto van een kofun in Japan
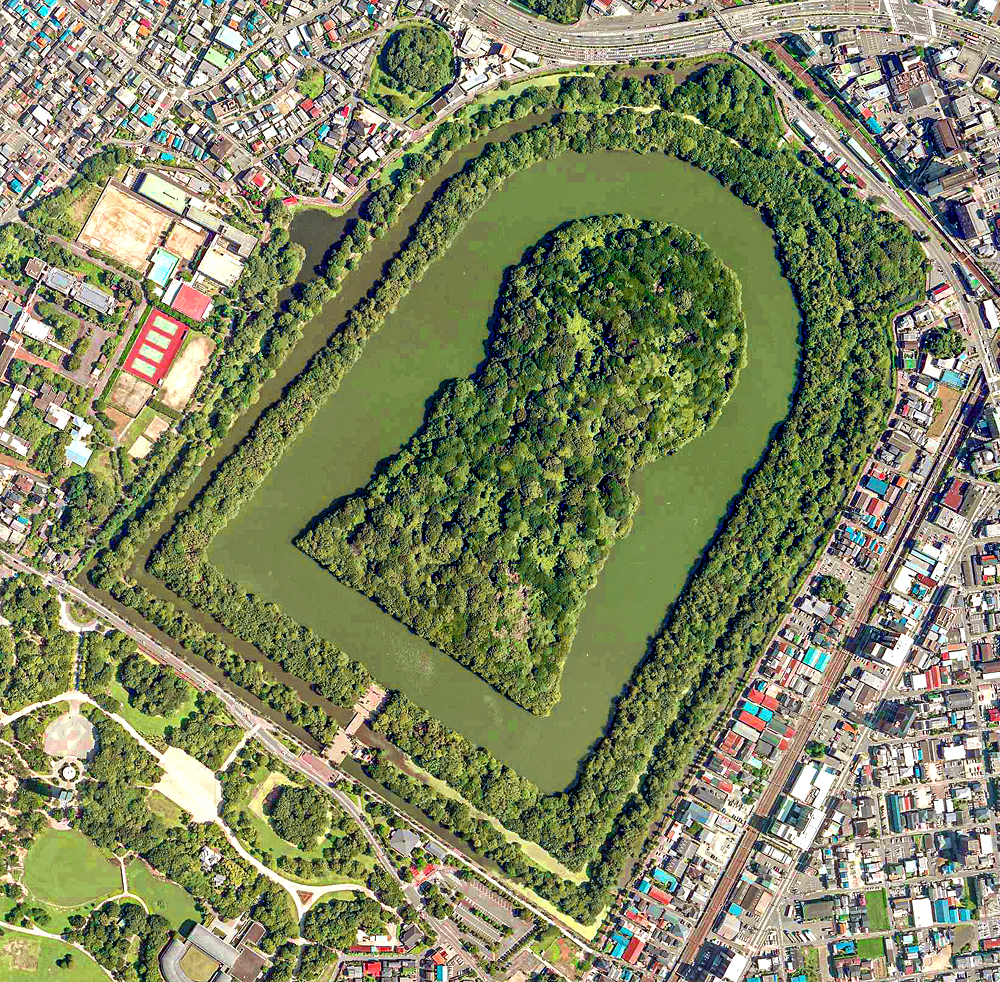
De Daisen-kofun is sleutelgatvormig en heeft een met water gevulde gracht, het is de tombe van Nintoku
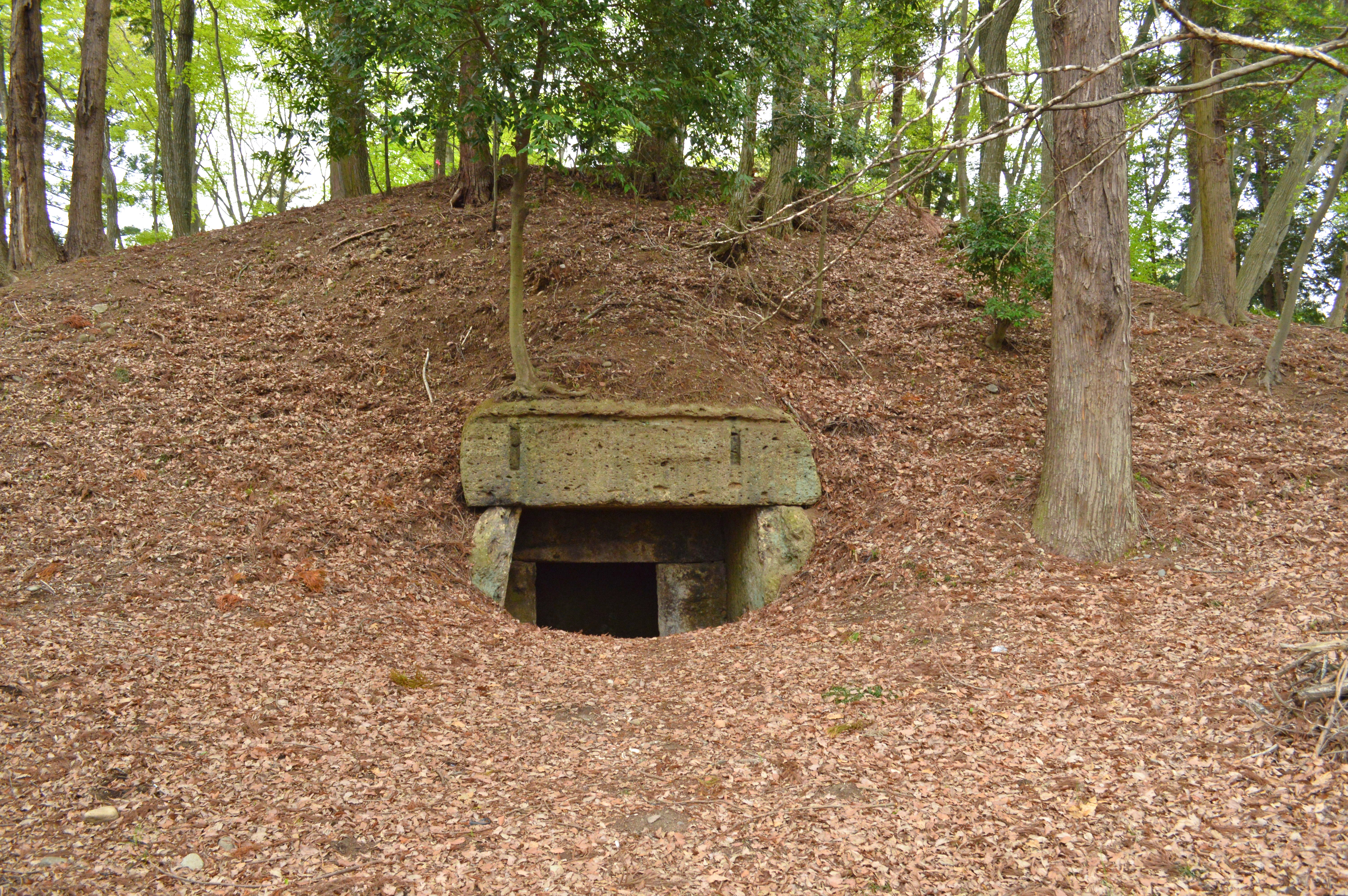
Ingang van de Kurumazuka-kofun in Shimotsuga (district)

### Midden-Oosten

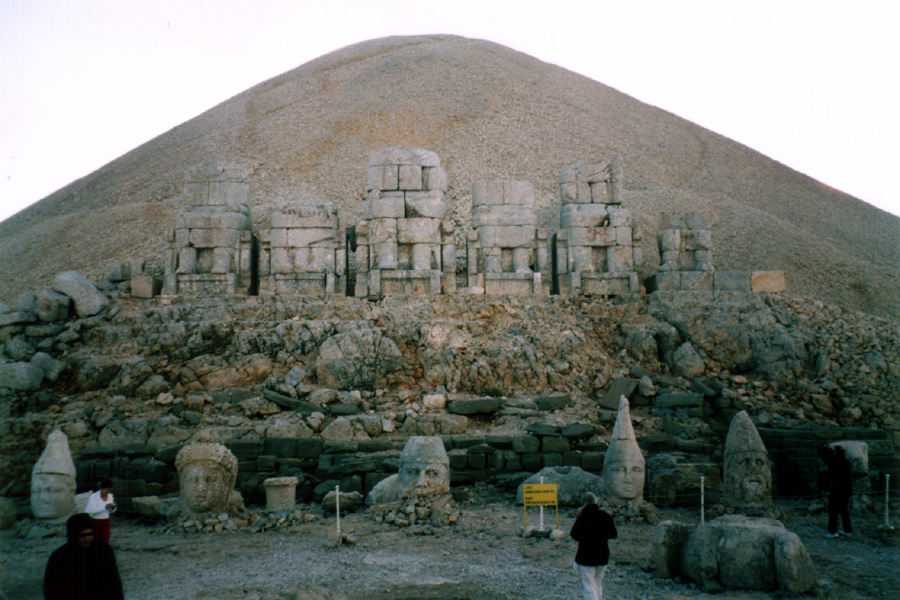
De 50 meter hoge grafheuvel op Nemrut Dağı

- Op de top van Nemrut Dağı ligt een 50 meter hoge grafheuvel in de vorm van een piramide.
- Bahrein: A'ali is beroemd om de Dilmun-grafheuvels, die zich bevinden op (voor zover bekend) de grootste begraafplaats ter wereld (85.000 graven), waarvan sommige teruggaan tot 4100 v.Chr., waarvan de Qal'at al-Bahrein die boven de stad uitsteekt deel uitmaakt.
- Uit de prehistorische gewone tumuligraven ontwikkelden zich bij de Oude Egyptenaren de mastabagraven en later de piramiden.

## Volksgeloof

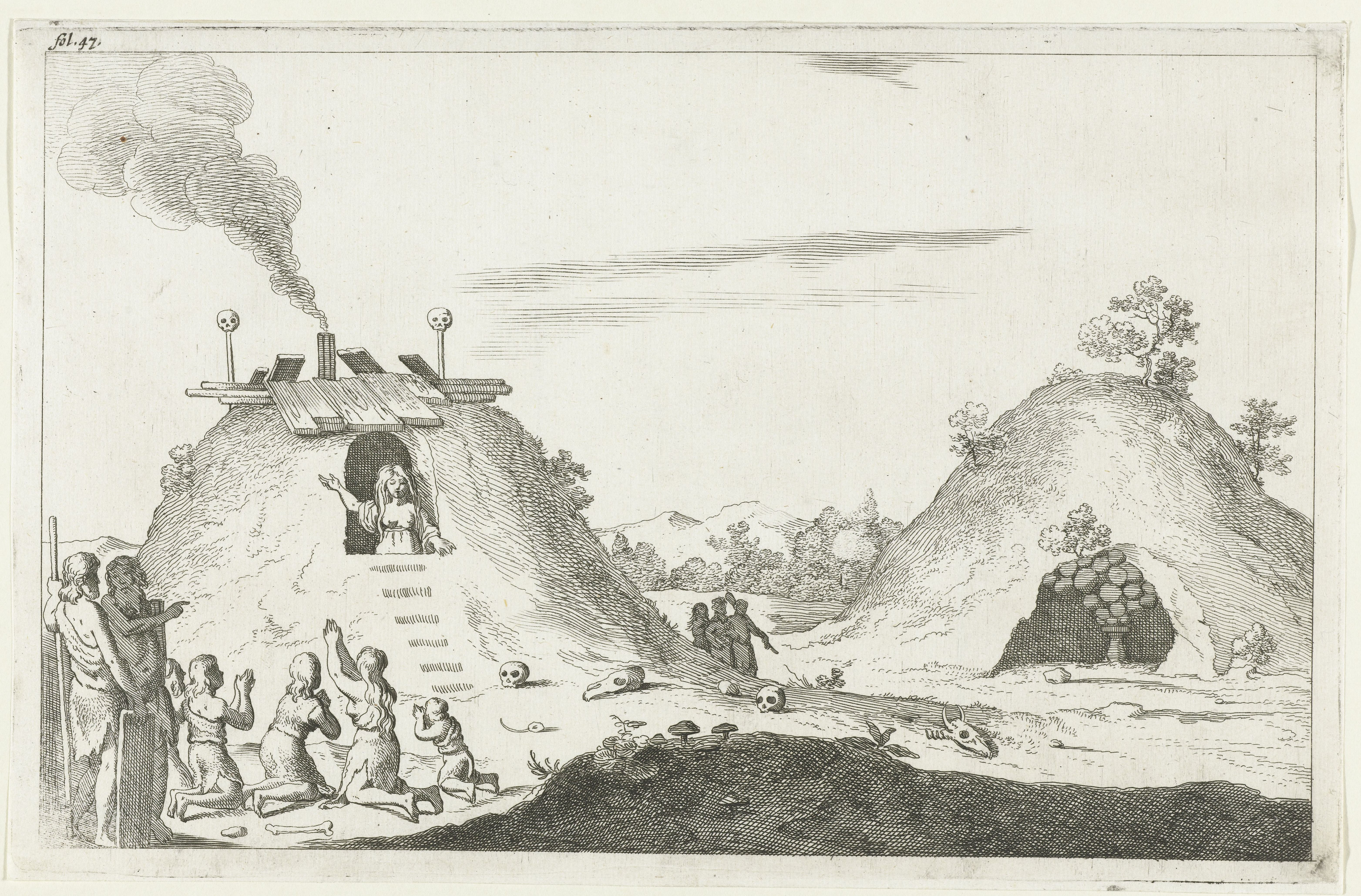
Witte wieven die, volgens Johan Picardt, grafheuvels bewonen op een ets uit 1660

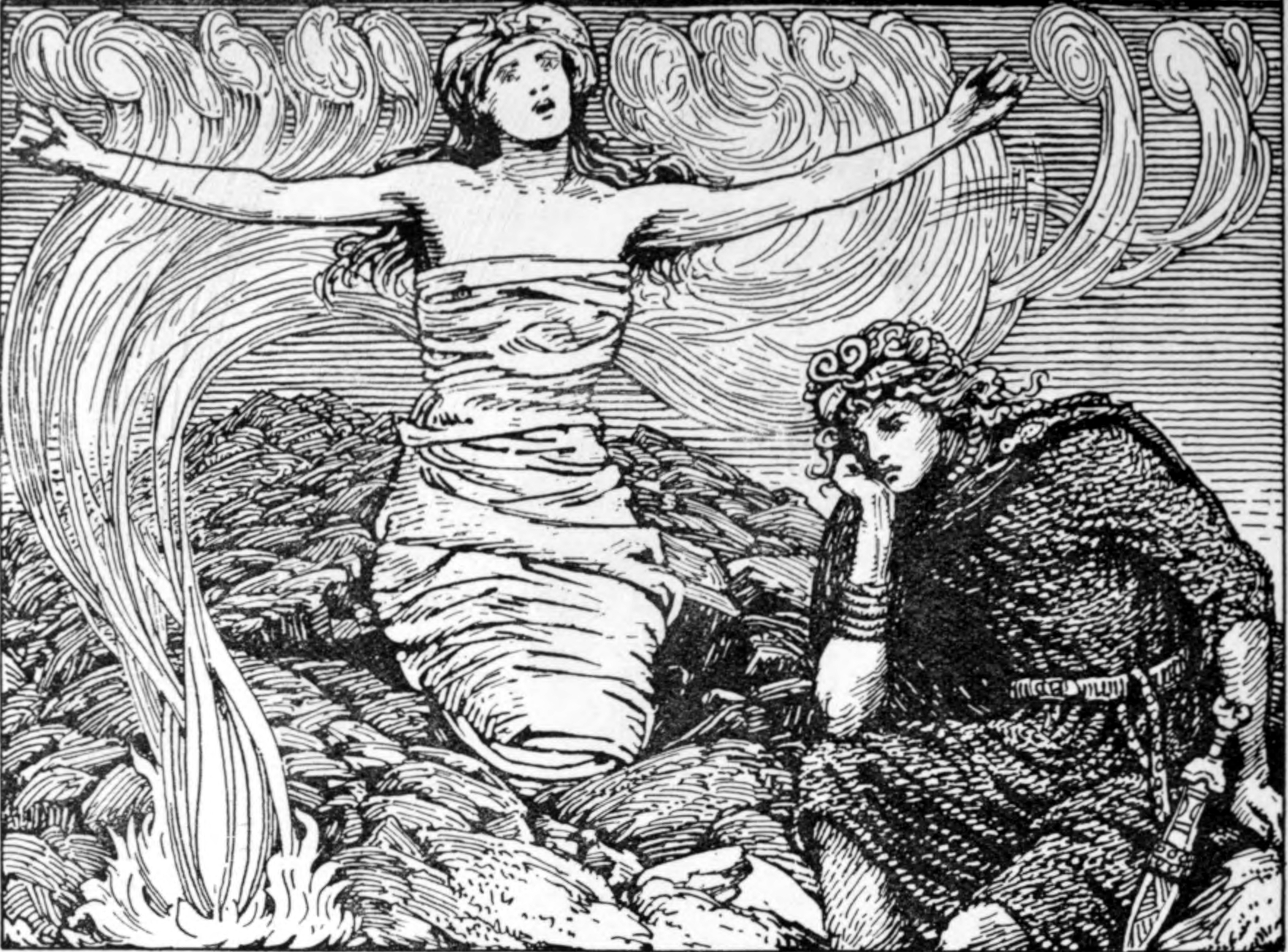
Groa's Incantation (de Völva Gróa en haar zoon bij de grafheuvel), W. G. Collingwood, 1908

Rondom grafheuvels bestaan veel volksverhalen, bijvoorbeeld over spoken, spookdieren (zoals de helhond), geesten, reuzen, elfen, witte wieven en kabouters (zie woonplaatsen van kabouters). Er bestaan veel volksverhalen over de vondst van schatten, die spoorloos verdwijnen zodra ze worden aangeraakt.
- Het hunebed D13 wordt ook wel de Stemberg genoemd. Het verhaal wil dat in 1730 (anderen bronnen zeggen in 1756) een stenendelver op de door hem gevonden grafheuvel klopte en dacht, vanwege de holle klank, dat hij stemmen hoorde. Meer waarschijnlijk is stemberg een verbastering van steenberg.
- 'Oudenberg' zou een verbastering zijn van 'Odinberg', dus de berg gewijd aan de Germaanse oppergod Odin. De huidige kapel zou staan op de plek van het heiligdom. De Oudenberg zou een grafheuvel zijn.
- Het Vorstengraf bij Oss wordt ook wel Hans Joppenberg genoemd, naar de naam van de kabouter.
- Bij Hoogeloon zou kabouterkoning Kyrië geregeerd hebben, de grafheuvel wordt Kabouterberg genoemd.
- De naam van de Schelleguurtjesbelt in Gelderland komt van Schele Guurte, zie Het verhaal van Schele Guurte.
- Over de Auveleberg bestaan verhalen over Alvermannekes, er bestaan meerdere Auvelebergen.
- De Sommeltjes trokken weg toen de Sommeltjesberg op Texel werd afgegraven.
- Zie ook Elfenheuvel, Simeliberg en De grafheuvel.
- In Bergeijk bestaan volksverhalen over zwarte katten die 's nachts rond de grafheuvels dansen.
- Bij Landrop (bij Hoogeloon) dansten heksen op de Kattenberg, een grafheuvel uit 1400 v.Chr.[8]
- In de Táin Bó Cúailnge wordt Fráech mac Idad na zijn dood door honderdvijftig vrouwen van de Sídhe zijn grafheuvel in gedragen.
- Volgens de verhalen ligt Medb begraven in een grafheuvel op de berg Knocknarea.
- In Midden-aarde (uit de boeken van J.R.R. Tolkien) ligt Tyrn Gorthad (Barrow-downs of de grafheuvels)
- Olga van Kiev zou bij de grafheuvel van Igor van Kiev 5000 Drevljanen ter dood gebracht hebben.
- Er bestaan veel volksverhalen over de vondst van schatten, die spoorloos verdwijnen zodra ze worden aangeraakt.
- "Branwen haar graf" of "Bedd Branwen" is de grafheuvel van Branwen uit de Welshe mythologie.
- Het centrum (een heuvel van 20 meter diameter en van ongeveer 5 meter hoogte) van Rujm al-Hīrī (“hoogte van de wilde kat”) zou het graf zijn van de reus Goliath of Og.
- De draugen spookt rond bij de grafheuvel en beschermt meestal een schat.
- Hlaiwa of Leeuw betekent "bij de grafheuvels".
- De Kelten brachten de grafheuvels uit de bronstijd in verband met profetieën. Iemand die dapper genoeg was om op een grafheuvel te slapen, zou de volgende dag als dichter of als gek wakker worden.[9]